# Histoire d'Olne
 (avril 2025).
- Si vous ne connaissez pas le sujet, laissez ce bandeau (vous pouvez alors contacter les auteurs).
- Si vous supprimez le contenu mis en cause (vous pouvez préalablement contacter les auteurs),

argumentez précisément cette suppression dans la page de discussion
(un manque de référence n'est pas un argument ; une recherche réelle de référence doit avoir été effectuée, être formellement documentée).
 (avril 2025).
 (avril 2025).
 (avril 2025).
Vous pouvez aider à l'améliorer ou bien discuter des problèmes sur sa page de discussion.
- Il ne cite pas suffisamment ses sources. Vous pouvez indiquer les passages à sourcer avec {{référence nécessaire}} ou {{Référence souhaitée}}, et inclure les références utiles en les liant aux notes de bas de page. (Marqué depuis août 2012)
- Il ne s’appuie pas, ou pas assez, sur des sources secondaires ou tertiaires. (Marqué depuis septembre 2017)
- Il doit être recyclé. La réorganisation et la clarification du contenu sont nécessaires. (Marqué depuis juin 2012)

- Archive Wikiwix
- Bing
- Cairn
- DuckDuckGo
- E. Universalis
- Gallica
- Google
- G. Books
- G. News
- G. Scholar
- Persée
- Qwant
- (zh) Baidu
- (ru) Yandex
- (wd) trouver des œuvres sur Wikidata

L'histoire d'Olne prend ses racines dès la Préhistoire : les silex taillés découverts à Olne datent du Paléolithique moyen. Les ossements d'animaux datent du moustérien. Le Vicus Alno daterait de l'époque romaine, au VIe siècle. Au début du Moyen Âge, le domaine primitif d'Olne est un don d'un empereur du Saint-Empire romain germanique à une église d'Aix-la-Chapelle. La seigneurie d'Olne se retrouve dans le comté de Dalhem, pour au XVIIe siècle, être successivement sous la souveraineté des Pays-Bas espagnols, des Provinces-Unies et enfin au XVIIIe siècle sous la domination des Pays-Bas autrichiens.
Pendant la révolution industrielle et le XXe siècle, le village est marqué par l'industrie cloutière, drapière et la forge des canons de fusil, notamment la damasquinerie.

## Préhistoire
Les grottes découvertes à partir du chantoire de La-Falise présentent un intérêt spéléologique et anthropologique évident. Elles ont été explorées par trois spéléologues entre 1959 et 1963 et ont permis de mettre au jour une série d'ossements mais encore une centaine de silex taillés datant du paléolithique moyen. La grotte ou ses environs immédiats a donc dû être fréquentée par les hommes dès la préhistoire.
Il a tout d'abord été nécessaire de dégager quelque 70 tonnes de remblais afin de parcourir une succession de couloirs et de salles d'environ deux cents mètres. Parmi les ossements, il faut citer spécialement deux dents de mammouths pesant respectivement 1,6 kg et 3,6 kg, ainsi que des dents et ossements de bœufs, de cheval, de rhinocéros, d'ours et d'hyène, soit un total de 1 600 pièces.
Parmi les silex taillés, on note en ordre principal, des racloirs et quelques couteaux de l'époque moustérienne déterminés par l'Université de Liège. Vu les conditions de gisement et le petit nombre de documents, l'interprétation en a été difficile. Il semble cependant que l'industrie d'Olne présente de sérieuses analogies avec celle pratiquée par les hommes préhistoriques dont on a trouvé les outils fort primitifs dans les grottes du Fond-de-Forêt relativement proches.

## Époque romaine

### LaVilla Solmaniadans lePagus Luihgau

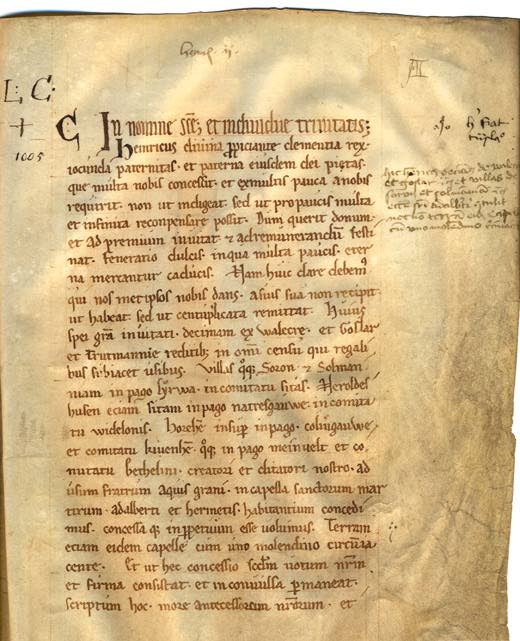
Charte de l'Empereur Henri II du Saint-Empire
Si les fouilles de la grotte de La-Falise, sous le village d'Olne, ont révélé une présence humaine à l'époque paléolithique, il faut attendre le début du XIe siècle pour qu'un document écrit nous lance sur la trace d'Olne.
En effet, le pays de Herve fut mis en valeur tardivement (entre le). Jusqu'au ruisseau de la Magne s'étendait ce que les documents carolingiens appelaient la foresta, l'immense forêt de Theux. La toponymie garde encore la trace des défrichements qui, peu à peu, réduisirent l'emprise de la forêt : Riessonsart, Vieux-Sart, Bois d'Olne.

Le 13 août 1005, l'empereur Henri II du Saint-Empire attribuait, en guise de patrimoine, à l'église collégiale (église desservie par un chapitre de chanoines séculiers chantant les offices divins, les « heures canoniales ») Saint Adalbert ou Adalbert de Prague qu'il venait de fonder à Aix-la-Chapelle, les villae, c'est-à-dire les domaines agricoles de Soiron, Soron et de Soumagne, Solmania. Les deux villae, précise le document, sont situées dans le pagus Lewa ou Lirwa. Il s'agit du Pagus Luihgau (comté de Liège) ou pagus Liuvensi, qui formait une subdivision de la Lotharingie. Le conte de Luigau résidait au château de Chêvremont dominant Vaux-sous-Chèvremont. Celle-ci, née des démembrements successifs de l'empire de Charlemagne (traité de Verdun en 843), longtemps ballottée entre la Francie orientale (à l'origine de l'Allemagne) et la Francie occidentale (à l'origine de la France) fut divisée vers 959 en Haute-Lotharingie ou Lorraine et Basse-Lotharingie ou Lothier. Le Lothier constituait, au moment de la donation impériale, un duché relevant du souverain germanique. Celui-ci avait érigé l'ancienne Francie orientale en Saint-Empire romain germanique.
Dès l'époque carolingienne probablement - les moines de Stavelot y séjournèrent en 891 - une villa avait été établie sur les bords de la rivière Solmania (l'actuel Ri-de-Soumagne ou plus simplement la Magne) à proximité d'un point de passage important, celui de l'Ardeneuse-Voie qui reliait Jupille à Theux par Fraipont. Était-ce à l'emplacement du village de Soumagne ?
Une hypothèse séduisante identifie le toponyme Solmania non pas à la localité actuelle de Soumagne mais à un hameau de la commune d'Olne, Saint-Hadelin. À l'appui, on évoque le fait que, jusqu'au commencement du XIXe siècle, Saint-Hadelin est cité sous la dénomination de Soumagne Saint-Halen ou même simplement de Soumagne, alors que le village de Soumagne est appelé Soumagne les Moisnes car, dès le XIIIe siècle, il est une possession des chanoines prémontrés de Liège. Cette identification demeure incertaine pour l'acte de donation. Le domaine impérial a pu subir divers démembrements : Solmania désignerait bien le Soumagne actuel mais a cessé rapidement de faire partie de la donation primitive. Par contre, l'identification Solmania au hameau de Saint-Hadelin se révèle à coup sûr exacte en ce qui concerne les actes postérieurs.
Quoi qu'il en soit, le toponyme Olne n'apparaît pas dans le diplôme impérial. Dès lors, on se demande si le territoire qui, plus tard, constituera le ban d'Olne (l'entité politique locale sous l'Ancien Régime), était compris dans la donation de 1005. Les documents postérieurs relatifs à l'avouerie d'Olne et au patronat (droit de nomination du desservant) de l'église Saint-Sébastien donnent à le penser. Ils confirment de toute façon l'appartenance d'Olne au patrimoine de Saint-Adalbert dès la fin du XIe siècle.

### Levicus Alno

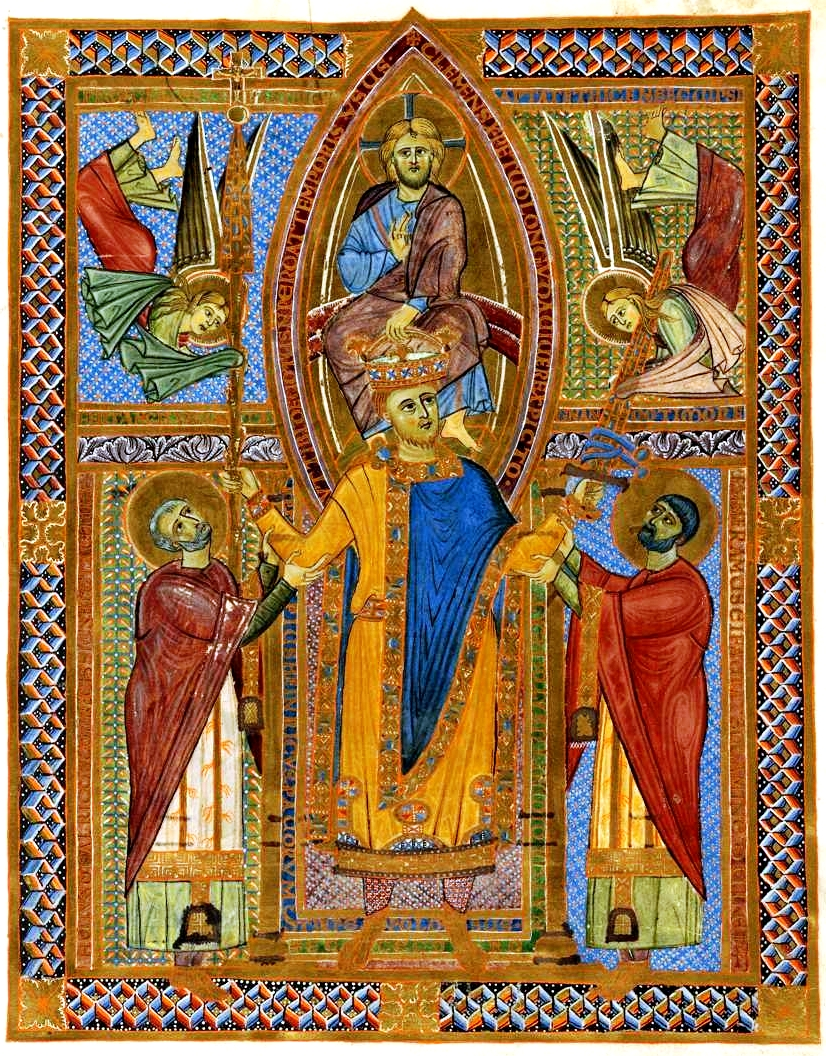
Henri II du Saint-Empire

Une agglomération s'est formée au centre de ce domaine impérial. Elle n'a pas tardé à prendre de l'importance : en 1095, elle est qualifiée non pas de villa, mais de vicus (endroit habité), si tant est que l'on puisse attribuer au latin du XIe siècle, une rigueur suffisante : c'est le vicus Alno (lieu planté d'aulnes ?). Les campagnards (rustici manentes) vivent dans la dépendance de la collégiale Saint-Adalbert (Sancti Alberti Aquensis familia).
Dès 1103, ce vicus est mentionné comme étant le siège de la paroisse. Un acte du mois de juin 1264, par lequel la collégiale Saint-Adalbert se réserve les revenus de la paroisse, confirme cet état de fait : il attribue aux chanoines d'Aix, le droit de nommer le desservant de l'église d'Olne, de laquelle dépend l'église de Saint-Hadelin (de Sumain) et détaille la dot de l'église consistant en biens situés à Olne et Saint-Hadelin in territoriis de One et Sumain.
Autre élément probant : l'église d'Olne est placée sous le patronage de saint Sébastien, cet officier romain d'une compagnie d'archers, martyrisé vers 288, dont le culte est attesté dès le Xe - XIe siècle.
Au XVIIe siècle encore, les chanoines de Saint-Adalbert attribuaient à l'empereur Henri II du Saint-Empire et à sa femme Cunégonde, la construction de l'église qui fut peut-être à l'origine du village.
La plupart des grands domaines royaux cédés à des églises gardèrent, jusqu'à la fin de l'Ancien Régime, leurs limites primitives. Circonscriptions civiles et religieuses, celles-ci calquées sur celles-là, perpétuèrent ainsi les domaines carolingiens, quelquefois même jusque dans les délimitations actuelles (du moins jusqu'à la fusion de 1977).
L'unité économique avait donné naissance à la subdivision ecclésiastique. C'est le cas des domaines voisins de celui de Solmania, comme Petit-Rechain, Soiron, Theux. Mais le domaine de Solmania fut disloqué rapidement. La coïncidence entre délimitation civile et délimitation religieuse fut dès lors brisée.

## Le Moyen Âge

### Le domaine primitif
En principe, la reconstitution de la paroisse primitive fournit du même coup la reconstitution de l'ancien domaine. Il est aisé d'établir le tracé de la paroisse originelle d'Olne : son démembrement fut tardif puisqu'il ne commença qu'à la fin du XVIIe siècle.
Sous l'Ancien Régime, le territoire d'Olne forme une circonscription assez étendue - environ 1 300 hectares - au relief fort vallonné, à l'habitat ici groupé, là-bas très dispersé. Il se présente comme un ensemble d'une dizaine de quartiers. Certains, dont le nombre varie autour de trente, voire dépasse la quarantaine, sont qualifiés, dans la terminologie administrative de la fin du XVIIIe siècle de hameaux ou même de hameaux épars - comme Le-Faweux, la Basse-Rafay et la Haute Rafhay. L'aspect aggloméré des autres quartiers, par contre, leur valait le nom de village, tels Vaux, Hansez, Saint-Hadelin et Riessonsart qui ne compte pas moins de 90 habitations. Olne lui-même est qualifié de chef-lieu : il groupe, en 1786, 117 maisons et est le point de convergence de nombreux chemins.
La paroisse débordait largement l'étendue du ban : au sud, une partie des hameaux de Vaux et de Nessonvaux, avec la chapelle de Froidhé, construite en 1670 et érigée en église paroissiale en 1842, constituait sur la rive droite de la Vesdre, une enclave de l'avouerie de Fléron (à l'origine, possession de la collégiale Notre-Dame d'Aix-la-Chapelle), Pays de Liège ; en aval, sur la rive gauche, la Basse-Fraipont, rattachée à la paroisse de Fraipont lors de son érection en 1788, terre liégeoise, était comprise dans le bailliage (circonscription judiciaire) d'Amercœur; à l'ouest, l'enclave de Mont-Saint-Hadelin, encore appelé le Fief et qu'il faut distinguer du hameau de Saint-Hadelin, lui, partie intégrante du ban d'Olne, relevait de l'abbaye de Stavelot-Malmedy. Son antique oratoire fut élevé au rang d'église paroissiale en 1842.
La configuration de l'ancienne paroisse restituerait ainsi celle du domaine primitif ou, du moins, d'une portion de celui-ci. La cellule économique que formait le domaine impérial ou ce qu'il en subsistait, aurait donc fourni, d'une part, un cadre religieux - la paroisse - et, d'autre part, un cadre politique : l'avouerie, puis le ban.
À Olne, cependant - probablement dès la fin du XIe siècle - ils cessent de se confondre: trois souverainetés se partageaient, sous l'Ancien Régime, l'étendue de la paroisse primitive. Les localités qui en furent successivement démembrées formèrent, au XIXe siècle, des communes distinctes : Nessonvaux, Fraipont, Mont-Saint-Hadelin. Le cadre politique, sa configuration une fois tracée, constitue le seul élément permanent : depuis le bas Moyen Âge jusqu'aujourd'hui, les limites du ban de l'Ancien Régime et celles de la commune actuelle coïncident, exception faite de l'annexion, en 1822, du Mont-Saint-Hadelin.
Vers la fin du XVe siècle ou le début du XVIe, on trouve associés les mots « seigneurie » et « ban », parfois même avec le mot « hauteur » comme au début des Coutumes de la cour d'Olne : « Nous les mayeurs et eschevins de la courte et justice de la seigneurie, haulteur et bancque d'Oelne, en la comté de Daehlem ».
Ces termes ont suivi une évolution commune. À l'origine, le bannum est le pouvoir du seigneur de commander et de défendre et celui de rendre la justice. Par extension, il désigne bientôt et souvent uniquement le territoire sur lequel le seigneur exerce son bannum, sa haulteur. Sous l'Ancien Régime, administration et justice sont mêlées. Par conséquent, le ban forme une circonscription à la fois judiciaire et administrative. C'est le territoire sur lequel le souverain exerce ses prérogatives de seigneur et de souverain. C'est dans cette acception que le ban d'Olne, par exemple, figure dans les documents fiscaux à côté des quatre autres bans du comté ; c'est sur la base de cette circonscription administrative qu'est assurée la représentation du village aux assemblées des États du comté.
La seigneurie, elle, est d'abord un ensemble de droits, de prérogatives, puis par extension, le territoire sur lequel s'exercent ces prérogatives. Mais celles-ci ne sont pas nécessairement aux mains d'un seul et même détenteur. À Olne, il nous faudra distinguer seigneur hautain et seigneur foncier. La seigneurie est aussi un patrimoine comparable à un bien-fonds.
Complètement intégrée aux terres patrimoniales de son souverain et seigneur, le roi d'Espagne, l'ancienne avouerie forme désormais le ban ou la seigneurie d'Olne. Elle constitue sa propriété personnelle. Les changements de souveraineté que le ban d'Olne connut aux XVIIe et XVIIIe siècles ne modifièrent en rien cette notion, issue du système féodal qui régissait alors la société. En 1795, l'annexion à la France révolutionnaire en fit table rase.

### L'avoueried'Olne

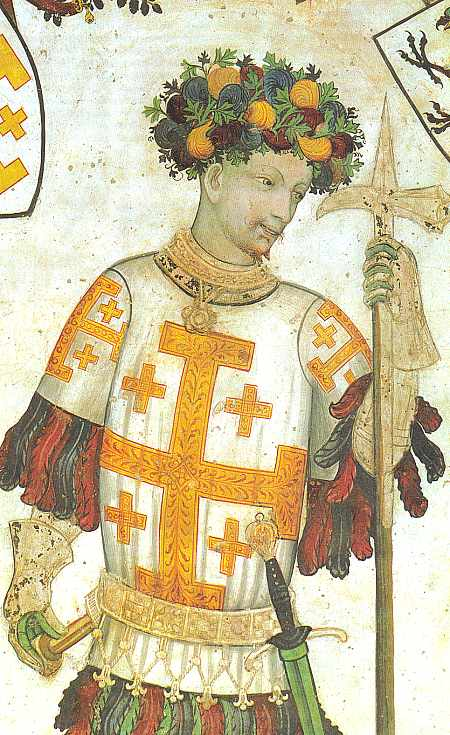
Godefroy de Bouillon en tenue de Héraut

L'insécurité et l'usage du temps ont incité les chanoines de Saint-Adalbert d'Aix à s'assurer les services d'avoués, laïcs aussi puissants que souvent sans scrupule.
La première mention d'un avoué à Olne remonte à 1095; il s'agit du célèbre Godefroy de Bouillon 1086-1100, duc de Basse-Lotharingie, un des chefs de la première Croisade.
L'ancien domaine du « fisc » (propriété personnelle du roi que celui-ci n'a pas cédée à des particuliers), devenu une « immunité » (territoire soustrait à la juridiction des tribunaux publics) ecclésiastique s'est ainsi mué en une avouerie. Si l'on veut donner de l'avouerie une image plus proche de nous, on pourrait dire qu'elle est, en quelque sorte, un protectorat. La gestion des propriétés de la collégiale incombait au prévôt (dignitaire du chapitre chargé de l'administration des biens), mais sur place, elle était généralement assurée par une cour locale composée d'un villicus (intendant), d'échevins (juges) et de quelques autres officiers subalternes. L'avoué (ou voué), advocatus, qui tenait peut-être sa charge de l'empereur, avait pour mission la défense et la police des terres du Chapitre. Trois fois l'an, il devait réunir les habitants en une assemblée judiciaire, entendre les plaintes de chacun et rendre la justice. Ce sont les plaids généraux.
L'institution dégénéra : l'avoué prit l'habitude de se faire remplacer par des sous-avoués qui, au lieu de protéger la population, se livraient à des exactions: l'empereur Henri V du Saint-Empire auquel le prévôt s'était plaint, déplora les coups, rapines et mauvais traitements. Par un diplôme de 1103, il réprima les abus.
Désormais, après le duc de Limbourg, haut-avoué des établissements ecclésiastiques situés sur ses terres, il n'y aurait qu'un seul avoué à Olne. Cet avoué légitime, qui tiendra son autorité de l'empereur, se voit interdire de nommer des sous-avoués ; tout au plus et avec l'accord du prévôt, pourra-t-il envoyer de simples émissaires payés par lui. Ses obligations sont expressément limitées à la tenue des trois plaids généraux annuels pour lesquels il n'exigera aucune autre prestation que celle-ci : 12 malders de seigle, 30 malders d'avoine, 8 porcs, 4 pourceaux, 8 brebis, 36 poules et 15 sous pour le vin.
Tout ce réseau d'obligations témoigne d'une situation fort archaïque : dans l'économie domaniale, l'argent était rare, les prestations étaient envisagées en fonction de produits venant directement de la terre alors consacrée à la culture des céréales et à un élevage extensif. En exigeant des prestations en nature, le créancier manifestait le souci d'être bien compris de son débiteur et il avait la certitude qu'elles seraient effectivement fournies.
D'autre part l'avoué est tenu de faire juger les coupables qu'il a arrêtés par un concilium ministrorum ou conseil d'assesseurs comme cela se pratiquait dans les tribunaux comtaux. Telle serait l'origine du tribunal des échevins dont il sera question plus loin. Cette obligation consacrerait donc une étape importante : dès les premières années du XIIe siècle, à Olne, ce n'est plus le maître de la seigneurie ou son représentant, c'est-à-dire un juge unique qui exerce la juridiction. Le principe du jugement par les pairs, c'est-à-dire par d'autres habitants de l'avouerie, a triomphé. Dès la fin du XIe siècle, cependant, un nouveau facteur intervient : le déclin de l'autorité impériale. De nombreux comtes en profitent pour s'émanciper de la tutelle de leur souverain et regrouper, à partir de leur circonscription, un « territoire » qu'ils gouvernent en leur nom et à leur profit : ils ne sont plus les agents de l'empereur mais ses vassaux. C'est ainsi que se constituent, dans l'Entre-Vesdre-et-Meuse, vers 1066, le comté, puis duché de Limbourg, et vers 1071, le comté de Dalhem. L'éclipse du pouvoir impérial et l'ascension de ces dynastes territoriaux pèsent sur l'avouerie d'Olne. En témoignent les rivalités auxquelles l'avoué légitime doit faire face - vers 1190, Thierry de Houffalize est privé de sa charge - et les interventions du haut-avoué de la région - en l'occurrence le duc de Limbourg - qui assied ainsi sa tutelle sur les avoueries locales.
À certains moments (en 1197 et 1222) un même personnage, semble-t-il, détient l'avouerie d'Olne et celle de Soiron. La dernière mention d'un avoué qui était seulement revêtu de la qualité de noble et qui n'avait pas acquis le statut de prince territorial, est de 1222.
L'apparition de la communauté
C'est souvent à travers le texte des records que l'existence de la communauté rurale est révélée pour la première fois. Si la coutume seigneuriale du ban d'Olne mentionne quelques droits dont jouissent les manants, (droits de pêche dans la Vesdre, usage des bois et des terrains communaux), l'exercice de ces droits ne revêt aucune forme collective. Rien ne permet d'y deviner une activité communautaire. L'administration de la seigneurie, le cerclemenage, c'est-à-dire la délimitation du territoire de la seigneurie, la perception des redevances seigneuriales, la polices des eaux et des banalités, et probablement même la gestion des biens communaux est aux mains du mayeur et des échevins.
Ce n'est qu'à partir du milieu du XVIe siècle que la communauté rurale olnoise est attestée et cela à propos des biens communaux. Ces terres appartenaient à la communauté villageoise et consistaient en bois et zones incultes (trîs ou friches, landes ou bruyères, broussailles, werihai, abreuvoir commun). Elles occupaient principalement les contreforts surplombant la vallée de la Vesdre (au Bois-d'Olne, à Hansé) et à l'opposé, la section du Faweû. À Olne, elles ont toujours couvert de larges étendues: environ 783 hectares à la fin du XVIIIe siècle, soit près d'un tiers du territoire ; en 1782, elles assuraient la pâture de 773 moutons. En 1824, la commune rémunérait encore un herdier, berger auquel chaque habitant pouvait confier ses bêtes. Ces terrains permettaient notamment aux habitants les plus pauvres d'élever quelques têtes de bétail ; ils fournissaient également aux manants de l'argile, de la marne, des pierres et même du charbon et du fer. Les parties les plus fertiles, cependant, faisaient l'objet d'une appropriation individuelle - c'est un trait commun à tout le pays de Herve - et étaient données en location par petites parcelles au plus offrant pour un terme de 27, 42 ou même 100 ans. Les acquéreurs les transformaient soit en champs soit en prairies.
L'administration des biens communaux était confiée à des personnages qui, à partir de 1550, sont désignés, dans les registres aux adjudications, sous le nom de commis et mambours delle hauteur de bancq d'Olne, puis, en 1597 par exemple, de commis et députez de la généralité des massuirs et surcéants de la hauteur et jurisdiction de bancq d'Olne.
La location des « communaux », annoncée préalablement trois dimanches consécutifs par le sergent du ban, avait lieu dans l'église ou sur le parvis et se faisait souvent, semble-t-il, lors des plaids généraux. Les deux commis du ban, ou éventuellement un seul, y procédaient, mais - est-il précisé déjà en 1573, et par après de multiples autres fois - par le consentement des massuirs.
C'est là une activité typiquement communautaire : les masuirs olnois se sont réunis pour désigner des mandataires chargés de la gestion des biens communaux et donner leur accord à la location de telle ou telle pièce d'aisance, comme on disait. Telle qu'elle apparaît dans la seconde moitié du XVIe siècle, l'activité de la communauté villageoise se réduit à la gestion de ses biens. À travers la documentation fort lacunaire jusqu'au premier tiers du XVIIIe siècle, on perçoit que s'élargit son champ d'action. Une fois que ses assises font l'objet de comptes rendus, son fonctionnement peut enfin être décrit.
On voit alors la communauté jouer un rôle dans bien d'autres domaines. Elle élit ses chefs : les deux bourgmestres, leurs adjoints : les régleurs ; elle emprunte ; désigne des mandataires pour la représenter devant les tribunaux ; rachète la brasserie banale ; délibère pour trouver les moyens financiers nécessaires à l'exécution de travaux à l'église paroissiale ou au cimetière ; entreprend l'adduction d'eau ; se préoccupe de l'approvisionnement lors de la disette des grains de 1789 ; veille au développement économique de la localité en projetant en 1783 la construction d'une fonderie ; après la réforme de 1772, elle examinera les comptes du collecteur et des bourgmestres, et répartira les impôts.
Le record de coutume seigneuriale
Le record de coutume seigneuriale du ban d'Olne permettra d'examiner la structure et le mode de fonctionnement de la seigneurie.
Un record est un acte de juridiction par lequel une cour de justice confirme la réalité d'un fait ou reconnaît l'existence d'une règle de droit coutumier. Le record d'Olne date du XIVe siècle. Il précise quels sont les droits et devoirs respectifs des seigneurs du ban et de ses habitants : « C'est chu que ly eschevins d'One salvent de plusieurs droitures (droits) des seigneurs et des masuyrs de pays ».
C'est un peu la charte fondamentale, la « constitution » du ban, qui ne sera abolie que par l'annexion française. En plein XVIIIe siècle, en cas de conflit, on s'en réclamera encore.
Son premier article proclame que les chanoines de Saint-Adalbert sont les seigneurs fonciers du ban. À ce titre, ils y détiennent la juridiction des biens- fonds leur appartenant, jouissent du droit de pêche dans la Vesdre et perçoivent chaque année un cens (redevance) - le record ne précise ni sa nature, ni son importance, mais il est le symbole de la nue-propriété du sol que conservent les chanoines en tant que seigneurs fonciers. En contrepartie, ils sont tenus d'appointer un prêtre pour le ministère de la paroisse, de lui procurer les ornements et objets du culte et de veiller à l'entretien de la nef de l'église. Ils doivent aussi fournir une mesure de capacité, le setier-étalon du village ; une grosse cloche, appelée plus tard décimale (de la dîme), capable d'être entendue dans toute l'étendue du ban ; entretenir un taureau et un verrat destinés à la reproduction du cheptel villageois et placer des barrières aux deux extrémités du village. En outre, ils sont tenus de rétribuer le mayeur et les échevins pour les services qu'ils rendent dans la perception du cens.
Le duc de Brabant et comte de Dalhem (puis ses successeurs), quoique seigneur hautain du ban, ne possède qu'une faible partie de son sol. Il exerce les autres droits seigneuriaux. Le droit de justice est le plus important et le plus rémunérateur aussi.
Une cour, présidée par un mayeur, assisté de sept échevins, y rend la justice au nom du seigneur. Après la mention de 1103, où nous avons vu apparaître un embryon de cette cour de justice, la seconde allusion est de 1376. Le duc de Brabant, puis le roi d'Espagne, y nomme les échevins par l'intermédiaire du drossard, son représentant dans le comté. La charge de mayeur, héréditaire depuis le XIVe siècle, constitue un fief (jouissance d'un bien en usufruit) à relever (mettre en possession moyennant une redevance) devant la Cour féodale de Dalhem.
Le mayeur est le premier agent du seigneur : il dirige l'administration intérieure, veille à la conservation des droits de son maître et préside la cour échevinale. Mais son rôle se borne à semoure, semondre, selon l'expression du record, les échevins, c'est-à-dire à les inviter à rendre la justice. Ensuite, il exécute leur sentence. Les échevins sont donc des juges, en principe nommés à vie et inamovibles. Leur compétence s'étend aux contestations relatives à des biens-fonds situés sur le territoire de leur ressort, à tous les conflits de la vie quotidienne (payement de dettes, règlements de succession et aux délits de caractère pénal, vol, agression, etc.), à l'exception des affaires criminelles. Ils exercent également la juridiction gracieuse, c'est-à-dire qu'ils procèdent à l'accomplissement de tous les actes juridiques ayant pour objet la mutation de droits réels immobiliers: actes d'achat, de vente, de donation, d'échange, testament, contrat de mariage.
Ils assurent ainsi la « réalisation » (l'enregistrement) de ce qu'on appelle les « œuvres de loi ». Sans doute le font-ils également pour les biens relevant du chapitre Saint-Adalbert car celui-ci n'a pas institué à Olne de cour qui en aurait été chargée.
Une centaine de registres, conservés aux Archives de l'État à Liège, noircis par des greffiers à l'écriture tantôt soignée tantôt grossière, permettent de suivre leur activité depuis 1443. Un ensemble de règles en matière de succession, de mariage, de procédure à observer, de peines à prononcer, transmises par une longue tradition orale, leur tient lieu de code. Elles forment la « coutume locale », propre au village et différente des endroits même voisins comme Soiron ou Grand-Rechain.
Sur ordre de l'autorité souveraine, elles furent mises par écrit en 1570 : le droit était ainsi fixé définitivement. La perception d'une partie des amendes et du produit des confiscations fournit aux échevins leurs émoluments. S'y ajoutent les droits qu'ils touchent pour l'enregistrement des actes, selon un tarif fixé par le gouvernement central, du moins théoriquement. Les échevins sont également pourvus d'attributions financières, administratives et de police. La Cour échevinale de l'Ancien Régime est donc à la fois un tribunal, un organe d'enregistrement et un organe administratif. Si elle offrait l'avantage d'être une justice proche des gens, les connaissances juridiques de ses membres n'excédaient pas toujours les limites du bon sens paysan.
Le record de coutume énumère aussi les redevances seigneuriales dues au duc. Les unes en nature, les autres en espèces : à charge du chapitre de Saint-Adalbert, 12 muids et demi d'épeautre, 6 muids d'avoine mesure liégeoise; à charge des habitants (les manants comme on disait, sans nuance péjorative, deux marcs (monnaie) et 24 poules qu'il payaient pour l'usage des bois et des biens communaux. Ces payements se faisaient en contrepartie de l'engagement pris, vers 1240, par le duc de Brabant et comte de Dalhem, de : « Warder et défendre la deseurdite ville et ban d'One et les bien des deseurdits seigneurs de saint Aubier de force de toute et derobe et de toute mal accesse ».
Le duc perçoit également des manants une autre redevance de 8 marcs et demi et deux setiers d'avoine par cheval utilisé pour les mars (semailles du printemps).
Pour moudre leurs grains ou se procurer de la bière, les manants d'Olne devaient s'adresser soit à un des deux moulins banaux, soit à la brasserie banale, c'est-à-dire destinée à l'usage de tous les habitants du ban. Ces établissements constituaient le monopole du seigneur : lui seul avait le droit d'en établir sur le territoire de sa juridiction et seule leur utilisation était autorisée. Elle donnait lieu au payement de redevances : les « banalités ».
Le record de coutume ne mentionne pas leur montant. Il ne précise pas davantage à qui, du seigneur hautain ou du seigneur foncier, incombe le soin de leur établissement. Ce devait être le chapitre de Saint-Adalbert : jusqu'à la fin du XVIIe siècle en tout cas, on le voit percevoir les cens dus par les deux meuniers. Les deux moulins banaux, dont un subsiste encore, se trouvaient au hameau de Vaux.
Dans les deux moulins banaux, le mayeur peut se rendre en inspection trois fois par an ou lorsqu'un conflit surgit entre un meunier et un manant. Lors de ses visites trimestrielles ou lors de l'entrée en fonction d'un nouveau meunier, il a droit à un gâteau de la valeur d'un setier (±30 litres) d'épeautre. Lorsque les deux moulins du ban sont hors d'usage, c'est encore au mayeur que les manants demandent l'autorisation d'aller moudre ailleurs.
Héritiers des intendants domaniaux, - les villici -, le mayeur et les échevins remplissent aussi, au sein de la seigneurie, la police des « banalités » et des eaux. Moyennant une rétribution fixée par le record, les échevins doivent assister le receveur du Chapitre de Saint-Adalbert et celui du duc dans la perception des redevances seigneuriales qui a lieu à la Saint Remi (1er octobre) et à la Saint André (30 novembre).
Avec la collaboration du forestier, ils veillent à la sauvegarde du droit de pêche dans la Vesdre, dont dispose le prévôt du chapitre, et sont chargés de punir les contrevenants. À la brasserie banale, le mayeur doit nommer deux assieurs (asséeurs) assermentés chargés d'estimer la valeur de la bière et d'en fixer le prix.
Quant aux services dus habituellement par les habitants à leur seigneur (corvée banale, service militaire), notre record est muet. L'argument a silentio est toujours d'un usage délicat. Mais on imagine mal pour quelles raisons ces points de droit coutumier, sur lesquels les manants d'une seigneurie se montraient si sourcilleux, auraient été omis dans un record par ailleurs assez complet. Aussi pourrait-on se risquer à en conclure que, déjà au XIVe siècle, c'est un régime seigneurial adouci que connaissent les manants d'Olne. Les détails du record de coutume (J. Stouren en fournit d'autres dans son Histoire du ban d'Olne) révèlent une cellule limitée, vivant en économie fermée et dont les habitants ne sont pas soumis à un pouvoir arbitraire.
Communauté d'Habitants, paroisse et hameaux d'Olne
Son organisation, cependant, ne fera jamais l'objet d'une réglementation officielle, du moins jusqu'en 1772. C'est une institution dite de droit coutumier née de l'initiative locale: les habitudes, l'autonomie laissée à la communauté, l'isolement relatif du village et surtout la volonté de se gouverner soi-même l'ont façonnée peu à peu.
Cette communauté ne forme pas une circonscription territoriale à la manière de la commune actuelle. Elle constitue un groupe assemblant généralement la population vivant dans les limites du ban: c'est la « communauté du ban d'Olne ». Sa composition varie tant sur le plan géographique que social.
Sur le plan social, elle réunit soit toutes les familles de la localité, représentées par leur chef, qui peut être une femme célibataire, une veuve, ou une épouse remplaçant son mari absent, ou un fils son père; soit les seuls manants adhérités, c'est-à-dire propriétaires fonciers.
Tantôt elle ne regroupe que la population d'un hameau pour l'élection d'un régleur, par exemple, ou pour décider de la construction d'une chapelle (le hameau de Basse-Fraipont, en 1698), tantôt celle de toute la paroisse qui déborde, rappelons-le les limites du ban : ainsi, en 1760, à l'occasion d'une assemblée consacrée au projet d'agrandissement de l'église, les paroissiens des hameaux de Vaux-sous-Olne, de Fraipont qui sont des sujets liégeois ainsi que ceux de Mont-Saint-Hadelin qui sont des sujets du prince-abbé de Stavelot-Malmedy, sont convoqués en même temps que les habitants du ban.
Assemblée des manants du ban et assemblée des habitants de la paroisse se confondent le plus souvent, la première s'occupant des questions propres à la seconde. Pourtant, la paroisse forme aussi une cellule de base pour les Olnois de l'Ancien Régime: dans une société où le sentiment religieux imprègne jusqu'au moindre acte de la vie quotidienne, elle demeure un cadre de vie essentiel, le plus charnel, pourrait-on dire. Si elle tend à se confondre avec la communauté d'habitants, la paroisse garde toutefois une relative autonomie: ne voit-on pas son chef collecter les voix de ses ouailles pour élire un marguillier (sorte de sacristain) ou les convoquer à l'audition des comptes des administrateurs du patrimoine de l'église et des pauvres? Avec, il est vrai, l'accord préalable du mayeur, représentant de l'autorité seigneuriale.
Parallèlement, le consistoire protestant, composé du ministre, de deux diacres et de deux anciens administrés constitue la communauté réformée. Fabrique catholique et consistoire protestant assurent - car c'est de leur compétence sous l'Ancien Régime -, chacun de leur côté, l'assistance aux pauvres et l'instruction de la jeunesse. L'influence qu'exerce le curé sur la conduite des affaires publiques est difficilement perceptible. Par contre, A.F.J. Arnotte, curé de 1780 à 1806, s'en occupe activement en tant que représentant du baron d'Olne.
Le statut des Membres de la communauté à Olne
Comment devenait-on membre de la communauté ?
Ni le record de coutume seigneuriale, ni les ordonnances souveraines ne le précisent. De quelques mentions tout à fait épisodiques, il ressort que la condition sine qua non pour être admis comme manant est d'établir son domicile dans le ressort du ban et d'y tenir une résidence fixe. La location d'un quartier chez un particulier suffit. L'acquisition d'un bien immobilier ne serait pas requise mais, sans doute, l'attestation d'un minimum de moyens d'existence. L'admission à la manandise, c'est-à-dire la reconnaissance comme membre de la communauté, est soumise au contrôle de la Cour de justice,.
La procédure suivie permet d'inscrire le nouveau venu au rôle des impôts, tant d'État que communaux, et l'autorise en contrepartie à jouir des mêmes droits que les autres manants, tel que l'usage des biens communaux. C'était aussi un moyen de lutter contre le vagabondage qui sévissait de manière endémique dans le ban, comme partout ailleurs. L'exigence de la résidence semble abandonnée à la fin du XVIIIe siècle, du moins pour de gros adhérités afforains, ainsi désignait-on les propriétaires qui n'habitaient pas la communauté, que l'on voit participer aux assemblées.
Fonctions et ressources de la communauté à Olne
À Olne, sous l'Ancien Régime, l'impôt d'État, qui comprend surtout les « aides » ordinaires et extraordinaires, comme l'impôt décrété par la communauté, est un impôt de répartition basé sur la qualité des objets mais, contrairement à l'impôt de quotité, son montant est établi au préalable. Ces impôts, qui sont des impôts directs, représentent la quasi-totalité des charges publiques. L'aversion pour les impôts indirects était grande, car ils frappaient souvent des produits de première nécessité et leur estimation faisait craindre l'arbitraire.
Dans les pays d'Outre-Meuse, ils prennent le nom de taille. La taille est un impôt mixte, c'est-à-dire qu'elle est à la fois un impôt basé sur les biens fonciers et un impôt sur les revenus. Elle est donc calculée à partir de deux rôles: un rôle dit « réel », basé sur le revenu cadastral des biens du contribuable (son taux a été estimé à environ 4 %); un rôle dit «personnel» qui englobe trois sortes de taxes: la manandise, le bedrijff, le traficque.
La manandise est une taxe domiciliaire, sorte de patente modulée selon la profession: un laboureur est cotisé à 5 sous; des artisans comme des menuisiers, charrons, cordonniers, tailleurs, tisserands, canonniers, couvreurs à 4 sous; un cloutier l'est à 3,5; un fileur ou un manœuvre, à 3; les veuves ou habitants qui ne sont pas propriétaires d'une maison sont inscrits à ce rôle pour une somme dérisoire, et les pauvres gratuitement. Le rôle de la taille personnelle de 1790 en mentionne 46. Les professions libérales (avocat, chirurgien, médecin, notaire, magistrat, procureur) et le maître es artes mécaniques tenant des ouvriers sous lui sont imposés en considération de (leur) industrie.
Le bedrijff grève le bétail que les manants envoient paître sur le domaine communal : 2 liards par bête à laine, 1 sou par cheval. Le traficque est une taxe qui pèse sur la production des entreprises industrielles (moulins, usines à canons).
En guise d'illustration, voici deux exemples fort contrastés : au rôle « réel » de 1790, la demoiselle D. D. Heuskin et Mathieu-Joseph Ransonnet sont cotisés (pour une seule taille, il y en eut 15 cette année-là) l'une à 21 florins - 1/4 sou - 17 sooy, l'autre à 0 florin - 0 sou - 9 sooy ; au rôle « personnel », ils payent tous les deux 0 florin - 4 sous - 0 sooy.
Si l'on tente de calculer la moyenne théorique de la charge fiscale qui incombe à chaque contribuable pour les 15 tailles levées en 1790, elle est de 20 florins environ. Il faudrait ajouter l'imposition de la dîme qui consiste en une perception de 9 à 10 % du produit des récoltes. À Olne, le Chapitre de Saint-Adalbert qui en est le bénéficiaire, l'afferme à des particuliers - pendant près d'un siècle aux Wilkin - et en retire annuellement, à la fin du XVIIIe siècle, toutes les charges inhérentes à la perception de cet impôt, déduites (gages de deux prêtres, réparation éventuelle de l'église, entretien des animaux reproducteurs - six taureaux pour toute l'étendue de la paroisse -) cinq à 6 000 florins soit presque l'équivalent des trois quarts de l'impôt foncier, établi par la communauté.
Dans le total des charges réparties à Olne, la part de l'impôt sur les revenus n'intervient que dans une proportion de 20 à 26 % environ. La taille y est donc principalement un impôt foncier : les propriétaires assurent la majeure partie des recettes fiscales. Cette disproportion est compréhensible, beaucoup de terres étant aux mains d'étrangers à la communauté (les afforains), surtout Liégeois.
D'autre part, la taille constitue un module : son contingent est obtenu par l'addition des montants des rôles de l'impôt foncier et de l'impôt sur les revenus. Cette opération faite, on calcule le nombre de tailles qu'il faut lever pour acquitter les aides dont la communauté est redevable et subvenir à ses propres dépenses. Le Tiers-État, qui regroupe les représentants des villages du comté et assure, avec les deux ordres privilégiés, le clergé et la noblesse, la représentation du pays de Dalhem, fixe les impositions d'État dont les communautés sont redevables. À cet effet, il utilise une matricule, clef de répartition, dirait-on aujourd'hui, établie selon les richesses présumées de chaque village. Le ban d'Olne y figure en quatrième position, après les bans de Fouron, Trembleur et Aubel. Celle-ci représente 10,4 % de la quote à répartir entre les villages du comté de Dalhem (avant le partage de 1661). Le montant est à verser dans les mains du receveur du comté de Dalhem. Il est recueilli par le collecteur du ban qui passe de maison en maison « collecter » la quote-part de chacun. La communauté est collectivement responsable du produit de l'impôt tel qu'il a été fixé et doit suppléer en dernier recours à l'insolvabilité de ses membres.
Le mécanisme de la perception de l'impôt sous l'Ancien Régime est donc à l'opposé de l'actuel : le contribuable n'est jamais en rapport avec l'administration centrale, il y a toute une chaîne d'intermédiaires dont la communauté constitue le dernier maillon. La levée de l'impôt d'État lui incombe, mais elle n'en est pas bénéficiaire. La communauté lève également les impôts qu'elle a décrétés pour faire face à ses dépenses internes alors qu'aujourd'hui, c'est l'État qui ristourne à la commune les impôts perçus en son nom.
Au début du XVIIe siècle, les impositions d'État sont les plus fréquentes, et les plus régulières. Les charges communales, elles, sont perçues selon les besoins permanents ou accidentels du ban. La communauté rurale, en effet, ignore la notion de budget: les manants sont taxés plus ou moins fréquemment au gré des circonstances. La levée des tailles au profit de la communauté est demandée par les bourgmestres et les régleurs. Petit à petit, le principe de leur perception devient automatique comme pour les impôts d'État.
Le bilan du compte des recettes et dépenses de l'année 1782, présenté sur la page ci-contre, montre comment s'organisait la gestion financière de la communauté dans les dernières années de l'Ancien Régime. Les ressources communales permettent tout d'abord à la communauté de s'acquitter de dépenses fixes et revenant chaque année.
Ce sont les redevances seigneuriales, les gages du mayeur, des divers officiers de la Cour de justice (forestier, chasse-coquin, garde-chasse, greffier), des bourgmestres, des régleurs, le tantième du collecteur (2,1 % en 1782), les émoluments du lecteur de la communauté réformée, de la personne chargée de la bonne marche de l'horloge de la tour de l'église, appelée le directeur de l'horloge qui n'est autre que le marguillier de la paroisse; c'est aussi le loyer de la chambre d'audience de la Cour de justice - en fait l'arrière-salle d'un cabaret souvent tenu par une veuve - qui sert aussi de salle de réunion à la Régence; ce sont surtout les intérêts annuels des capitaux que la communauté a emprunté pour faire face à des nécessités urgentes: en 1782, ils représentent le plus gros poste des dépenses avec celui des traitements.
Les charges communales permettent également de faire face à toutes les dépenses occasionnelles souvent imprévues: rembourser tel manant qui a avancé quelque argent, accompli un travail, une vacation au profit de la communauté; verser à tel autre, la pension d'un enfant trouvé qu'il a accepté de prendre en charge. En 1782, par exemple (ce sont les dépenses extraordinaires mentionnées au compte), il faut rembourser à divers habitants, la livraison d'outils, de « ferrailles », de poudre à canon et de cordes, payer un autre qui a réparé des outils, distribuer 70 florins à ceux qui ont aidé à combattre un incendie à Hansé et consacrer 102 florins à un repas donné par la Régence d'Olne à celle de Herve à l'occasion de la discussion d'un projet de chaussée.
Les charges communales permettent encore de financer des travaux d'intérêt public (travaux aux murs du cimetière et adduction d'eau au village, par l'érection de fontaines, et qui plus est, par la pose de tuyaux chez quelques particuliers). Elles permettent enfin de répartir entre tous les membres de la communauté, les frais que les passages de troupes ont causés à certains d'entre eux. Le coût du passage d'un régiment et plus encore d'un cantonnement, avec les réquisitions de vivres, fourrages, bétail, charrois et prestations de corvées qui l'accompagnent toujours à une époque où manquent encore des casernes et un véritable service d'intendance, obère gravement les finances de la communauté. Il l'oblige à contracter des emprunts souvent importants, qu'une mauvaise gestion financière ne cherche pas à rembourser - leur montant est de 40 000 florins liégeois à la fin du XVIIIe siècle - mais aussi à augmenter considérablement le nombre de levées de tailles personnelles. En 1748, par exemple, - c'est la guerre de succession d'Autriche, les Français campent dans la région- pas moins de 91 tailles personnelles pour un montant total de 66 583 florins sont décrétées, contre 3 l'année précédente pour une somme de 2 186 florins seulement.

### Lecomté de Dalhem

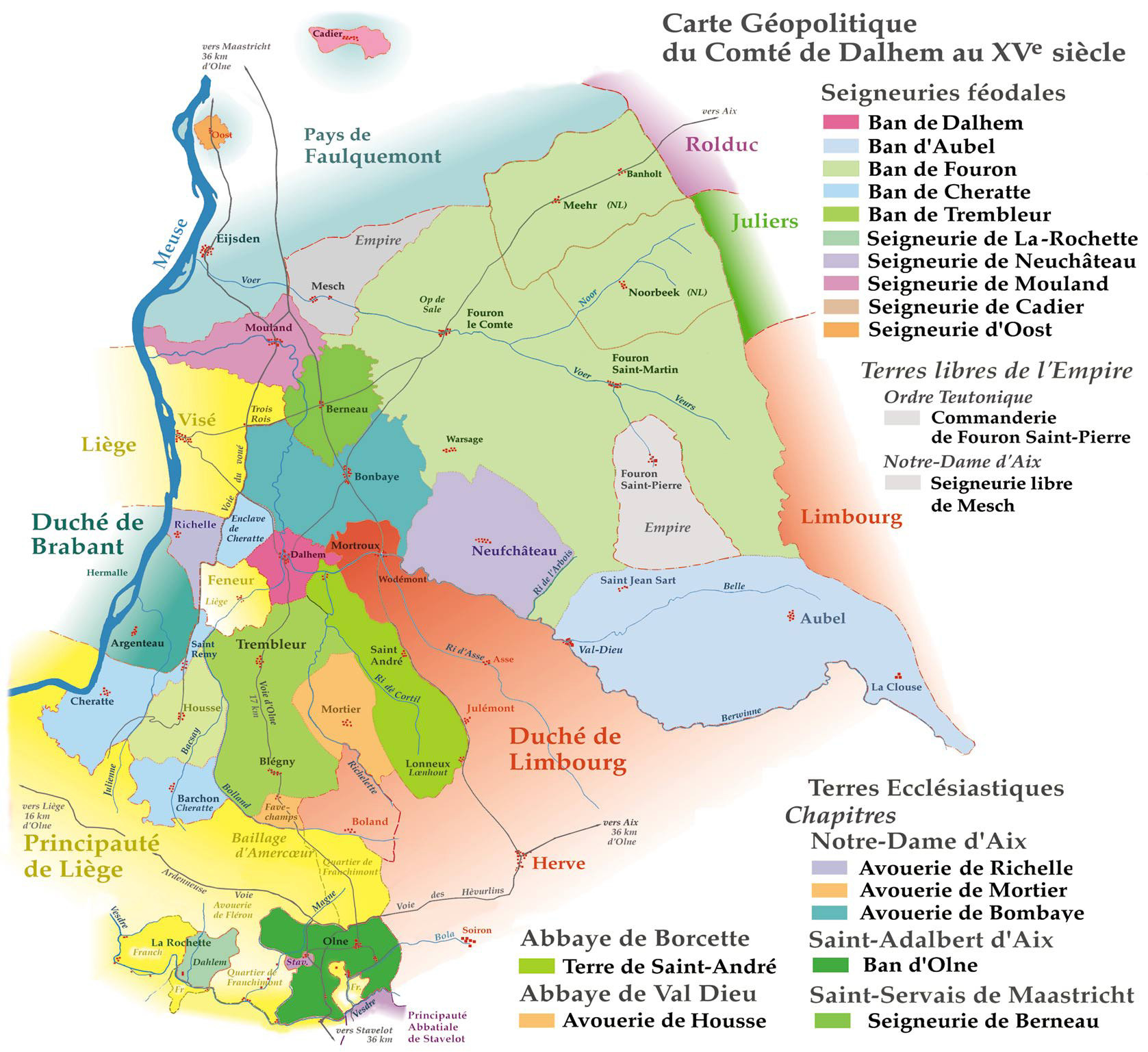
Carte du Comté de Dalhem au XVe siècle

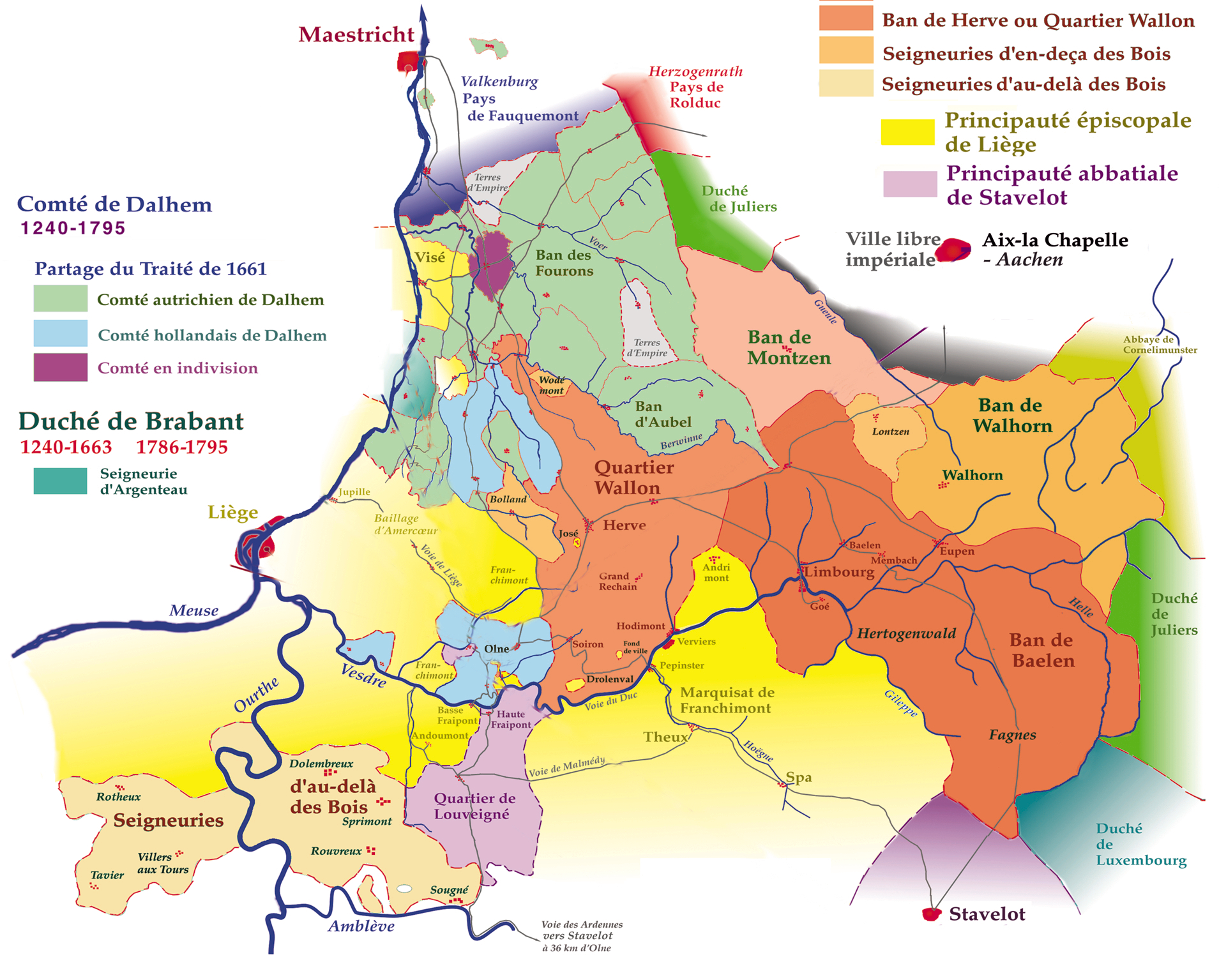
Carte du Duché de Limbourg 1240 - 1795

Pour décrire à la suite de quelles circonstances l'avouerie d'Olne fut incorporée à une principauté territoriale, nous ne disposons d'aucun texte contemporain. Force est de nous en remettre au récit tardif qu'en a laissé Thierry Warnot de Belleflamme qui était curé à Olne en 1542 et au témoignage d'Arnold-François Arnotte, Olnois de souche et curé de son village natal à partir de 1780.
Les données fragmentaires qu'ils apportent, - ils les auraient tirées, eux, de textes anciens -, replacées dans leur contexte politique, permettent de reconstituer cet épisode. Un des axes de la politique des ducs de Brabant consistait à étendre leur sphère d'influence vers l'est afin de s'assurer le contrôle des voies commerciales entre la Meuse et le Rhin. Pour ce faire, ils devaient se frayer une route au détriment des féodaux qui avaient réussi à se tailler de petites principautés.
En 1239, le duc Henri II de Brabant s'emparait du château de Dalhem, centre stratégique du comté du même nom, et plaçait tout le pays sous son contrôle. En 1244, Thierry II, dernier comte de Dalhem, lui abandonnait définitivement sa principauté contre payement et, en 1258, le duc de Limbourg, Waleran IV, lui cédait tous les droits qu'il y possédait encore. Dans la lutte d'influence que se livrèrent alors le duc de Brabant et le duc de Limbourg, chacun chercha à arrondir ses possessions.
Ulcéré par les incessantes incursions des troupes limbourgeoises qui molestaient et rançonnaient, le Chapitre de Saint-Adalbert, en quête d'une protection ou peut-être sous la contrainte directe, céda l'avouerie de son domaine d'Olne au duc de Brabant, Henri II, en tant que comte de Dalhem. Henri II monnaya cher son nouveau rôle d'advocatus et defensor: outre le payement de quelques indemnités, il exigea la cession de la plupart des droits seigneuriaux dont jouissait le chapitre à Olne en vertu de la donation de 1005. Le Record des statuts et privilèges du ban d'Olne - nous reviendrons plus loin sur les caractéristiques de ce genre de document -, dont lecture était donnée à chaque plaid général, avait notamment pour fonction de rappeler ce nouveau statut et les redevances qui en découlaient : « Premièrement salvent, savent, et wardent, gardent, les deseurdis eschevins que ly seigneurs de Saint Abier d'Aix sont signeurs treffonsiers du ban d'Olne (...). Item on les dit signeurs donné à ung comte de Dolhen, Dahlem, le halteur, la souveraineté, dudit ban al manier que les eschevins le salvent et wardent et xii muid et demy de spelt, épautre vii muid d'avaine meseur d'Aix, qui montent syez muid mesure ligois... ».
L'annexion de l'avouerie eut lieu, selon Warnot de Belleflamme, vers 1240. C'est à ce moment que les destinées d'Olne et de Soiron se séparent. Profitant de son titre de haut-avoué, le duc de Limbourg incorpora le domaine de Soiron à son duché, peut-être même avant la cession d'Olne à son rival. Pour le duc de Brabant, Olne devenait un premier point d'appui ménagé dans la sphère d'influence limbourgeoise.
Le chapitre de Saint-Adalbert trouva son compte, cependant, dans cette transaction: jusqu'à la fin de l'Ancien Régime quasiment, il continue à exercer ses droits de propriétaire foncier alors que dans son ancien domaine de Soiron, il n'en subsiste plus rien. Vers le milieu du XIIIe siècle donc, un nouveau processus modifie le paysage politique : l'immunité ecclésiastique d'Olne, produit du morcellement féodal et que rattache à l'empereur un vague lien de sujétion, est emportée dans le mouvement d'absorption des ducs de Brabant, et incorporée à l'une de leurs principautés territoriales, le comté de Dalhem. Elle en est cependant isolée de toutes parts.
La conjoncture politique - à cette date, le duc de Brabant n'a pas encore mis la main sur le duché de Limbourg - est à l'origine de cette enclave du comté de Dalhem, coincée entre la principauté de Liège et le duché de Limbourg: elle fait d'Olne d'abord un bastion avancé du duc de Brabant, puis un territoire accolé à une autre de ses possessions, le duché de Limbourg, acquis en 1288.
Toute la stratégie du duc de Brabant, poursuivie plus tard par ses successeurs, les ducs de Bourgogne, va consister, dès lors, à intégrer toujours davantage l'avouerie d'Olne à son domaine jusqu'à la confondre avec ses autres terres patrimoniales. Certes, il y disposait déjà de la haute justice. Mais son domaine d'Olne garda le statut d'une avouerie jusqu'au milieu du XVIe siècle: indice des difficultés que le duc de Brabant puis celui de Bourgogne a dû rencontrer pour mener à bien sa politique d'assimilation.
Qu'il suffise de rappeler à ce propos l'opposition farouche qu'Olne, tout comme Cheratte, allait mener en 1468 au côté des Liégeois, à la politique du duc de Bourgogne, Charles le Téméraire.

### La seigneurie hautaine d'Olne
La vente de la seigneurie
Depuis que le duc de Brabant et comte Dalhem a obtenu la plupart des droits seigneuriaux exercés précédemment par le chapitre de Saint-Adalbert, le ban d'Olne est donc soumis à l'autorité de deux seigneurs, - un seigneur hautain et un seigneur foncier - dont la juridiction s'exerce à des niveaux différents. Ce fractionnement du pouvoir judiciaire est fréquent sous l'Ancien Régime. À partir du XVIe siècle, il s'accentue.
Pour renflouer les caisses de son Trésor épuisées par des dépenses militaires de plus en plus lourdes, le souverain des Pays-Bas, le roi d'Espagne Philippe II qui est aussi duc de Brabant et comte de Dalhem, est amené à céder en engagère la plupart des seigneuries de son domaine. Disposant d'elles comme d'un quelconque patrimoine foncier, ils les cèdent en gage à des particuliers qui lui prêtent des sommes souvent importantes.
Le 12 mai 1559, Warnier de Gulpen, seigneur de La-Rochette et avoué héréditaire de Fléron, acquiert la seigneurie d'Olne comme gage des 1880 florins brabant qu'il a avancés au gouvernement de Philippe II . Après un bref retour à la Couronne, probablement entre 1641 et 1644, la seigneurie d'Olne fut définitivement vendue cette année-là, à Guillaume De Royer.
Le souverain, aux abois, est contraint de survivre à coups d'expédients: il va donc jusqu'à aliéner son patrimoine. Du même coup, sa marche vers un pouvoir absolu est singulièrement freinée : désormais, il devra compter avec les personnages auxquels il a monnayé ses seigneuries et, pour faire exécuter une ordonnance ou lever des impôts, avec des notables locaux qui ne lui doivent plus leur nomination et qu'il ne peut révoquer.
L'acte d'engagère puis de vente, concède à l'acquéreur tous les droits constitutifs d'une seigneurie hautaine, tels que le souverain les exerçait précédemment: la haute justice et la perception des redevances qui de toute ancienneté ont appartenu à la vouerie d'Olne, précise l'acte, soit les redevances en épeautre et en avoine, celles en espèces et celle des 24 poules. Le souverain se réservait cependant le son de la cloche, - qui doit signifier le droit de convoquer les manants aux plaids généraux, aux patrouilles, - d'établir des impôts et de percevoir les droits dits d'hergeweyden, c'est-à-dire de relief (taxe perçue lors du changement d'exploitant d'un bien dépendant de sa juridiction). Quant au seigneur, il fera relief de la seigneurie devant la Cour féodale de Dalhem et ne pourra exiger aucune contribution si ce n'est à l'occasion de son avènement ou lors du mariage de ses enfants.
La cour de justice, instrument du seigneur
La cour de justice devient l'expression même du pouvoir du seigneur particulier d'Olne, puisque c'est lui désormais qui nomme les échevins et les autres officiers, le mayeur excepté (cette charge est héréditaire) et qui percevra le produit des amendes et des confiscations que ceux-ci auront prononcées. Cependant, le pouvoir du seigneur n'est pas arbitraire: à son inauguration, il jure d'observer les lois, coutumes et privilèges des Olnois et - autre garantie - il choisit les échevins sur une liste de trois noms que la Cour lui présente.
Même les causes réputées criminelles (vols, coups, enlèvements, viols, homicides) qui étaient déférées auparavant à la Haute Cour de Dalhem, sont de la compétence de la nouvelle cour de justice. Celle-ci, cependant, se borne à instruire certaines affaires puis, à prononcer et à exécuter la sentence dictée par les jurisconsultes de Maastricht, agréés par les États-généraux, et plus habilités à traiter les causes délicates. C'est ce que l'on appelait la rencharge. Aussi, on la voit descendre, le 24 juillet 1771, sur les lieux d'un accident qui a coûté la vie à un jeune houilleur dans la mine de Gerardhé; condamner, le 6 avril 1772, à la pendaison, - par contumace cependant -, un père et un fils, Jean et Louis Midrolet, pour avoir volé des moutons et des brebis; et, la même année, poursuivre un vieillard de 85 ans, un autre Midrolet, accusé d'avoir répandu des boulettes empoisonnées sur les prairies de son locataire. Il ne semble pas qu'il n'y a eu d'exécution capitale à Olne: les coupables, profitant de sa situation d'enclave, trouvaient facilement à se réfugier dans un des pays voisins.
Le seigneur nomme également un bailli qui fait office de ministère public. Il est chargé de l'observation des édits émanant de l'autorité souveraine, de la conservation de la tranquillité publique (ce qui l'autorise à faire des rondes le soir et pendant les offices religieux, à visiter les chemins mal entretenus par les riverains); il engage les poursuites et perçoit les amendes au nom du seigneur.
Le compte des amendes perçues de 1776 à 1779 par le bailli, Jean-Joseph Le Moine, illustre son activité.
En voici quelques échantillons :
- N. De Thier de Hansé se voit condamné à une amende de six florins pour avoir maltraité sa belle-fille;
- une cabaretière, la veuve Hubert Huberty, à une amende de 25 florins pour avoir servi, un jour de prières, un client, lui-même condamné à une amende de 17 florins.
- Pour s'être battu « légèrement » au hameau de Riessonsart, le 17 novembre 1777, Gustin Vitrier est redevable de 7 florins; son adversaire, ressortissant du pays de Liège, de 15.
- L'enlèvement de bois sur les terrains communaux était passible d'une amende de 15 florins.
- D'un manant surpris en train de travailler un jour de prières, le bailli exige, tout en lui faisant une remise attendu plusieurs circonstances, 25 florins.
- Laisser paître sa vache dans la prairie du voisin coûte 4 florins 17 sous et 2 liards;
- lancer des injures au curé coûte 45 florins;
- quant à Pierre-Joseph Boulanger, il verse 40 écus, soit 160 florins, dont un tiers va au consistoire protestant, pour avoir engrossé Marie Claire Paschal[38].

D'autres offices relèvent de la nomination du seigneur:
- les procureurs, sortes d'avoués
- le greffier de la cour de justice;
- le forestier, espèce d'huissier
- les quatre sergents, sortes de gardes champêtres faisant souvent, en outre, fonction de garde-chasse, car la chasse est l'apanage du seigneur;
- un chirurgien,
- deux asséeurs du pain et de la bière, des poids et des mesures, qui vérifient le prix et la qualité des uns, l'exactitude des autres[44].

Les deux asséeurs s'acquittaient ainsi de leur tâche. Le 8 octobre 1770, ils se rendirent chez le boutiquier P. J. Devillers afin d'examiner les poids qu'il utilisait pour son commerce; ils les trouvèrent une demy et un quart d'once trop légères. Le même jour, la femme de Thomas Bourguignon révélèrent, après vérification, une demy livre, un quartron, et demy quartron trop pesants. Ils firent ensuite rapport à la cour de justice. Après confrontation des poids, Devillers fut condamné à 6 florins d'or d'amende.
La collation de ces emplois se ressent de la dualité religieuse que connaît le ban d'Olne. Mayeurs, échevins et autres officiers publics réformés sont, dans la mesure du possible, préférés aux catholiques. Une ordonnance souveraine - le Règlement de réformation des articles politiques, promulgué le 1er avril 1660, pour les pays de la « Généralité » - l'exigeait. L'office de mayeur, charge héréditaire aux mains d'une famille catholique, les Nizet, fut exercé désormais par un lieutenant-mayeur protestant et plusieurs échevins catholiques furent destitués. Dans un village resté à forte prépondérance catholique, cette législation suscita bien des conflits et des abus.
D'autre part, malgré les interdictions de l'autorité souveraine, la vénalité de ces offices, leur hérédité de fait, est fréquente et le cumul de charges pourtant incompatibles (mayeur, bailli, échevin, collecteur, bourgmestre) généralisé. Les officiers du seigneur se montrent négligents dans la poursuite des délinquants - par crainte ou par souci d'économie - mais ne se privent pas d'imposer, se plaignent les habitants, une justice trop frayeuse.
Le seigneur et son bailli, cependant, ne sont donc pas les seuls détenteurs de l'autorité au sein de la seigneurie : près d'une vingtaine de personnes - des villageois - en détiennent, ne fût-ce qu'une parcelle, tel le crieur public. La fonction qu'ils exercent leur requiert très peu de temps, leur apporte d'infimes ressources mais leur confère un titre et un rôle dans la société villageoise.
Les éléments de la cour de justice
- Les prélocuteurs ou avantparliers

Pour pouvoir plaider devant une Cour de Justice, les prélocuteurs ou avantparliers, avocats de l'époque, doivent au préalable avoir introduit auprès de la Cour de Justice une demande d'agréation et, en cas d'acceptation, avoir prêté serment. Bien entendu, les prélocuteurs, hommes de loi professionnels, se font agréer auprès de nombreuses cours, pour pouvoir plaider le plus grand nombre possible d'affaires; et de plus ils s'entendent avec les échevins pour faire traîner les affaires, même peu grave, le plus longtemps possible et de la sorte gonfler au maximum leurs honoraires.
- Le fousty

Le fousty, forestier ou sergent est un agent subalterne de la Cour de Justice appelé dans les records garde héréditaire des forêts et des eaux, une sorte de garde- champêtre de l'ancien régime. Nommé et révoqué par le mayeur de la Cour, il a diverses fonctions: huissier de la Cour, porteur de convocations, il publie et affiche les mandements, les cris de perrons et les pièces diverses. Il veille au bon ordre et à la tranquillité des habitants, sépare les batailleurs, surveille les champs et chemins. Son office n'est pas de tout repos, notamment quand il doit expulser par la force les saisis ou quand il porte les sommations à payer et à l'époque les coups et les injures ne l'épargnent pas.
À Olne le fousty est payé en partie par le chapitre Saint-Adalbert et en partie par les habitants. Les chanoines lui payent annuellement un muid d'avoine et chaque habitant, échevin et mayeur excepté, lui paye un pain et une poule. Mais toutes les poules ne sont pas pour lui, il doit en remettre 24 au Seigneur de Dahlem. Une curieuse coutume veut que le propriétaire de la terre appelée agostrèye soit désigné d'office pour faire conduire à Dahlem les volailles du Comte. Les habitants de trois vilés, Freubermõnt, Djlîvå et Mårtënmõnt, ne payent ni pain ni poule, mais un setier comble d'avoine au receveur du Chapitre.
- Les peines de la cour de justice

Les Cours de Justice condamnent les coupables notamment à des pèlerinages plus ou moins lointains et pénibles selon la gravité du délit : Voie de Vendôme, Voie de Saint-Jacques de Compostelle, de Voie de Rocamadour, Voie de Rome ou Voie d'Outremer ou voie de la Terre-Sainte. Par la suite, on conserve l'expression, mais le pèlerinage est remplacé par une amende, le lieu désigné représente le taux de l'amende.
- Les Olnois et leurs seigneurs

Quel type de relations les manants olnois entretiennent-ils, depuis 1644, année de la vente de la seigneurie et jusqu'à la fin de l'Ancien Régime, avec leurs seigneurs successifs ? Ces derniers étaient de condition sociale fort diverse. Épinglons un Guillaume de Royer [1644-1652], hennuyer, colonel d'infanterie au service de Sa Majesté Très Catholique (le roi d'Espagne); un drossard de la seigneurie de Fauquemont, le réformé Jean Guillaume de Till 1657-1667; un bourgeois de Maastricht, Daniel de Buirette 1668-1682; les barons d'Olne, propriétaires du domaine de Froibermont, naguère roturiers locaux enrichis par leurs activités de banquiers, chevauchant à la tête de divers régiments de dragons, les uns au service de l'Autriche, les autres des États-généraux, sans oublier l'éphémère David Regnier [1765-1771], opulent négociant sur la place de Londres. En fait, la plupart se contentent de surveiller de loin l'administration de leur seigneurie et d'en percevoir les revenus.
Seuls, Guillaume D'Olne et David Regnier semblent avoir joué un rôle marquant dans la vie villageoise. À la différence de leurs prédécesseurs et de leurs successeurs, ils résident à Olne la plupart du temps. Guillaume D'Olne, seigneur de 1694 à 1716, fait d'ailleurs bâtir un remarquable château à proximité du village. Usant de ses relations, il parvient à épargner à ses sujets, les ravages et réquisitions des troupes belligérantes sillonnant la région. Il se rattache au type du seigneur protecteur, fort de l'autorité morale que lui confère l'aide apportée à ses sujets, sans doute teintée de paternalisme. Tout autre est le personnage de David Regnier. Fortune faite, il acquiert la seigneurie en 1765 pour en jouir six ans seulement, en cherchant à étendre indûment ses droits seigneuriaux, avec l'ardeur du parvenu qu'il est : il réclame la propriété des arbres croissant sur les biens communaux et veut s'attribuer la nomination des régleurs, délégués élus par chaque hameau et dont on reparlera.
La position du château seigneurial - à l'écart et dominant le village - symbolise toute la prééminence du seigneur; s'il n'est pas le plus gros propriétaire foncier du ban, ses possessions (près de 40 hectares), le rangent néanmoins parmi les plus importants; et n'est-il pas le principal créancier de la communauté ?
Pour sa part, le chapitre de Saint-Adalbert se maintient dans l'exercice de ses droits de seigneur foncier, au moins jusqu'à la fin du XVIIe siècle : depuis 1399, il loue la pêche de la Vesdre dans sa traversée d'Olne; jusqu'en 1687, il donne à bail l'exploitation des deux moulins banaux; il conserve son droit d'accense - c'est-à-dire d'octroi de prises d'eau - sur les eaux de la Vesdre, source d'énergie motrice indispensable aux nombreuses usines installées dans la vallée, et il perçoit la vingtième partie du fer et du charbon extraits dans les biens communaux,.
Poids de la fiscalité seigneuriale à Olne
Il n'était pas très lourd. Aux derniers siècles de l'Ancien Régime, les redevances dues aux seigneurs - foncier et hautain-, telles que nous les avons vues énumérées dans le record de coutume, ne sont plus payées en nature mais en espèces. Chaque année, un poste de 38 florins (14 pour le Chapitre Saint-Adalbert, 24 pour le seigneur hautain) est affecté au payement du cens dont les habitants sont redevables collectivement. Cela représente une part infime des dépenses de la communauté : 0,45 %. La taxe des forhavers, la taxe sur les chevaux, convertie en argent, rapporte 200 florins, dont 37 sont versés aux échevins comme appointements.
De plus, la communauté s'est libérée de la plupart des contraintes nées du régime seigneurial.
La banalité de la brasserie - c'est-à-dire l'obligation de se procurer de la bière uniquement à la brasserie banale - était devenue coûteuse et vexatoire depuis qu'un particulier peu commode. Herman de Jong en jouissait et en réclamait l'application stricte, alors que de nombreux habitants avaient pris l'habitude de brasser leur bière chez eux, dans la brassine qu'ils s'étaient fait construire.
Par une transaction de 1718, la communauté racheta à H. de jong, cette obligation pour la consommation privée. Dès 1756, même les bières destinées au commerce n'y furent plus soumises.
La banalité des deux moulins, elle, semble être tombée en désuétude.
Sur le chapitre des corvées enfin, à propos duquel nous avons déjà souligné le mutisme du record de coutume seigneuriale, les Olnois demeuraient très chatouilleux. En réponse aux insinuations de « quelques malveillants » ne voit-on pas, lors des plaids généraux des « Rois » de 1704, les manants qui ont presté des corvées pour la construction du château seigneurial au Raf'hai déclarer, à la demande du seigneur, qu'ils les ont faites de leur plein gré et de leur propre initiative, en reconnaissance des services qu'il leur rend en toute occasion.
L'absence apparente de griefs lors de la Révolution française, du moins dans les textes d'archives, confirme la légèreté de ce régime seigneurial. Cette considération vaut, semble-t-il, pour l'ensemble du pays de Herve, mais bien plus encore pour Olne: son destin particulier - ancienne immunité ecclésiastique d'une collégiale éloignée, placée ensuite sous l'autorité de souverains lointains et acquise tardivement par des seigneurs particuliers - explique cette situation. Les habitants de Soiron, par contre, soumis très tôt à l'autorité d'un seigneur qui résidait en permanence, connaissaient un régime seigneurial moins doux.
À plusieurs reprises, les seigneurs d'Olne émirent des prétentions sur l'enclave stavelotaine du Mont-Saint-Hadelin. Cependant, elle resta toujours un fief indépendant du ban d'Olne, ne comprenant qu'une quinzaine de maisons, doté de sa propre cour de justice et relevant du prince-abbé de Stavelot-Malmedy. Son acquisition, au début des années 1700, par Guillaume D'Olne ; aboutit seulement à placer dans les mains d'un même seigneur deux seigneuries distinctes, soumises à des souverainetés différentes.
La « privatisation » de la seigneurie d'Olne a accentué le fractionnement, déjà observé du pouvoir: Olne eut ainsi, jusqu'à la fin de l'Ancien Régime, un souverain, un seigneur hautain et un seigneur foncier.
Le roi d'Espagne, puis les États-généraux des Provinces-Unies, l'empereur après 1785, n'y exercent plus que l'autorité souveraine. Les prérogatives seigneuriales selon qu'elles tiennent de la basse justice ou de la justice hautaine, sont en principe soit du ressort du Chapitre de Saint-Adalbert, seigneur foncier, soit de celui du seigneur hautain.
La multiplication des diverses autorités se complique de leur enchevêtrement, de leurs tentatives d'empiétement les unes sur les autres, et est source de bien des conflits. L'exercice des droits seigneuriaux, par exemple, est de plus en plus soumis au contrôle du souverain : en 1687, le Chapitre de Saint-Adalbert, doit justifier devant les États-généraux, son droit de disposer des eaux de la Vesdre sans payer aucune redevance au domaine; quant aux catholiques barons d'Olne, ils se voient contraints à plusieurs reprises sous la pression des États-généraux, de nommer des échevins réformés. Autre exemple: en 1714, un habitant est accusé d'avoir chassé sans l'autorisation du seigneur, le baron Guillaume d'Olne. Il rétorque qu'elle lui a été accordée par le chapitre de Saint-Adalbert, qui revendique la propriété du droit de chasse dans le ban. Un long procès s'ensuit, qui se termine par une transaction.
La seigneurie ne fournit pas qu'un cadre judiciaire: son détenteur exerce aussi la tutelle de la communauté et les échevins sont revêtus de fonctions administratives et de police. Elle devait inévitablement entrer en concurrence avec la communauté d'habitants qui s'affirme de plus en plus comme le véritable pouvoir local.
L'organisation de la communauté
- Le rôle administratif de la cour échevinale

Il trouve probablement son origine dans la double qualité des échevins, à la fois officiers du seigneur local, – à ce titre, ils veillent à la sauvegarde de ses droits – et gardiens des intérêts des habitants du ban. Ils sont censés les connaître mieux que quiconque, et, lorsqu'il y a contestation, c'est d'abord à eux que l'on s'adresse: les articles du record de la coutume seigneuriale, par exemple, débutent tous par la formule : « Nous lesdits eschevins d'Olne salvons (sauvons) et wardons (gardons) ».
C'est en matière fiscale que le rôle administratif de la cour échevinale est le plus important. La répartition de l'impôt peut être considérée comme un contentieux à liquider entre tous les manants. Aussi est-ce à la cour échevinale qu'il appartient de répartir les charges, d'en organiser la perception et d'en surveiller l'exécution. Le montant de l'impôt communal à percevoir est également établi, au cours d'une séance de la cour de justice, par les échevins mais, à tout le moins dès la fin du XVIIe siècle, en collaboration avec les bourgmestres et, plus tard, les régleurs. Cette séance est annoncée le dimanche précédent, à la sortie de l'église, par le forestier: les habitants intéressés peuvent ainsi vérifier ou réclamer l'inscription au rôle de la taille de ce que la communauté leur est redevable. On précise d'ailleurs chaque fois que la procédure de convocation a été respectée afin que personne n'en puisse prétexter ignorance et que les régleurs des hameaux ont été convoqués individuellement.
La cour échevinale procède également à la vérification des comptes des bourgmestres et du collecteur du ban. Comme pour l'établissement de l'assiette des tailles personnelles, les manants sont avertis de la tenue de ces assises. Leur présence est signalée au bas des procès-verbaux de la reddition des comptes par la formule en présence de plusieurs surcéants à cet effet assemblés.
À partir de 1714, les prérogatives administratives et fiscales de la cour échevinale sont sérieusement rognées par l'apparition de la Régence, organe administratif dont la composition a varié mais dont les échevins ont longtemps fait partie. Ce système perdura jusqu'à la réforme de la gestion de la communauté introduite par les États-généraux en 1772.
Les mandataires de la communautéles bourgmestres et les régleurs.
- Les bourgmestres

Le plus ancien registre aux locations des biens communaux mentionne pour la première fois en 1550, des personnages appelés « commis et mambours delle hauteur de bancq d'Olne ou commis et députez de la généralité des massuirs et surcéants de la hauteur et jurisdiction du bancq d'Olne ».
Plus tard, on les appellera simplement « commis » ou « bourgmestres ». On est donc en présence de mandataires élus par les membres de la communauté, dont la mission, à l'origine, était peut-être limitée à l'administration des terrains communaux. Les traces que l'on trouve de leur activité, dès le XVIIe siècle, les font apparaître comme les chefs permanents, hiérarchiques de la communauté, chargés de la gestion des intérêts communs: ils remplissent des missions de représentation de la communauté, de défense de ses intérêts ou de négociation d'affaires diverses.
Quelques exemples illustrent leur activité : en mars 1740, ils procèdent chaque semaine à l'achat à Maastricht, d'une quantité de grains suffisante pour l'approvisionnement du ban; en mars 1742, le bourgmestre Arnold Arnotte est envoyé en mission à La-Haye afin de constituer un nouveau procureur pour la communauté ; en 1747-1748, ils se ménagent l'appui du seigneur pour se gagner les bonnes grâces des troupes belligérantes et contractent des emprunts pour faire face aux réquisitions militaires; en 1775, ils procèdent au rachat de la brasserie banale; tout au long du XVIIIe siècle, ils représentent la communauté dans différents procès et poursuivent des tractations avec le Chapitre de Saint-Adalbert à propos de l'exécution de ses obligations de décimateur.
Au sein de la communauté, outre la location des biens communaux, ils convoquent, selon les nécessités, les assemblées des manants, en dirigent le déroulement, sollicitent de la cour de justice, par après de la Régence, au gré des besoins, l'imposition des taxes communales, collaborent à la confection de leur assiette (base de calcul), donnent des ordres de payement au collecteur et assurent – tâche délicate entre toutes et incessante dans les pays d'Outre-Meuse aux XVIIe et XVIIIe siècles – la répartition entre leurs concitoyens des logements de soldats, des réquisitions (fourrages, vivres, bétail, charrois, corvées) exigées par les troupes de passage ou en cantonnement. En temps de guerre, ils sont souvent sur la brèche jour et nuit.
Cependant, ils ne peuvent prendre d'initiative importante sans l'avis de la cour de justice (et quelquefois du seigneur), et, dès la fin du XVIIe siècle, de l'assemblée des manants. Lors d'affaires extraordinaires, celle-ci définit strictement la mission qu’elle leur confie et les oblige à rendre compte avant de les autoriser à d'autres démarches. En contrepartie, elle les assure de la caution solidaire de tous ses membres.
Ils sont élus au terme de scrutins souvent passionnés et parfois contestés, probablement par les chefs de ménage qui possèdent au moins un bien-fonds. Le nombre des électeurs est très variable: 140 en 1663, 99 en 1689, 48 en 1702, 29 en 1705, 104 en 1714, 128 en 1757, 229 deux ans plus tard, 273 en 1763 mais 198 deux ans plus tard, et 122 en 1793. Ces fluctuations du nombre des votants reflètent-elles le degré d'intérêt que les manants olnois portaient à l'élection de leurs dirigeants ?
Le seigneur participe souvent à l'élection des deux bourgmestres qui se fait par-devant la cour échevinale, il se réserve le droit d'agréer la personne des élus. Parfois même, en cas de désaccord, – ce qui est fréquent, – ou pour prévenir des dissensions, dit-il, il impose ses candidats.
En 1671, le seigneur Daniel Buirette conteste la légitimité de l'élection de Pierre Mathieu et de Nicolas Badon. Il est vrai que brigues et scandales n'étaient pas rares. En 1679, il précise que les deux commis devront désormais être adhérités et capables de lire et d'écrire. Notons qu'en 1671, il avait exigé qu'un des bourgmestres fût élu au sein de la cour échevinale; jusqu'au milieu de XVIIIe siècle, l'un des deux, en général, détient effectivement soit un échevinage, soit le mayorat ou le mayorat héréditaire, ce qui est un autre indice de la part importante que la cour échevinale continue à prendre dans l'administration des affaires de la communauté. D'autre part, la minorité réformée réussit à imposer, de 1663 à 1671 semble-t-il, le choix de deux bourgmestres de leur confession, puis, à partir de 1679, d'un sur deux.
Le mandat des bourgmestres est d'une durée de deux ans mais immédiatement renouvelable. En 1775, l'assemblée du ban décide que dorénavant ils seront élus à des années différentes de façon, sans doute, à ce que le bourgmestre nouveau venu puisse compter sur l'expérience de son collègue plus ancien. Fréquemment, on voit des bourgmestres cumuler leurs fonctions avec d'autres apparemment incompatibles.
De 1706 à 1710, par exemple, Henri Heuskin exerce en même temps la charge de bourgmestre et celles d'échevin et de collecteur; de 1727 à 1729, le mayeur héréditaire Henri Nizet est bourgmestre et collecteur, charges que cumule également Arnold Arnotte de 1735 à 1750. Ainsi se forme une oligarchie de notables villageois – phénomène qui perdura jusqu'à la première guerre mondiale – où l'on retrouve des membres des dynasties locales: les Arnotte, Heuskin, Nizet, Schriver, Regnier, Lemoine. Après quelques interventions du seigneur dans ce sens, ce cumul est rigoureusement interdit par les États-généraux en 1772. Avant de passer à une nouvelle élection, les bourgmestres dont la committerie est arrivée à expiration, doivent rendre compte de leur administration et faire approuver leurs comptes par la cour de justice, à partir de 1714 par la Régence, après 1772 par l'assemblée du ban. Les manants étaient autorisés à assister à ces séances.
La fonction de bourgmestre confère à ses détenteurs, prestige et respect au sein de la société villageoise : en effet, la mention de leur décès dans le registre que tient le curé de la paroisse s'accompagne toujours de la qualification d'« ex-bourgmestre » et – honneur très couru dans cette société particulièrement attentive aux marques extérieures – ils sont inhumés dans l'église paroissiale. Il est malaisé de découvrir leur profession: la plupart sont notaires, procureurs (sortes d'avoués), greffiers; à la fin du XVIIIe siècle, s'y mêlent de gros propriétaires comme Arnold Decerf et des négociants, des marchands cloutiers surtout, tels Cornelis Spirlet, Toussaint Boulanger, Pierre-Gilles Legrand.
Les seigneurs d'Olne ont parfois pris ombrage de leur ascension. En voici un exemple suggestif. En 1754, un conflit éclate à propos de la plantation de bornes frontières: les pieux plantés sur ordre des États-généraux mais à l'initiative des bourgmestres sont arrachés peu après par les hommes du seigneur, soupçonne-t-on. Une enquête est ouverte. Selon la déposition d'un témoin, le baron d'Olne racontait que le bourgmestre Delsaute l'avait appelé en disant « ce Baron de mes culotte ou mon cu, se mêle encore de mes affaires ».
- Les régleurs

À côté des échevins et des bourgmestres apparaissent, en 1661, des personnages que l'on dénomme régleurs. Cette année-là, le seigneur Jean Guillaume de Thill « zélé au bien publicque et auffin doresnavant obvier à touttes plaintes et qu'une vraye légitime égalité s'observe dans les répartitions quy se feront à charge de biens », en nomme deux par hameau, soit quatorze, et les charge de procéder à une évaluation correcte de tous les biens fonciers (prairies, champs, bois, biens communaux donnés en location),. Ainsi naît le premier dénombrement cadastral d'Olne – le plus ancien qui soit conservé pour tout le pays de Herve – : il estime le revenu cadastral de chaque propriétaire en tenant compte de l'étendue et de la valeur de ses terres et des rentes qui les grèvent. Renouvelé en 1688, il servit jusqu'à la fin de l'Ancien Régime, en étant plus ou moins mis à jour, de base de calcul à l'impôt foncier. À partir de 1692, ces régleurs seront élus par les habitants, dans les mêmes conditions que les bourgmestres, mais pour un mandat illimité, et leur nombre ramené à dix, un par quartier, à savoir Olne, Froidbermont, Bois-d'Olne, Vaux-sous-Olne, Hansé, Gelivau, Soumagne - Saint-Hadelin, Riessonsart, le Bas-Rafhai et le Haut-Rafhai.
Très tôt, ces nouveaux venus sur la scène villageoise ont dû chercher à sortir de leur étroite mission d'experts: en 1692, un conflit les oppose aux bourgmestres qui leur refusent le droit de fixer conjointement avec eux la taxe sur les revenus, traficque et bedrijff. Dès l'année suivante, leur participation à cette opération est attestée et en 1719, leur entrée officielle dans la Régence consacre l'élargissement de leurs pouvoirs. Choisis parmi les plus adhéritez et mieux qualifié de leur quartier, ils font figure de délégués des habitants de leur quartier, chargés de les informer de ce qui se traite aux assemblées de la Régence et d'y défendre leurs intérêts.
Les instances de décision
Voilà passés en revue les membres de la communauté investis d'une autorité, qu'ils aient été élus par les habitants, comme les bourgmestres ou les régleurs, ou qu'ils tiennent leur nomination du seigneur local, comme les échevins. Ce sont eux qui gèrent les affaires de la communauté, qui disposent d'un certain pouvoir de décision mais ce pouvoir de décision est contrôlé. En effet, les habitants doivent être consultés pour toute décision relative à leurs intérêts. Ils le sont lors des plaids généraux, puis c'est en assemblée des manants qu'ils se réunissent de plus en plus souvent.
- Les plaids généraux

Vieille institution carolingienne, dont les justices seigneuriales ont maintenu l'usage, les plaids généraux sont une audience de la cour échevinale à laquelle tous les chefs de ménage du ban sont tenus d'assister. Ils ont lieu trois fois l'an, à des dates traditionnelles: en principe, chaque fois le deuxième lundi qui suit les fêtes de l'Épiphanie (6 janvier), des Pâques closes (la Quasimodo) et de la Saint-Rémy (1er octobre), précise la coutume d'Olne de 1570.
Le mayeur est chargé de les présider; en cas d'empêchement, il peut les différer d'une quinzaine ou deux; il les aura fait annoncer auparavant, à l'église, deux dimanches consécutifs.
Le dimanche précédant le jour des plaids généraux, le forestier y convoque les manants à la sortie de l'église par cry publicque et le jour dit, la sonnerie du tocsin annonce la prochaine ouverture des plaids. Le lieu des assises n'est pas précisé. Probablement est-ce devant l'église, soit dans ou devant le local échevinal.
Les plaids généraux fournissent la possibilité à tous les manants, hommes et femmes, d'y exposer les griefs qu'ils peuvent avoir à l'encontre de qui que ce soit, mayeur, échevins, forestier, receveur ou même quelqu'autre masuir, et d'en obtenir une éventuelle réparation.
Il s'agit surtout d'atteintes au bien public : fraude dans l'utilisation des poids et des mesures par des commerçants et des cabaretiers. Aux plaids généraux des Pâques closes de 1684, des griefs ont été émis à propos d'erreurs commises dans l'évaluation des biens fonciers; à ceux de la Saint-Remy en 1700, un asséeur a été destitué à la suite de plaintes de manants; en avril 1703, des mesures sont prises contre des particuliers qui laissaient pâturer leurs brebis sur les prairies des voisins et contre d'autres qui négligeaient l'entretien du chemin longeant leur propriété.
Une deuxième fonction importante des plaids généraux est toujours remplie, même jusque dans les années 1770 : la lecture ou relecture des ordonnances émanant du Prince et de divers règlements seigneuriaux. Ainsi, un record de la cour de justice de 1774 atteste qu'à chaque plaid général depuis 1660, ont été lus les statuts ou articles politiques du ban d'Olne, règlement de police interne édicté par le seigneur et comprenant diverses interdictions: défense de travailler les dimanches et jours de fêtes, défense, pendant les offices, de demeurer sur le cimetière caquetant ou faire du bruit à l'entour de l'église et d'ouvrir les cabarets; défense d'y servir à boire après 9 heures du soir en été et 8 heures en hiver réserve pour les personnes passantes et étrangers logeant ; interdiction expresse... « aux jeunes hommes venant d'un village, lieu et taverne à l'autre de cette juridiction à l'effet de boire ou hanter les filles, soit de jour ou de nuit, de porter des armes à feu, si comme fusil, arquebuse, pistolet ou arme à feu et que personne ne présume de se battre avec épée, dague, couteaux, ny voire blesser autrui ».
Procédure indispensable que cette remémoration orale des droits et obligations de chacun dans une société encore largement analphabète. Les plaids généraux se tiennent régulièrement durant tout le XVIIe siècle. Y traite-t-on des affaires de la communauté ? Uniquement dans la mesure où elles concernent l'ensemble des habitants et qu'elles sont sans grande conséquence financière. Par exemple, lorsqu'il s'agit de délibérer de l'opportunité et de la manière de remercier le seigneur Guillaume D’Olne, pour les services qu'il a rendus à ses sujets lors de passages de gens de guerre, d'attribuer certaines rentes aux mambours des pauvres de la communauté, ou encore de négocier le financement de travaux à l'église et au cimetière, ou enfin d'annoncer la location à perpétuité de terrains communaux.
Cette procédure semble exceptionnelle et elle est complètement abandonnée au XVIIIe siècle au profit de l'assemblée de la communauté, limitée, elle, aux seuls propriétaires. La méthode utilisée pour régler le rachat de la brasserie banale en fournit un exemple révélateur: aux plaids généraux du 12 mai 1710, on demande aux surcéants assemblés d'approuver la résolution désia prinse (...) par les onze régleurs de cette communauté avec les principaux et les plus adhérités des surcéants.
- L'assemblée de la communauté

L'assemblée de la communauté s'est donc substituée aux plaids généraux comme lieu de décision. Les plaids généraux eux-mêmes paraissent tomber en désuétude à partir du deuxième tiers du XVIIIe siècle : du moins ils ne font plus l'objet d'une mention spéciale et leur compétence s'est probablement réduite à la publication des mandements officiels.
Vers la fin du XVIIe siècle, on trouve la trace d'un usage de réunir les manants les plus adhérités en une assemblée distincte de celle des plaids généraux. Cette pratique est peut-être ancienne mais le premier indice que nous en ayons retrouvé remonte seulement à 1695. Mais ce n'est qu'à partir de 1738, lorsque les travaux de cette assemblée des manants commencent à faire l'objet de comptes rendus, consignés dans le registre de la communauté, que son fonctionnement peut enfin être décrit.
Contrairement aux plaids généraux, l'assemblée des manants se réunit irrégulièrement, chaque fois que le besoin s'en fait sentir. Sa convocation émane toujours des bourgmestres, parfois à la demande de la Régence, mais elle est soumise à l'autorisation préalable du seigneur, ou de son constitué. Les seigneurs d'Olne ont toujours veillé scrupuleusement à l'observation de ce point. Le forestier du ban est chargé d'annoncer l'assemblée, par voie d'affiche et cri public fait aux paroissiens à la sortie de l'église, le dimanche précédant l'assemblée. Cependant, les régleurs de chaque hameau et les adhérités sont avertis à leur domicile. Le jour même, la sonnerie du tocsin – soulignons ici, au passage, le rôle éminent joué par les cloches dans la vie villageoise: elles en scandent tous les évènements marquants, religieux comme profanes –, appellent les habitants à se rendre à l'endroit où a lieu l'assemblée, le plus souvent devant ou dans le cabaret où une salle sert de local à la cour échevinale et une autre, à l'occasion, de prison.
C'est dans l'actuelle rue du village, au cabaret tenu successivement par les Nizet, Arnotte et Loneux, et notamment, de 1774 à 1782 par la veuve Catherine Arnotte. Cette rue que bordent l'église et le cimetière paroissial, joue le rôle de véritable «forum» olnois : elle accueille les habitants lors des assemblées des plaids généraux ou de la communauté, elle voit défiler le petit monde des autorités locales: bailli, mayeur, lieutenant-mayeur, échevins, bourgmestres, régleurs qui se rendent aux réunions de la Régence ; elle abrite la foire annuelle, elle recueille tout au long de l'année, les conversations d'« après-messe » et répercute les annonces du crieur public.
Qui ces assemblées réunissent-elles, en droit et en fait ? La terminologie employée est vague. Rarement tous les manants, semble-t-il, à moins que l'on y traite de questions intéressant tous les villageois, indépendamment de leur fortune foncière, comme le payement des gages de l'avocat de la communauté, la pratique des essarts et la pâture des chèvres sur les communes, les travaux d'agrandissement ou de réparation de l'église, ou le rachat de la brasserie banale. Comme dans les autres villages du Pays de Herve, la plupart des assemblées ne s'adressent donc qu'aux possédant biens. En 1735, une assemblée des principaux et des plus adhéritez – elle groupe 26 personnes – décide sous l'impulsion du seigneur, de se procurer un règlement de l'autorité souveraine : « pour remédier aux abus qui se commettent dans les assemblées qui se font pour le bien et utilité de cette communauté et dans lesquelles assemblées les simples manants veuillent avoir autant à dire et avoir voix comme les plus adhéritez, ce qui fait que, le plus souvent, on ne peut conclure aucune affaire, ce qui va au détriment entière de cette communauté ».
Le 11 février 1763, le forestier convoque pour le lendemain 31 personnes adhéritées du Ban d'Olne soit moins de 7 % des chefs de ménage que compte alors le ban.
Le seigneur paraît n'y assister qu'exceptionnellement. Comme il est le chef naturel de la communauté, il revient à son représentant, le bailli, de présider les assemblées de celle-ci.
Cependant, le rôle principal est tenu par les bourgmestres du ban: ils présentent les points inscrits à l'ordre du jour et proposent les résolutions à adopter. Celles-ci font l'objet d'un débat, – presque jamais relaté dans le compte rendu de l'assemblée, – puis d'un vote. Leur adoption est soumise à la règle de la majorité.
Dans quelle ambiance se déroulent ces réunions d'habitants ? Quels y sont les groupes prédominants ? Un seul témoignage lève un peu le coin du voile. Au dire d'une plainte adressée aux États-généraux en 1772 : « les assemblées du Ban occasionnoient de grand tumultes et des rixes inséparables à raison que tous les inhabitants indistinctement y assistoient et y donnoient leurs souffrages comme les plus adhérités, arrivant par là que ceux du bas peuple, le plus souvent soudoiés par les fabricans en cloux, devoient, pour ainsi dire, porter leurs souffrages à ceux que ceux-ci, leurs maîtres, avoient envie d'élire, d'où il arrivoit que ceux qui étoient élus, ne convenoient pas ». La réforme de la communauté, opérée en 1772, allait donner satisfaction à ces protestataires.

## Les Pays-Bas espagnols, les Provinces-Unies et les Pays-Bas autrichiens

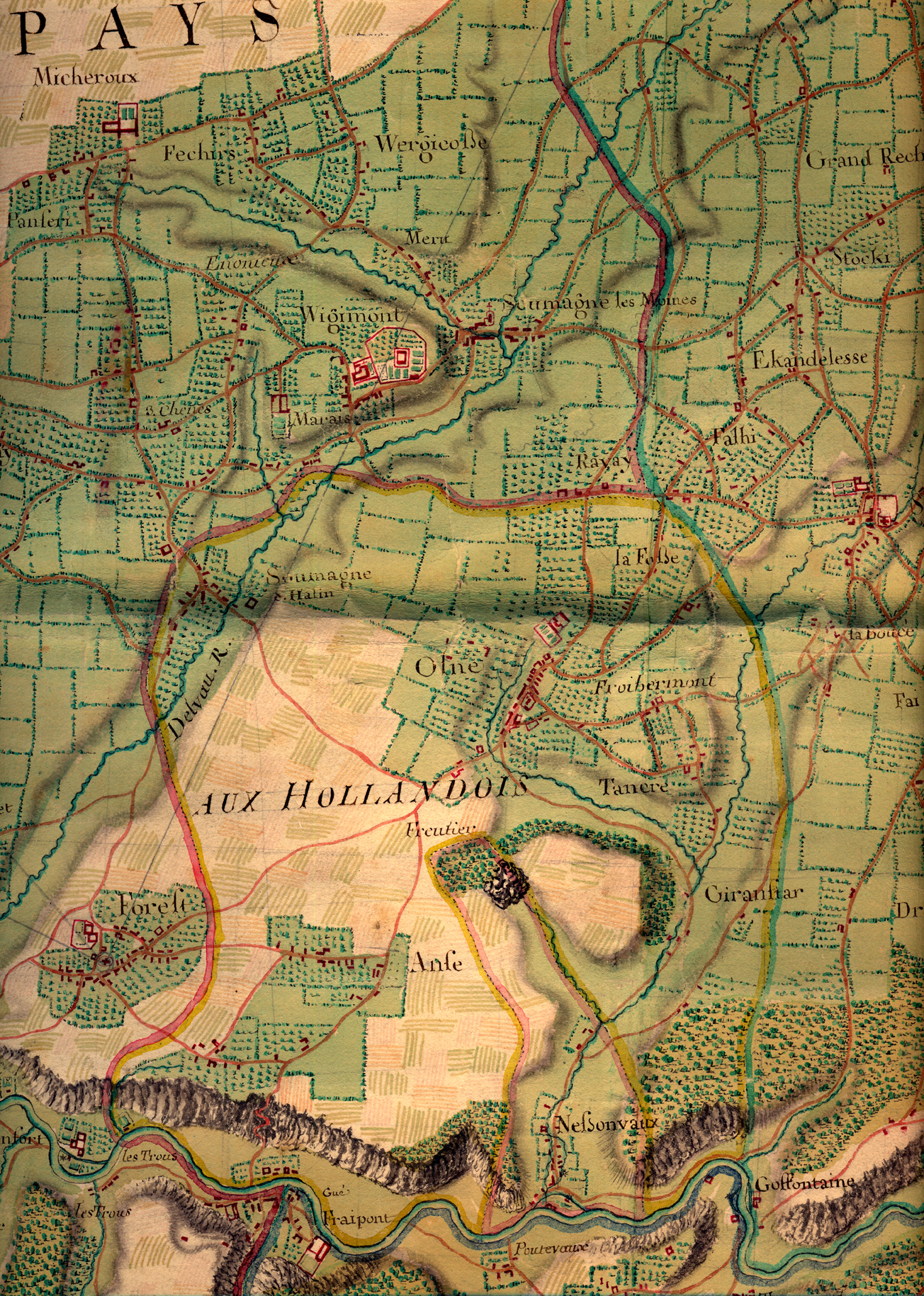
Carte manuscrite de la rive droite de la Vallée de la Vesdre
par les ingénieurs géographes français avec la collaboration de Cassini de 1745 à 1748. L'original est aux Archives de la Guerre au château de Vincennes.

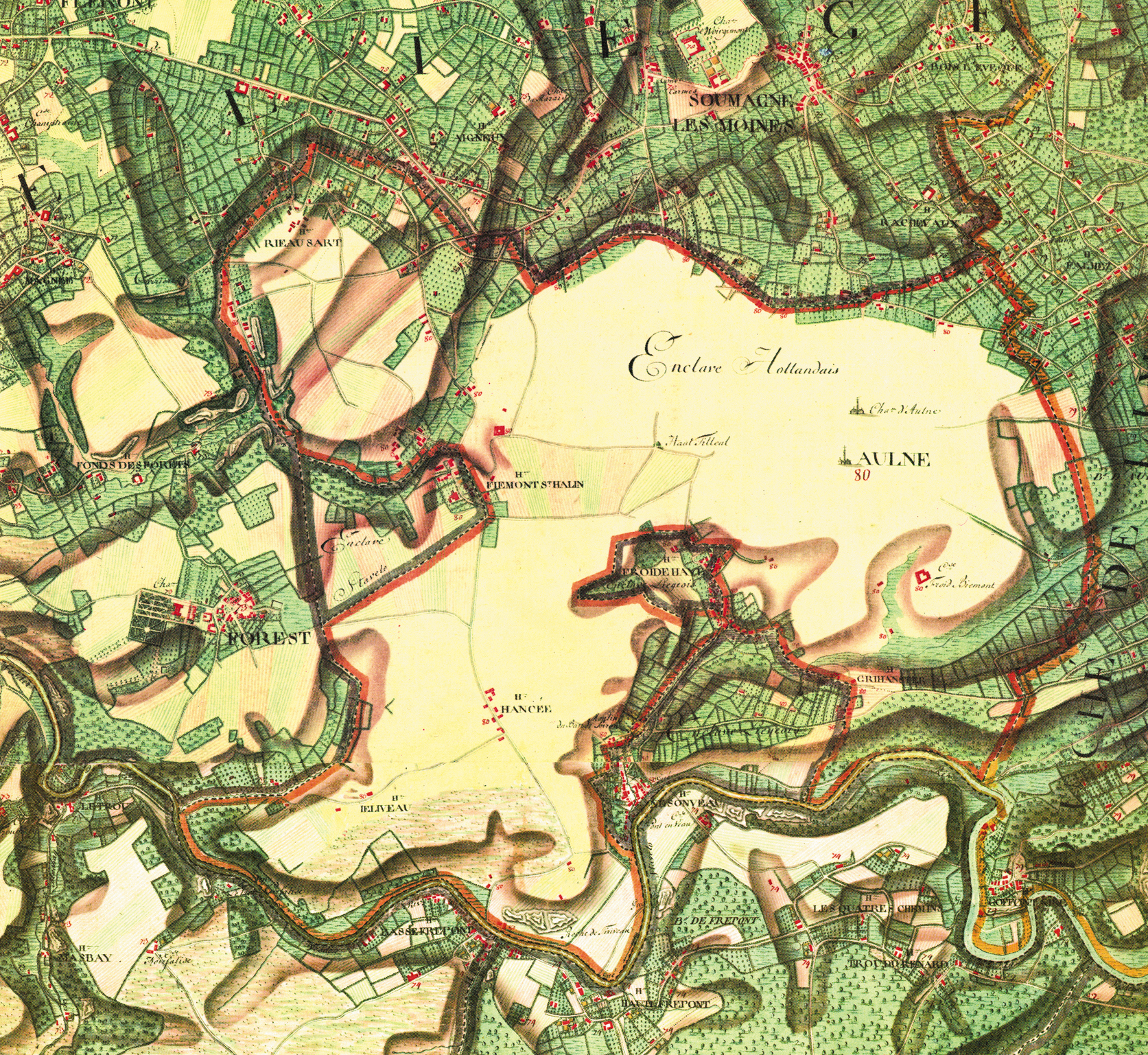
Carte de Cabinet des Pays-Bas autrichiens levée à l'initiative du comte de Ferraris. Malheureusement, Ferraris n’a pas consigné les détails d’Olne, qui était sous régime hollandais.

Entre 1387 et 1396, la Maison de Bourgogne s'était rendue complètement maître des possessions du duc de Brabant situées à l'est de la Meuse. Ainsi rassemblées et dissociées du Brabant, ces possessions formèrent bientôt un ensemble distinct, une fédération de quatre petits états autonomes: le duché de Limbourg, le comté de Dalhem, les seigneuries de Rolduc (Kerkrade) et de Fauquemont (Valkenburg) actuellement en territoire hollandais. Ce sont les pays d'Outre-Meuse car, vus de Bruxelles, ils sont situés au-delà de la Meuse.
Par le mariage de Marie de Bourgogne, 1477-1482, avec Maximilien d'Autriche, ces territoires passèrent, comme le reste des Pays-Bas bourguignons, à une famille implantée en Europe centrale, les Habsbourg. Ducs de Limbourg et comtes de Dalhem, Charles Quint 1506-1555 et Philippe II 1555-1598 furent les lointains souverains d'Olne.
C'est l'aboutissement du rassemblement territorial, entrepris deux siècles plus tôt par les ducs de Bourgogne qui, sans les supprimer, firent participer diverses principautés médiévales, minuscules, comme le comté de Dalhem aux structures d'un ensemble politique beaucoup plus vaste. C'est aussi le début d'une œuvre de relative centralisation: dès 1600, le souverain fait accepter le principe d'un impôt annuel; six ans plus tard, il fait mettre par écrit les coutumes judiciaires afin de les soumettre à son homologation et il n'a de cesse d'assujettir ses divers « pays » au contrôle de rouages centraux, siégeant tous à Bruxelles: organisme administratif et judiciaire, le Conseil de Brabant, organisme exécutif, le Conseil Privé, organismes fiscaux, la Chambre des Comptes et le Conseil des Finances.
Au milieu du XVIe siècle, le territoire d'Olne est donc amalgamé au domaine du souverain; il constitue un ban du comté de Dalhem au même titre que les autres, contribue comme eux au payement des impôts d'État, et il est intégré aux mêmes rouages administratifs. Le soulèvement des provinces du nord des Pays-Bas, défendant le principe de la liberté religieuse entre calvinistes et catholiques, contre Philippe II aboutit, après quatre-vingts années de guerre, à la scission définitive des Provinces-Unies (ce que nous appelons aujourd'hui la «Hollande») et des Pays-Bas du sud, restés soumis à la couronne d'Espagne.
Au XVIIe siècle, les pays d'Outre-Meuse subirent la pression militaire des Provinces-Unies. Celles-ci s'emparaient de Maastricht en 1632. Le traité de Munster, en 1648, mit fin aux hostilités qui avaient opposé l'Espagne aux Provinces-Unies. Il laissait en suspens le statut des Pays d'Outre-Meuse que se disputaient Hollandais et Espagnols. Après bien des palabres, on arriva à un partage arrêté à La Haye en 1661 et bizarrement conçu: le souverain des Pays-Bas cédait, notamment, aux États-généraux des Provinces-Unies, la moitié du comté de Dalhem dont Olne.
Déjà, par une requête du 10 avril 1658, les Églises wallonnes (calvinistes) dans les Provinces-Unies avaient demandé le maintien du ban d'Olne sous les États-généraux. L'église d'Olne, disaient-elles, se trouve à une distance de trois heures de Spa, de deux heures de Liège et d'une de Verviers; elle est d'une grande consolation pour les réformés de cette région.
Selon ce témoignage, beaucoup de fidèles se rassemblaient à Olne pour y entendre la parole de Dieu et recevoir les sacrements.
Le traité de partage, ratifié le 15 avril 1662 par les États-généraux et le 18 octobre par le roi d'Espagne, entra en application en 1663. Dès lors, le ban d'Olne forme curieusement un îlot « hollandais » au milieu des souverainetés étrangères: sur son flanc est, le duché de Limbourg était resté sous l'obédience du roi d'Espagne; au sud, à l'ouest et au nord, il rencontrait la souveraineté soit du prince-évêque de Liège, soit du prince-abbé de Stavelot-Malmedy. Découpage difficilement concevable pour un géographe contemporain, mais fréquent sous l'Ancien Régime.
Durant les années 1632-1648, les Pays d'Outre-Meuse avaient subi une véritable guérilla ; ils avaient ensuite enduré quinze ans d'incertitudes et de tiraillements entre leurs deux prétendants souverains.
En 1661, au moment de leur sujétion aux Hollandais, ils se trouvaient dans une situation des plus confuses. Aussitôt, leurs nouveaux maîtres cherchèrent à y remédier par une série de règlements, mais sans rien bouleverser: c'était le même régime qui perdurait à l'intérieur de nouvelles frontières. Les quartiers d'Outre-Meuse attribués aux Provinces-Unies gardèrent leur organisation judiciaire et administrative particulière. Avec le Staats-Vlaanderen et le Staats-Brabant, les Staatse-Landen-Van-Overmaze formèrent le « pays de généralité » administré directement par leurs «Hautes Puissances les États-généraux».
Sur place, le partage de 1661 donna naissance à deux pays de Dalhem: l'un espagnol, l'autre hollandais, dont Dalhem resta capitale. Le drossard et le receveur des domaines du pays de Dalhem cumulaient généralement les mêmes fonctions dans les sections devenues hollandaises des seigneuries de Fauquemont et de Rolduc. Ils résidaient d'ordinaire à Maastricht où, une fois par an, ils convoquaient une réunion générale des États des trois quartiers d'Outre-Meuse.
L'ordre du jour se limitait le plus souvent à la perception des subsides imposés. Le mayeur d'Olne et un échevin y assuraient la représentation du village. Dans la paroisse, enfin, ce changement de souveraineté introduisit une dualité religieuse - une minorité protestante influente et bénéficiant d'appuis en haut lieu face à une majorité catholique encadrée de curés intransigeants - qui, pendant deux siècles, conditionna tout le déroulement de la vie politique. On en reparlera plus loin.
Exception faite de l'intermède que constitua, de 1672 à 1675, l'occupation du pays par les troupes de Louis XIV, le ban d'Olne vécut sous la domination de « LL HH PP » (Leurs Hautes Puissances) les États-généraux des Provinces-Unies jusqu'au traité de Fontainebleau de 1785. Aux termes de ce traité, avec la plupart des villages du comté de Dalhem cédés en 1661, il fit retour, en 1786, aux Pays-Bas devenus entre-temps autrichiens, depuis les traités d'Utrecht (1713) et de Rastadt (1714).
Le retour d'Olne sous son sceptre comblait les vœux de l'empereur Joseph II 1780-1790: ainsi était levé l'obstacle que constituait cette enclave à une liaison entre le duché de Limbourg et le Luxembourg, sans passer par la principauté de Liège.
Voici le récit de ce transfert, envoyé par le curé Arnotte au seigneur d'Olne : « Samedi dernier, 17 courant (juin), les Commissaires Députés de Sa Majesté sont venus à Olne en prendre possession. Il y avoit une foule innombrable du peuple, dimanche le lendemain. L'official et curé de Herve, qui les accompagnait, a chanté la messe et a fait la procession par le village, en laquelle Messieurs les Députés y suivaient le Saint-Sacrement, et une troupe des Cavaliers de la maréchaussée qui étoient envoiés de Bruxelles pour y tenir le bon ordre. La messe a été chantée en musique par des Liégeois. On a traité (donné une réception) au château, on l'a admiré et ces messieurs ont été très contents de la politesse que vous avez bien voulu avoir en les admettant au château; on y a bu à Votre santé. Enfin le tout s'est passé dans le meilleur ordre. Monsieur le Baron de Loo, députté de l'État de la Province de Limbourg y était aussi avec Madame ».
Pour Olne, c'était là le dernier changement de souveraineté avant la rupture radicale qu'allait entraîner la révolution française.

## La Régence duXVIIIesiècle
Jusque dans les premières années du XVIIIe siècle, les bourgmestres exercent leurs activités, pourtant de caractère administratif sous l'obédience de la cour échevinale. De plus, un des leurs ne devait-il pas être issu de cette institution seigneuriale ? Gestionnaires et défenseurs des intérêts de la communauté, ils furent donc amenés à collaborer avec les échevins que ce soit pour la répartition des tailles personnelles ou l'examen des comptes du collecteur du ban. Les bourgmestres devaient donc nécessairement entrer en concurrence avec les échevins.
Pour la première fois, en 1714, un terme nouveau apparaît pour désigner leurs réunions communes: «la régence du ban d'Olne», composée, est-il précisé, des membres de la cour de justice et des deux bourgmestres. Cinq ans plus tard, l'assemblée de la communauté décide, sur proposition du seigneur, d'y adjoindre les régleurs de chaque hameau. Les réunions de la régence rassemblaient ainsi une vingtaine de personnes: le mayeur, les sept échevins, les deux bourgmestres, les dix ou onze régleurs et le greffier. Destinée à représenter «le corps politique de la communauté», la régence fait figure de véritable organe exécutif.
Tout d'abord, elle exerce le pouvoir réglementaire : le 23 avril 1739, à l'approche d'une disette, elle fixe le prix du pain; le 13 avril 1746, elle réglemente la pâture des chèvres sur les communes et la pratique des sarts ; par un rècès, une résolution, du 6 novembre 1772, elle défend de puiser de l'eau aux deux puits du village avec des tonneaux et d'y abreuver le bétail. Elle exécute les résolutions des États-Généraux et celles prises par l'assemblée des manants. Elle assume la gestion des affaires courantes de la communauté.
C'est ainsi qu'elle presse les bourgmestres de faire rentrer les arriérés des rentes dues à la communauté, organise, le 28 mars 1766, la vente de la brasserie banale, procède aux adjudications des travaux publics. Le 26 avril 1774, par exemple, Henry De Baiverlain obtient pour 400 florins la fourniture des pierres de taille destinées à la construction de l'escalier et du portique d'entrée du cimetière, tels que nous les admirons aujourd'hui; le creusement d'un canal qui permettra l'alimentation du village en eau est adjugé par ses soins le 28 décembre 1781.
La régence forme un organisme distinct de la cour échevinale, sinon dans sa composition, du moins dans ses attributions. Celle-ci était dite «corégente» et en était réduite à partager au sein de la Régence, l'exercice de fonctions dont elle détenait dans le passé le quasi-monopole. La régence s'affirme comme un organisme intermédiaire entre l'assemblée des manants et les bourgmestres. L'évolution vers un régime de «démocratie» représentative par mandataires interposés, déjà perceptible avec l'institution de responsables permanents que sont les bourgmestres, se renforce avec la mise en place de la régence dans le courant du XVIIIe siècle. Elle va trouver sa consécration lors de la Réforme, en 1772.

### La réforme de la communauté en1772
Les structures de la communauté telles qu’elles viennent d'être décrites subsistent jusqu'en 1772. L'ancien bourgmestre Joseph Court, s'étant plaint du mauvais ménage que tenoient dans le ban les deux bourgmestres Hubert Schriver et Noël Boulanger, les États-généraux, après une enquête, réorganisent en profondeur, par leur résolution du 12 juin 1772, la gestion de la communauté.
Cette réforme bouleverse tout d'abord la structure et les attributions de la Régence. Pour réduire les frais de fonctionnement de cet organisme, les régleurs et les échevins en sont exclus. La présence de ces derniers coûtait chaque année plus de 1000 florins à la communauté. D'organisme exécutif autour duquel s'articulait toute la vie publique du ban, puis intégrée à la Régence, la cour échevinale se voit réduite au rôle de simple garante de la régularité des opérations effectuées par-devant elle.
Le nombre des régents se limite désormais à six: le mayeur, les deux bourgmestres, le greffier et les deux commissaires du ban. Élus chaque année par l'assemblée des adhérités, ces deux nouveaux mandataires semblent avoir pour mission principale de surveiller la gestion financière des bourgmestres et du collecteur. Des femmes fortunées, veuves ou célibataires, sont souvent élues à ce poste; elles se font alors remplacer par leur fondé de pouvoir. Quant aux attributions fiscales de la Régence, elles sont déléguées à l'assemblée des manants, presque toujours appelée depuis cette date, l'assemblée du ban.
La compétence de cette assemblée en sort donc fort élargie: tous les actes importants de la gestion administrative et financière de la communauté (examen des comptes des bourgmestres, du collecteur, répartition des impôts et adjudication publique de leur collecte, élection des bourgmestres et des deux commissaires) s'accompliront désormais lors d'une assemblée annuelle souvent tenue au mois d'octobre.
Deux délégués du pouvoir central venus de Maastricht assistent toujours à cette importante assemblée. Mais si l'assemblée des manants se voit ainsi reconnaître une extension de pouvoirs, l'exercice de ceux-ci est réservé à une petite minorité de villageois: outre le mayeur, les deux bourgmestres et le greffier, seuls les propriétaires d'au moins quinze bonniers (c'est-à-dire plus ou moins 13 ha, ce qui est beaucoup pour le Pays de Herve) ont le droit de participer aux assemblées qui se tiennent, dit l'ordonnance, pour les affaires économiques ou financielles du ban. En 1787, seuls 26 propriétaires dont plusieurs ne résident pas dans le ban, répondent au critère fixé; en 1789, le ban d'Olne compte 2.646 habitants formant 526 ménages mais dont moins de 5 % ont le droit de participer aux assemblées.
D'autre part, les assemblées réunissant, sinon tous les manants, du moins tous les détenteurs d'un bien-fonds, semblent devenues, dans le dernier tiers du XVIIIe siècle tout à fait exceptionnelles. La vieille assemblée communautaire des plaids généraux s'est réduite à un cercle de notables qui monopolisent la gestion des intérêts communs.
Cette évolution correspond à une profonde transformation des structures économiques et sociales : le passage, entre le XVIe et le XVIIIe siècle, d'une société exclusivement agricole, aux contraintes collectives relativement fortes à une société aux activités économiques plus diversifiées où prédominent des manufacturiers, des marchands de clous, des négociants en drap et quelques gros propriétaires terriens – parmi lesquels on retrouve des hommes de loi enrichis par les emplois publics – face à une majorité de cultivateurs (petits propriétaires de moins de 5 ha), et une masse d'ouvriers cloutiers, de fileurs et de tisserands, travaillant la plupart à domicile, les premiers pour des fabriques liégeoises, les seconds pour la draperie verviétoise.
La réforme de 1772 a donc achevé le processus d'émancipation du pouvoir qu'on pourrait appeler «communautaire» qui s'affirme dans la personne de ses bourgmestres et s'exprime dans les assemblées de la communauté, face au pouvoir seigneurial représenté par le mayeur et les échevins. De ce point de vue, elle marque le triomphe de l'institution des bourgmestres au détriment, moins du seigneur local, que de la caste que, comme ailleurs, formaient sans doute les échevins.
Elle tend aussi à créer une séparation des pouvoirs plus nette mais elle s'inspire avant tout du souci du gouvernement central d'instaurer une gestion plus rigoureuse des finances de la communauté : les bourgmestres et le lieutenant-mayeur, notamment, se voient interdire tout cumul de fonctions incompatibles, les indemnités des mandataires sont fixées avec précision (160 florins de gage annuel pour chacun des bourgmestres, 80 pour le mayeur), le collecteur du ban reçoit des instructions strictes pour l'exercice de sa charge. Cette refonte de la communauté a d'ailleurs eu un effet radical : ses dépenses internes ont baissé d'environ 40 % les années suivantes.
Du même coup, le pouvoir central a rendu effective sa tutelle, par diverses mesures: présence de ses commissaires lors de l'assemblée annuelle consacrée à la répartition des charges et à l'examen des comptes, nécessité d'obtenir une autorisation avant de plaider, un octroi avant tout emprunt ou toute décision entraînant une dépense importante. Tutelle qui se fit de plus en plus étroite lors du passage sous l'administration autrichienne. Celle-ci ne se priva pas d'intervenir dans la conduite des affaires, même purement politiques, comme l'élection d'un nouveau bourgmestre.
Autogérée mais progressivement intégrée à l'appareil de l'État, décentralisée dans son administration à cause de l'institution, éphémère il est vrai, des régleurs, pratiquant un système de participation directe des habitants à la chose publique qui se voit bientôt tempéré par de fortes restrictions, la communauté olnoise de l'Ancien Régime présente de nombreux aspects attachants. Similitude du lieu de travail et de la vie familiale, réunions des habitants en assemblées, responsabilité commune face au fisc, propriété collective d'une partie du sol villageois (les «communaux »), intégration et assistance des plus pauvres, prise en charge des enfants trouvés: l'existence d'un sentiment communautaire, nourri par des liens de solidarité, matériel tout au moins, est indéniable.

## Du Ban à la Commune actuelle

### L'instauration de la municipalité
Malgré une situation tendue, la population olnoise semble être restée à l'écart des mouvements révolutionnaires, brabançon et liégeois de l'été et de l'automne 1789, et les changements paraissent s'être opérés sans heurt notable, mais non sans difficulté économique. C'est du moins l'impression laissée par la correspondance du curé Arnotte avec le baron d'Olne. Le premier janvier 1789, il lui écrivait : « Voilà toutes les nouvelles du jour. sinon la misère extrême qui règne ici, les cloutiers, les fileurs et fileuses pour la draperie n'ont point d'ouvrage, le froid est excessivement grand pour les pauvres, qui n'ont ni bois, ni houille à se chauffer. Nous faisons des quêtes tous les jours. la régence d'Olne veut écrire à tous propriétaires étrangers aiant du bien au banc d'Olne pour le prier de contribuer quelques choses à ces pauvres malheureux ».
Les carences du pouvoir central rendaient nécessaire mais combien précaire ce recours aux ressources locales. Le 24 septembre suivant, après avoir décrit le soulèvement populaire à Liège, il ajoute : « Tous nos villages, Herve, Hodimont, les deux Rechains et tous les environs, excepté Olne, ont mis tous la cocarde, mais c'est pour les pains, la populace a forcé les officiers et bourgmestres de leurs villages de se mettre à la tête, ce qu'ils ont dû faire (...). On est ici dans des grandes crises pour tous ces vagabonds et fainéants tant du Pays de Limbourg que du Pays de Liège. Car à Verviers tous les bons marchands se sont retirés et il y règne une insurrection affreuse comme aussi dans tout le marquisat de Franchimont, Theux et Spa, etc. Le Pays de Stavelot est aussi souslevé en cocarde pour avoir l'extinction de leurs droits ».
Victorieuses à Jemappes le 6 novembre 1792, les troupes françaises se rendent maîtres des Pays-Bas autrichiens et de la Principauté de Liège. Au mois de décembre suivant, elles entrent dans le Limbourg. Sous l'impulsion de Dumouriez, des administrations municipales provisoires sont aussitôt constituées. Le 31 décembre 1792 l'assemblée du peuple du ban d'Olne élit par acclamation l'ancien bailli Jean-Joseph Lemoine pour faire les fonctions de maire et chef de régence ou Municipalité: deux bourgmestres – ce sont les industriels Gérard Dresse et Pierre-François Heuse, – cinq corégents ou commissaires en font partie.
À l'exception de Jean-Joseph Lemoine, ce sont des hommes nouveaux qui apparaissent sur la scène politique locale. Cependant, le pouvoir s'exerce toujours selon les anciennes modalités: assemblées du peuple tenues à propos des charges de décimateur du Chapitre de Saint-Adalbert, de la clôture des comptes du collecteur, de la confection des rôles d'impôts ou assemblées de la municipalité du ban d'Olne tenues portes ouvertes et en présence du peuple.
L'usage de termes anciens – régence, ban, bourgmestres – employés concurremment avec les dénominations nouvelles reflète bien cette situation paradoxale. Cependant un esprit nouveau souffle : la municipalité ne proclame-t-elle pas que « tous inhabitants sont très sincèrement avertis qu'il ne sera rien fait de quelqu'intérêt, sinon publiquement, et, en présence du peuple, et l'assemblée du peuple », tenue le lendemain de l'installation de la municipalité décide de suspendre le payement de la dîme au Chapitre de Saint-Adalbert. Mais le décret de la Convention, en date du 15 décembre 1792, institue un pouvoir révolutionnaire, chargé de détruire l'Ancien Régime et ses institutions (droits féodaux, dîmes) et de supprimer les anciennes administrations, même celles qui viennent d'être établies.
Le retour offensif des Autrichiens, en mars 1793, suspend cette mesure. Les trois mois d'occupation française n'ont pas suffi à rallier au nouveau régime une population qui, en Limbourg, lui était généralement hostile. Dès le 6 mars 1793, on voit l'ancienne régence reprendre ses fonctions et convoquer bientôt des assemblées des adhérités du ban. Le rétablissement de l'Ancien Régime à Olne semble s'être fait rapidement, voire avec empressement. Il fut éphémère cependant : en septembre 1794, la victoire des troupes républicaines à Esneux leur rouvre les portes du Pays-de-Limbourg et inaugure un régime d'occupation impitoyable qui durera un an.
De profondes réformes dans le domaine judiciaire, administratif, religieux sont introduites, de nouvelles institutions sont mises en place, préparant ainsi l'annexion. C'est tout le monde de l'Ancien Régime qui bascule. Les vieilles justices seigneuriales sont révoquées en vertu de l'arrêté du 5 brumaire de l'an ii (26 octobre 1794). Les divisions administratives subissent une refonte radicale : les anciens «pays» sont divisés en arrondissements; entre ceux-ci et les localités, un échelon intermédiaire est créé : le canton.
Le 1er octobre 1795, un décret de la Convention réunit les anciens Pays-Bas autrichiens et l'ex-principauté de Liège à la République française : les arrondissements, créés en l'an III, de Liège, de Limbourg – dont Olne faisait partie – et la majeure partie de celui de Spa, formèrent le département de l'Ourthe. Olne fut incorporé au canton de Hodimont, dans le deuxième arrondissement de Malmedy. Notons que l'assiette territoriale de la commune correspond à celle de l'ancien ban. La ci-devant enclave stavelotaine de Mont-Saint-Hadelin, elle, se voit érigée en commune distincte au sein du canton de Fléron (arrondissement de Liège). Quant aux administrations locales, les occupants les organisent selon le modèle français qui avait été adopté en 1789-1790.
Le 18 novembre 1794, la Commission centrale du Limbourg annonce à l'ancien bailli Jean-Joseph Le Moine et à quatre autres citoyens leur nomination respectivement comme maire et adjoints. Ce ne sont pas des novices. Seul Gérard Dresse, un des deux bourgmestres élus en 1792 refuse. L'ex-bailli J.-J. Le Moine et H. L. Randaxhe avaient déjà fait partie de la même municipalité provisoire élue en 1792 tandis que T. Boulanger avait été bourgmestre et commissaire du ban sous l'Ancien Régime. Dès le 21 novembre, ils se constituent en assemblée permanente; ils font aussi fonction de juges de paix et assurent l'enregistrement.
Durant l'intermède des municipalités de canton (1796-1800), Olne dans le canton de Hodimont et Saint-Hadelin dans celui de Fléron ne conservent chacun comme autorité propre qu'un agent municipal, assisté d'un adjoint, chargé de la milice et de l'état civil. Tout change à nouveau avec la loi du 28 pluviose de l'an VIII (17 février 1800). Elle règle une nouvelle division du territoire et réorganise le fonctionnement des pouvoirs locaux. Olne fait désormais partie du nouveau canton de Verviers. La loi de l'an VIII rend à chaque commune son administration particulière.
Comme les communes de moins de 2 500 habitants, Olne et Mont-Saint-Hadelin se voient dotées d'un conseil municipal composé d'un maire (assisté d'un adjoint) et de neuf conseillers. Maire, adjoint et conseillers communaux sont nommés par le préfet du département. Ils ne représentent donc plus leurs concitoyens mais ne sont que des exécutants disciplinés du pouvoir central. Le pouvoir est exercé par le maire seul, le conseil municipal n'ayant qu'un rôle consultatif. Les attributions des autorités municipales sont progressivement réduites à la gestion des intérêts strictement locaux et leur exercice étroitement soumis au contrôle du sous-préfet et du préfet. Le conseil municipal d'Olne est installé le 5 janvier 1801.
Le maire est le docteur Pierre Haxhe ; à Saint-Hadelin, on retrouve à ce poste Pierre Heuse. À la différence de nombreuses autres communes rurales, où le nouveau régime se heurtait à la méfiance, à l'hostilité, ou à l'absence de gens capables, la transition à Olne semble s'être faite sans opposition. Les membres du conseil s'engagent par serment à garder le secret sur les opérations du conseil afin de ne pas exposer l'un ou l'autre aux poursuites de la malveillance. Serment bien révélateur du climat dans lequel la réforme s'opère. Elle marque le triomphe d'une centralisation qui, jamais encore, n'avait été aussi poussée. La Révolution française a bouleversé le cadre institutionnel séculaire dans lequel s'était déroulée jusqu'ici la vie de la communauté olnoise.
La conception ancienne, concrète, de la communauté d'habitants, a fait place à un concept neuf, abstrait: la commune. Celle-ci n'est plus formée par la communauté des chefs de ménage mais par un territoire et l'ensemble des individus qui l'habitent. Elle est devenue une institution de droit public, dotée de la personnalité juridique. Elle forme désormais le cadre administratif par excellence.
À présent, un budget est établi chaque année, selon un modèle précis et imposé par les autorités de tutelle ; il en va de même pour les comptes, y compris ceux de ce que l'on appelle désormais la bienfaisance publique. Un symbole matériel de cette évolution : en 1840, le cabaret de la veuve Arnotte qui servait de lieu de réunion est troqué au profit d'un bâtiment public. C'est toujours l'actuelle « maison commune ».
La dette communale, comme sous l'Ancien Régime, obère les finances publiques et elle pèse de plus en plus lourd. La vente de biens communaux (terrains vagues, chemins abandonnés) permet d'en résorber une grande partie. Quant à l'enseignement élémentaire, il fait davantage l'objet des soins des autorités locales. Les réformes républicaines ont mis en place une organisation communale uniforme, basée sur le principe de la démocratie indirecte – mais n'ayant rien de démocratique puisque ses membres sont nommés par le préfet – et qui se voit dépouillée de toute autonomie.
Le royaume uni des Pays-Bas 1815-1830 y apporta quelques modifications dans le sens d'un retour à la pratique ancienne. Au début, la régence d'Olne (le conseil communal) connut comme les autres, une relative autonomie mais qui, rapidement fut limitée. D'abord nommés, ses membres furent élus, en 1820, pour trois ans, puis, en 1824, élus à vie. Quant aux membres du conseil de Régence (bourgmestre et échevins), ils étaient nommés par le Roi.
Mais s'il y eut rupture, il y eut aussi continuité. Maints traits du fonctionnement de la communauté villageoise à la fin de l'Ancien Régime annonçaient ceux du régime français et des régimes politiques successifs du XIXe siècle : un système représentatif, réservé à quelques possédants et subordonné au pouvoir central.

### Vers une nouvelle définition du cadre communal
À la fin de l'année 1822, le gouvernement du royaume uni des Pays-Bas avait réalisé la fusion de la minuscule commune de Mont-Saint-Hadelin, l'actuel lieu-dit Le-Fief, avec Olne. Il avait ainsi effacé la dernière trace d'un démembrement multiséculaire et établi la configuration actuelle de la commune.
Après les journées révolutionnaires de septembre 1830, la Belgique se constitue en un état indépendant. La Constitution de 1831, reconnaît, en son article 108, le principe de l'autonomie communale. La loi communale de 1836 la consacre à la réserve de quelques concessions faites aux partisans de la subordination des communes aux pouvoir central : c'est le roi qui nomme les bourgmestre et échevins, mais au sein du conseil communal, donc parmi les élus locaux ; il peut en outre les suspendre ou les révoquer mais sur avis de la députation permanente de la province. Le roi approuve la présentation du bourgmestre que lui fait la majorité issue des élections ; sans cela, en effet, le bourgmestre ne trouverait pas normalement une majorité pour voter le budget.
Si la Constitution belge de 1831 était très libérale pour l'époque, elle privait de l'exercice de leurs droits politiques la majorité des citoyens. Pour exercer le droit de participer aux élections, il fallait, soit payer un minimum d'impôts directs, le cens électoral, soit encore exercer une profession libérale (professeur, instituteur, officier de santé, etc.…) La loi communale fixa également le cens électoral.
En fonction de son nombre d'habitants, Olne fut classé dans la deuxième catégorie et le cens minimum fixé à 20 francs. En 1836, 136 citoyens sur 2 978 habitants purent participer à l'élection d'un nouveau conseil communal. Dans la suite, le nombre des électeurs fut augmenté par l'abaissement du cens électoral, ramené à 10 francs en 1871, et l'admission à partir de 1883, sans aucune condition de cens, des titulaires d'un certificat d'études primaires. À Olne, les électeurs communaux passent ainsi de 160 en 1870 à 233 en 1872 soit environ le quart de la population masculine ayant atteint l'âge de 21 ans. En 1887, ils sont 283 sur 3212 habitants, soit environ 30 % des hommes en âge de voter. Et tous ne prenaient pas la peine d'user de ce privilège.
C'est ce qu'on a appelé, pour le XIXe siècle, « le temps des notables », où des coteries villageoises, favorisées par le suffrage censitaire, concentraient la direction des affaires dans les mains d'une minorité. Celle-ci est composée à Olne, de propriétaires-cultivateurs, rentiers, industriels, négociants.
En fait, l'évolution vers un tel système s'était déjà ébauchée, puis accélérée au XVIIIe siècle. L'adoption du suffrage universel pur et simple au lendemain de la Première Guerre mondiale sonna le glas de cette époque : des habitants appartenant à d'autres classes sociales (petits cultivateurs, armuriers, mineurs) prirent part à la gestion du village, puis ce fut l'entrée sur la scène locale, de partis politiques. Le corps électoral s'élargit ensuite aux femmes (1946) et, en 1970, aux jeunes à partir de 18 ans. Depuis le 30 mars 1836 donc, une loi générale – la loi communale – définit le cadre uniforme dans lequel s'inscrit la gestion de la commune et l'orientation de ses destinées.
Un organisme administratif – le Collège – émanation de la majorité issue des élections, fait fonction d'exécutif : il applique les décisions de l'autorité supérieure et assure la bonne marche des affaires d'intérêts communs. Une assemblée restreinte – le Conseil – formé de représentants élus par les habitants, contrôle l'exécutif, délibère sur les points que celui-ci lui soumet (engagements des dépenses, travaux publics, nomination du personnel communal) et lui accorde sa confiance. La publicité des séances du Conseil communal garantit le contrôle des électeurs sur leurs mandataires.
Fiscalité, enseignement, milice, assistance sociale, voirie, aménagement du territoire sont désormais de la compétence législative du pouvoir fédéral, régional ou provincial. Mais la commune assure toujours l'organisation de ces «services». Sa gestion cependant, doit se conformer au moule établi par les autorités de tutelle. Vis-à-vis de l'État, la commune représente un pouvoir à la fois autonome et délégué de l'autorité centrale.
La fusion des communes, entrée en vigueur le 1er janvier 1977, la réforme la plus radicale depuis celles de la période française, a laissé telle quelle la commune d'Olne, ce qui est rare. Elle forme désormais une des 589 entités. Mais des questions nouvelles ne cessent de surgir. Quelles compétences reconnaître aux collectivités locales ? Quel contenu donner à l'autonomie communale ? Comment maintenir, cultiver, à l'orée de deux banlieues industrielles, le charme d'un vieux village aux demeures patinées par le temps, l'identité d'une commune rurale millénaire ? Et surtout – c'est peut-être l'exemple que nous laissent les Olnois d'il y a deux siècles – comment assurer la participation des habitants à la vie de leur terroir ? Car, au-delà de la permanence du cadre territorial (ban, commune d'avant et d'après les fusions), subsiste l'attachement à un coin de terre, à un cadre de vie qui demeure le plus concret, le plus personnel, le plus familier.

## La révolution industrielle dans la commune d'Olne
Paysans heureux de vivre dans un décor de carte postale, ouvriers misérables prisonniers d'un univers sombre, froid, sale : cette vision sans nuances de la société d'antan est trop caricaturale pour résister à l'observation des faits, à l'écoute des derniers témoins.
Dès la fin du XVIIIe siècle, c'est-à-dire à l'aube de la Révolution industrielle, les paysans de la région verviétoise n'étaient plus des paysans au sens traditionnel du terme. S'ils travaillaient encore la terre, nombre d'entre eux étaient en même temps cloutiers ou tisserands. Sans quitter le village, sans même sortir de chez eux, ils mêlaient intimement travaux agricoles et industriels. Bref, le paysan et l'ouvrier ne faisaient qu'un.
Olne n'a pas échappé à la règle. Ici, comme dans d'autres villages du Pays-de-Herve, la plupart des habitants avaient d'autres sources de revenus que la terre.
Les ressources du sous-sol
L'un ou l'autre toponyme étrange - Longbur, le Hé-des-Minières, Les-Fosses - rappelle que les Olnois ont jadis extrait du fer et du charbon. À l'époque de Napoléon, les villageois se souvenaient encore d'une mine de plomb qui était exploitée au XVIe siècle. En 1639, du minerai de zinc était tiré du sous-sol. Au XVIIe siècle, le haut fourneau des Vennes, aux portes de Liège, s'approvisionnait en minerai de fer contenant de l'arsenic (une espèce alors très appréciée des maîtres de forges) provenant d'une minière située entre Hansé et Froidhé. La découverte, au milieu du siècle dernier, de dépôts de scories anciennes aux lieux-dits les Fosses et au Trî-de-Hansé, accrédite l'hypothèse d'une exploitation précoce.
Au siècle dernier, de nouvelles recherches furent entreprises dans l'espoir d'exploiter l'une ou l'autre poche de minerai. En 1836, Degotte de Nessonvaux, reçut même l'autorisation d'extraire à ciel ouvert, du minerai de fer au lieu-dit Spafontaine. Dix ans plus tard, plusieurs autorisations furent encore délivrées :
- Vanderstraeten au Hé-des-Minières, le long des Ruelles-de-Vaux ;
- Delmarmol, d'Ensival, aux lieux-dits Hé-des-Minières et Gerafontaine ;
- les frères Fillez, propriétaires et cultivateurs, au Granchamp, non loin du carrefour de La-Bouteille ;
- une autorisation est accordée également à Pirard et Spirlet associés avec le Comte De Berlaymont De Florzée.

À propos de cette dernière entreprise, le rapport de l'Administration des Mines est pessimiste: après le creusement d'un puits de 40 mètres de profondeur et le percement de quelques galeries de reconnaissance à plusieurs niveaux du puits, aucune trace de minerai de fer n'a été décelée.
Olne comptait alors trois minières en activité qui produisirent en 1846 cinq tonnes de fer hydraté destinés au haut-fourneau de Grivegnée. Chacun de ces puits avait une trentaine de mètres de profondeur et était équipé, à son orifice, d'un treuil d'extraction actionné à la main. L'épuisement des eaux qui envahissaient les galeries se faisait à l'aide d'un simple tonneau. Minuscules exploitations, ces fosses n'occupaient que deux ou trois ouvriers. Ceux qui extrayaient le minerai touchaient 2,50 francs par jour et ceux qui actionnaient le treuil à la surface : 1,28 franc.
Ces minières, entreprises éphémères, au rendement dérisoire, ont définitivement disparu du paysage olnois au début des années 1850. Certes, une concession de huit hectares fut encore octroyée en 1861, à Vanderstraeten, mais elle ne fut jamais exploitée.
Outre des minerais de plomb, de zinc et de fer, le sous-sol olnois contient aussi du charbon. De 1766 à 1776, Jean Desaive a exploité une petite houillère à Gerardhé, dans le hameau de Saint-Hadelin, en association momentanée avec un chanoine de la collégiale de Saint-Barthélemy à Liège, puis avec un nommé Jacques Forestier. La fosse a très vite eu la réputation d'être dangereuse pour les mineurs : en décembre 1768, un ouvrier y fut grièvement blessé par la chute de trigus (décombres) ; en juillet 1771, deux ouvriers, dont un adolescent, y trouvèrent la mort et un nouvel accident mortel y survint en novembre 1775.
Sous le régime français, une autre houillère fut exploitée par un Olnois très entreprenant: Gilles-François DESAGA. Il avait obtenu, en 1792, l'autorisation de conquérir une ancienne fosse, totalement inondée, située au lieu-dit Justice au Raf'hai. À vrai dire, quand Desaga avait commencé durant le mois de mai 1791, des travaux de reconnaissance d'un canal d'écoulement (areine), au lieu-dit Nid-d'Aronde, il ne cherchait pas du charbon mais bien l'antique mine de plomb exploitée, paraît-il, du temps des Espagnols. C'est ainsi qu'il redécouvrit l'ancienne houillère.
Avant d'entreprendre l'exploitation, Desaga devait d'abord l'assécher. Aussi, associé avec Rogister et Mathonet, il creusa une nouvelle areine et installa une pompe. Il était en plein travail quand l'annexion des territoires belges à la République française remit en question la légalité de l'entreprise. Suivant la loi française de 1791, introduite chez nous en décembre 1795, les exploitants de houillères devaient recevoir ou être munis d'un octroi de concession. Desaga a dû soumettre à l'Administration centrale du département de l'Ourthe, l'autorisation d'exploitation qui lui avait été délivrée par l'administration du Duché de Limbourg. Il a dû également fournir un rapport sur son entreprise. Le bien-fondé de celle-ci ne fait aucun doute, selon Desaga, car aucune autre houillère n'existait à deux lieues à la ronde et la fosse du Raf'hai fournissait un charbon propre aux clouteries, nombreuses à Olne, et aux fenderies.
De plus, les pauvres gens se trouvent à même de s'en procurer à dos d'homme, et fur et à mesure de leur faculté. En 1797, le bilan de la houillère était largement positif : quand l'ouvrage est bien réglé, on en extrait 80 à 100 paniers par jour qui se vendent 10 1/2 sols. La consommation s'en fait dans les communes d'Olne, Soiron, Réchain, Ensival, Verviers et les environs. On y a employé 25 à 30 ouvriers ; présentement, il n'y en a plus que 15. Il en résulte du relevé des trois derniers mois, qu'on en a extrait pendant ce temps 1 730 paniers.
Comparée à la production d'autres fosses du plateau de Fléron, la houillère du Raf'hai se classa en position honorable avec ses quatre tonnes par jour. Toutefois son exploitation fut éphémère, puisque dès 1800, les archives n'en font plus état. Ce n'est qu'une soixantaine d'années plus tard qu'eut lieu une nouvelle tentative d'extraire du charbon du sous-sol olnois.
Le 24 décembre 1857, la Société de Saint-Hadelin obtint en effet l'octroi d'une concession de 300 hectares. En 1862, elle reçut encore une extension de concession de 435 hectares. Cet ensemble s'étendait en grande partie sur le territoire d'Olne, mais les travaux exploratoires, notamment le creusement d'une bure de 348 mètres, furent réalisés sur le territoire de Soumagne. En 1860, 8 ouvriers travaillaient au fond pour un salaire journalier de 2,25 francs et 6 femmes à la surface pour un salaire de 1,25 francs. L'aérage des galeries n'était amélioré par aucun ventilateur et l'épuisement des eaux se faisait par areine. Un treuil d'extraction, actionné par des femmes, servait à remonter les paniers de houilles.
Ces travaux ne donnèrent aucun résultat probant et la mine fut abandonnée. En 1880 il y avait encore 49 houilleurs à Olne ; mais ceux-ci travaillaient ailleurs, dans les charbonnages du pays de Herve.
Au cours des siècles, la principale activité extractive de la localité a consisté en l'exploitation de pierres calcaires, destinée à la fabrication de pavés et de matériaux de construction. Plusieurs actes notariés du XVIIIe siècle font mention de ces petites carrières, souvent éphémères. Au milieu du siècle dernier, cinq exploitations à ciel ouvert donnaient de l'ouvrage à une vingtaine d'ouvrier. En 1880, Olne comptait 12 ouvriers-carriers. En 1900, trois exploitations étaient en activité: une au Hé-d'Olne, deux au Ri-dè-Tchinå . La plus vaste carrière est évidemment celle du Bai-Bonnet. Ouverte en mai 1899 sur le territoire de Forêt, elle grignota le territoire d'Olne à partir de 1924. Cette même année, elle fut acquise par la S.A. d'Ougrée-Marihaye, qui avait besoin de calcaire pour son aciérie.
Les pierres calcaires servirent aussi à alimenter quelques fours à chaux. En 1734, un faiseur de chaux habitait le village. En 1820 il y avait quatre chaufours: un au Grand-Thièr à Hansé, un au Bai-Jowai, un au lieu-dit Aloué, le long du chemin de Forêt à Saint-Hadelin, et un situé à Magne-è-Trou. De ces fours, un seul était encore en activité en 1880, il n'occupait que trois ouvriers.
La clouterie
Au XVIIIe siècle et durant la première moitié du XIXe siècle, elle constitue la principale activité «non-agricole» du village.
Le cloutier est un artisan qui travaille chez lui, dans sa forge. Celle-ci est un minuscule atelier d'une quarantaine de mètres carrés, où se trouve un foyer, un soufflet de cuir que l'on actionne à la main, un établi avec étau et un bloc de bois sur lequel repose la clouière. Cette dernière est une petite enclume, spécialement conçue pour le forgeage des clous à la main.
Un acte notarié de 1781 précise que les blocs à faire les clous, sur lesquels repose la clouière, sont taillés dans un tronc de cerisier et coûtent 30 sous pièce. Les cloutiers travaillaient pour le compte d'un marchand qui leur fournissait la matière première, c'est-à-dire les vergettes de fer produites par la fenderie.
Un cloutier d'Olne, Lambert Hayebin, raconte l'organisation du travail en 1770 : ayant été longtemps sans avoir eu du fer pour travailler en cloux, de son maître ou marchand en cloux d'Olne et étant réduit a une grande misère il fust le septième du courant du mois [décembre 1770] chez le Sieur Rahier marchand en clou de Liège, a son magasin à Soumagne, pays de Liège, le prier de lui donner, ensuite d'une recommandation qu'on lui avait donné, du fer à travailler, ce que ledit Rahier ayant fait, il les a rapporté à sa maison, puis ayant travaillé et réduit lesdits fers en cloux de dix livres dasses (c'est-à-dire des clous à larges têtes) ensuite des ordres lui en données par ledit Sr Rahier que les aÿant eu reporté audit magasin nil lui a rendu d'autres fers pour être réduits encore en pareil cloux de dix livres dasses.
Ce que Lambert Hayebin ne dit pas, c'est qu'il devait acheter au marchand les vergettes à convertir en clous. S'il ne pouvait payer les dettes contractées envers celui-ci, le marchand lui faisait une avance de matière première. Ce système tournait souvent au désavantage de l'artisan qui était incapable de rembourser et à qui le marchand refusait de fournir la matière première. C'est ainsi qu'en 1784, Étienne Ribofossé, un cloutier d'Olne ne peut rembourser à Étienne Maquinay une somme de 76 francs et quelques sous due pour fourniture de fers à travailler et de diverses marchandises. En conséquence, RIBOFOSSÉ a été obligé de céder au marchand pour qui il travaillait, son soufflet, deux blocs avec leurs outils et ses meubles. Bref il ne lui restait rien, même plus les outils qui lui servaient à gagner son pain. Le marchand, devenu propriétaire de ces objets, loua alors ceux-ci au cloutier au tarif de 2 franc par an pendant 9 ans. De plus le cloutier devait lui verser trois francs par trimestre jusqu'à extinction de la dette.
Une aventure similaire était survenue, quelques années plus tôt, à Henry Joris, un canonnier de Vaux-sous-Olne. Mathieu Broquet, marchand à Cornemont, Pays-de-Stavelot, lui ayant fourni des marchandises à crédit, mais n'ayant argent en mains pour lui refournir laditte somme de 61 francs 10 sous (Henry Joris lui cède) une enclume de cannonier de fer battu, un soufflet de cannonier, des marteaux et autres outils servant à forger des cannons de fusils (…). Comme ledit Broquet n'a pas envie de se servir des dittes outils pour le présent, il a déclaré de les louer (…) audit Joris présent et acceptant pour un écu par an.
Le martchotê
Dernier maillon de la chaîne de production, le cloutier, comme l'armurier, menait souvent une vie misérable. Il était exploité par le marchand à travers ce mécanisme de l'endettement. Il était aussi victime des compressions outrancières de salaires et du truck-system. Il devait craindre non seulement le marchand, mais aussi un personnage nouveau qui apparaît dans le courant du XVIIIe siècle : le recoupeur, appelé martchotê.
Celui-ci servait d'intermédiaire entre les grands marchands, qui habitaient généralement la ville de Liège et les innombrables cloutiers disséminés dans les villages du Pays-de-Herve et la vallée de la Vesdre. Le marchand fournissait au martchotê, les vergettes de fer à distribuer aux cloutiers qui travaillaient pour lui. Le martchotê récupéraient quelque temps après les clous forgés et les ramenait au marchand qui lui accordait une commission.
Le martchotê était bien placé pour exploiter la situation et empocher des bénéfices au détriment des cloutiers. L'abus le plus criant et le plus courant était la pratique du truck-system, maintes fois condamnée par les autorités. Cela consistait à payer les cloutiers non pas en argent, mais en denrées alimentaires ou en tissus, dont la qualité était généralement douteuse. Parfois les martchotès tenaient boutique et cabaret et obligeaient les cloutiers à s'approvisionner chez eux. Tous, bien sûr, ne pratiquaient pas cette exploitation systématique des artisans. Les derniers martchotès d'Olne furent les frères Jurdans qui cessèrent leurs activités en 1880 et J.-N. Monfort qui arrêta en 1890.
Dans le contexte économique du XVIIIe siècle, la clouterie olnoise à joui d'une relative prospérité au détriment des cloutiers de la Principauté de Liège. En effet, sujet des Provinces-Unies jusqu'en 1785, (puis rétrocédés aux Pays-Bas ensuite), les marchands de clous d'Olne avaient la priorité sur leurs concurrents liégeois quand ils négociaient avec les armateurs hollandais. De plus ils profitaient de l'exemption douanière dans les Provinces-Unies. De tels avantages commerciaux suscitèrent de nombreux conflits entre Olnois et Liégeois. En mars 1756 notamment, les marchands liégeois décidèrent de réduire les salaires de leurs cloutiers afin de résister à la concurrence des Limbourgeois. Les ouvriers liégeois se soulevèrent et, comprenant que leur misère provenait des avantages fiscaux dont jouissait la clouterie limbourgeoise, ils envahirent notamment Olne et Soiron. Ils confisquèrent les outils et empêchèrent les cloutiers de travailler. Les troubles durèrent ainsi plus d'un mois.
Toutefois, c'est surtout par des représailles douanières que les Liégeois s'efforcèrent de contrecarrer la concurrence étrangère. Leur marge de manœuvre était cependant limitée: ils ne pouvait pas accroître exagérément les tarifs douaniers appliqués aux marchandises venant de la Principauté et destinées aux Olnois, c'était risquer de mécontenter les Hollandais, principaux clients des marchands de Liège. La taxe douanière imposée par les Liégeois s'appelait le soixantième, c'est-à-dire un droit de 1,66 % perçu sur les valeurs des marchandises qui entraient ou sortaient de la Principauté de Liège. Les Olnois payaient une première fois le soixantième sur les vergettes de fer, achetées aux fenderies liégeoises, puis, quand les clous étaient forgés, ils payaient de nouveau le soixantième pour entrer sur le territoire de la Principauté de Liège ou droit de transit s'ils se rendaient en Hollande, via la Principauté.
Les marchands olnois eurent parfois à se plaindre du zèle des douaniers liégeois. C'est ainsi, qu'en octobre 1770, Henry François Closset, marchand-fabricant de clous à Olne, eut des ennuis avec le receveur du bureau des douanes du Croupet, à Fléron. Ce marchand avait envoyé son charretier conduire trois tonneaux de clous à destination d'Amsterdam via Bois-le-Duc. Arrivé au Croupet, le charretier présenta au receveur la déclaration de marchandises, mais celui-ci contesta la validité de cette dernière et refusa de délivrer le laissez-passer. Le charretier fut contraint de se rendre au bureau général de Liège où la voiture fut soumise à une perquisition vexatoire.
Les cloutiers dépendaient des fenderies qui produisaient la matière première, c'est-à-dire les vergettes de fer. La fenderie était une usine dont les bâtiments renfermaient un four à réchauffer les barres de fer marchand, un double laminoir à cylindres lisses et cannelés, des forges et entrepôts de marchandises ; Les laminoirs étaient actionnés par des roues hydrauliques.
Après avoir été chauffées à blanc dans le four, les barres de fer étaient introduites dans les cylindres lisses qui les aplatissaient en une sorte de tôle épaisse. Celle-ci était immédiatement engagée entre les cylindres cannelés qui la fendaient en vergettes, dans le sens de la longueur.
Jusqu'en 1700, le Duché de Limbourg ne possédait de fenderie, de sorte que les cloutiers limbourgeois dépendaient des établissements liégeois pour leurs approvisionnements en vergettes. Afin de pallier ces inconvénients, le roi d'Espagne accorda le 11 octobre 1701 à Jacques Philippe De Jong l'autorisation d'ériger une fenderie à Goffontaine, territoire du Duché de Limbourg le long de la Vesdre. Bien que la production de cette usine ait été importante, elle ne satisfait pas la demande des marchands de clous d'Olne. En 1788, ils se plaignent du tarif excessif que pratiquait l'usine de Goffontaine: à les entendre, celle-ci les ruinait. Aussi décidèrent-ils de construire leur propre fenderie sur le territoire d'Olne. Une assemblée du ban ratifia, le 14 avril 1788, un ambitieux projet. Afin de concurrencer la fenderie de Goffontaine et de forcer celle-ci à fendre à meilleur compte, à rendre son fer mieux conditionné et à ne plus le farcir de mitraille, on érigerait une fenderie le long de la Vesdre à Moirivai.
Les entrepreneurs s'engageraient à : fendre à sept sous argent de Liège le cent livre de fer. Les fabricants (de clous) profiterons sur chaque cent livre de fer de cincq à six sous, la positions de la fenderie leur procurera deux à trois sous de moins à la voiture, ce qui joint à l'espoir d'obtenir une libre entrée sur les clous en brabant, et ceux qui passeront par le Brabant pour aller en hollande et ailleurs, sont des objets assés suffisans pour attirer les commissions, ramener nos fabricants émigrés et assurer nos ouvriers d'un salaire fixe et proportionné à leur travail.
Les régents des communautés de Soiron et de Rechain furent pressentis en juillet 1788 afin de participer au projet. Ils répondirent qu'ils étaient d'accord à condition de jouir des mêmes avantages que les Olnois. À la suite de cette réponse, les bourgmestres d'Olne, G.F. Desaga et T. Boulanger, ne cachèrent pas leurs déceptions et avouèrent que leur sentiment particulier est de ne point accepter leur proposition. Si notre locale nous donne des avantages, conservons les pour nous sans le partager gratuitement avec nos voisins.
Ils suggèrent à la communauté de financer elle-même l'entreprise : 14 000 florins, cours de Liège, devraient être fourni aux entrepreneurs chargés de construire la fenderie et de la mettre en marche.
Comment se procurer une telle somme ? Par la vente des aisances (biens communaux) (…) pour de suite être mis à intérêts aux entrepraineurs à trois pour cent au moments qu'ils auront fais conster d'avoir emploié 20 000 florins à la fenderie et ouvrages qui seront hypothéqués pour asseurer le capital et échéances annuelles.
La communauté proposa de mettre en vente les bois de Noirhé, trois bonniers (=2,61 ha) en Coucoumont et six à la Hé-d'Olne, et enfin, plusieurs morceaux de terrains à récupérer en redressant des chemins. Cependant la vente des aisances ne pouvait avoir lieu sans l'obtention préalable d'une autorisation préalable du Conseil général du gouvernement des Pays-Bas. Olne n'aura jamais de fenderie, faute d'argent.
La vente des aisances aurait-elle suffi pour couvrir les frais de construction de la fenderie? Les bourgmestres d'Olne ont dressé une estimation détaillée du coût de l'entreprise: 26 039 florins et 10 cents, cours de Liège.
L'infrastructure, c'est-à-dire le bâtiment et l'aménagement du bief, constitue le poste le plus lourd : 13 144 florins, dont 6 000 pour l'érection des murailles du bief. La main d'œuvre représente à peu près un dixième du coût total; mais on ne tient pas compte du transport des matériaux ni de la rémunération des charretiers. Les mécaniques de la fenderie et les roues hydrauliques coûteraient environ 3 000 florins.
- Estimation du cout d'une fendrie en 1788

Ce compte n'est évidemment qu'une estimation : la fenderie ne fut jamais construite de sorte qu'on ne saura jamais s'il était réaliste ou non. Néanmoins ces 26 000 florins donnent une idée du coût d'un investissement industriel à la fin de l'Ancien Régime. La comparaison avec la valeur d'autres fenderies existantes est hasardeuse car, le plus souvent, ont réaménageait un site (moulin à farine ou maka) en fenderie afin d'éviter de creuser un nouveau bief.
En 1776-1777, 92 petites forges existaient à Olne, dont :
- au Raf'hai : 17
- à Riessonsart : 20
- au Bois-d'Olne : 15.

Une maison sur cinq possédait sa forge à cette époque. En 1800, le village comptait 310 cloutiers, soit un quart de la population active. En 1808, tandis que 350 autres travaillaient pour le compte des marchands liégeois, deux grosses forges installées au Faweu donnaient de l'ouvrage à 70 ouvriers. En 1825, les cloutiers étaient 293 (27 % de la population active) dont 160 femmes.
C'est en 1866 que la plus forte proportion de femmes dans cette branche d'activité s'observe surtout: sur 423 femmes au travail, 155 vivaient de la forge tandis que 49 seulement étaient couturières. C'est peut-être le symptôme le plus révélateur du déclin de la clouterie artisanale dans la seconde moitié du XIXe siècle : métier d'appoint laissé aux ménagères tandis que les hommes doivent chercher de quoi vivre ailleurs.
En 1880, les cloutiers, - hommes et femmes - ne sont plus que 70 et forment à peine 6 % de la population active. En 1896, Olne ne comptait plus que 5 cloutiers et 1 cloutière.
L'armurerie
La lente décrépitude de la clouterie à la main, déjà perceptible dès les premières décennies du XIXe siècle, obligea les forgerons à se tourner vers un autre secteur qui, à vrai dire, ne bouleversait pas leur façon de travailler les pièces d'armes portatives.
Si la fabrication des canons de fusils a connu un bel essor dans la localité au siècle dernier, il ne s'agit cependant pas d'une activité nouvelle dans la région; au contraire, elle est sans doute aussi ancienne que la clouterie.
Dès le milieu du XVIIe siècle, les villages de la vallée de la Vesdre ont monopolisé le forage des canons de fusils. Le plus ancien atelier de forage connu est celui de Prayon, qui date de 1612. Entre 1650 et 1670, puis en 1712 et 1750, ces usines se multiplièrent et connurent un véritable âge d'or au moment de la révolution américaine (1761-1776).
À la fin du XVIIIe siècle, 18 usines de forages travaillaient sur la Vesdre, à Nessonvaux pour la plupart. À Olne même, la fabrication des canons de fusil et autres armes occupait déjà plus d'un forgeron, bien qu'il soit malaisé d'en évaluer le nombre. Le registre des mariages signale plusieurs fois la présence à Olne de faiseur de canons de mousquets, de forgeur de canons de fusil, ou plus simplement d'armuriers et d'ouvriers en fer. Il est possible ainsi de repérer l'un ou l'autre fabricant tels que Jean CLOS en 1758 ou Barthelemy Thomas, maître d'usine à façonner les mousquets à Nessonvaux.
À Olne même, en 1776, un atelier de forage est installé dans une partie des locaux d'une ancienne platinerie. Il est dirigé par Gilles Heuse dans les dernières années du XVIIIe siècle, ce qui reste de la platinerie fut également transformé en atelier de forage, dirigé par Pierre Heuse. En 1797, Gilles Heuse fils possède une maison, une usine à faire des canons et trois forges tandis que Pierre Heuse dispose d'une autre usine à canons et d'une maison avec forge, le tout situé à Vaux-sous-Olne. La famille Heuse était connue dans la région depuis longtemps et ce nom apparaît souvent dans les archives. Ainsi les Heuse signent-ils la convention des maîtres d'usines, fixant le tarif pour la vente des canons, passée à Trooz le 12 octobre 1789.
À la fin du XVIIIe siècle, Olne comptait encore d'autres armuriers et notamment l'entreprenant Gilles-François Desaga, déjà évoqué à propos des exploitations charbonnières. En 1785, il plaça une alléchante annonce dans la Gazette de Liège, qui vante les mérites de ses canons de fusil qui portent leur coup beaucoup plus loin que les autres à charges égales. Cinq ans plus tard, il se prétendait l'inventeur d'une pièce remarquable dont, à vrai dire, on ignore tout !
En 1800, le village ne compte encore que 8 canonniers et 2 armuriers alors que les cloutiers sont plus de 300. En 1808, les usines Heuse n'emploient que deux ouvriers car l'ouvrage fait défaut. Douze ans plus tard, l'armurerie est florissante : on compte alors quatre ateliers de canons de fusil qui font vivre 32 ouvriers. Ils produisent pour le compte des marchands d'armes de Liège.
Dans les années 1830, ces usines demeurent encore de modestes fabriques utilisant toujours, comme au siècle précédent, l'énergie hydraulique. Ainsi la principale d'entre elles, les établissements Heuse, sont en général fort anciennes, couvertes en chaumes, construites en pierres brutes, terres et bois [1829].
Si le recensement de 1825 ne signale encore que 2 armuriers, 1 dresseur de canons et 3 polisseurs, le Dictionnaire géographique de Vandermaelen mentionne en 1831 un atelier à polir et aiguiser les sabres, en plus de l'usine de forage de canons. Il faut attendre la seconde moitié du XIXe siècle cependant pour voir l'armurerie devenir une des activités majeures de la localité.
En 1866, elle fait vivre six fabricants de fusils et 142 ouvriers-armuriers (10 % de la population active). À ce moment les principaux ateliers de canonniers sont ceux de Gilles Joseph et Hubert-Joseph Moray à Waihimont, l'ensemble des forges Heuse à Basse-Fontaine : ils comprennent notamment l'usine à polir et à aiguiser les sabres, et une petite forge appartenant à Nicolas-Joseph Moray à Saint-Hadelin.
En 1880, l'armurerie olnoise comprenait 4 ateliers de fourbissage (17 personnes, 11 300 canons par an), 6 fabriques de canons, (34 personnes, 8 600 canons par an) et une fabrique de canons et platines de fusil (6 personnes, 10 400 pièces par an). L'essor de l'industrie armurière est lié à la découverte et au succès d'un type extraordinaire de canon : le « damas ». En 1896, il y avait à Olne 4 fabriques de canons damas qui occupaient près de 90 personnes.
Le damas est une technique très sophistiquée réservée à des fusils de luxe. Il met en œuvre un mélange de fer et d'acier, disposé de manière à obtenir des dessins variés, dans la masse même du métal, en jouant sur les teintes différentes que prennent les deux métaux lors du forgeage. Ce procédé est sans doute apparu dans la région dans la première décennie du siècle dernier.
Une convention, fixant le tarif des canons, signée par les maîtres d'usine à Fraipont en mai 1812, mentionne en tout cas les canons damassés. Toutefois, le vrai damas n'a connu son plein essor qu'à partir des années 1830. Il implique une longue séquence d'opérations. Le canonnier forme d'abord un paquet, la masse, de feuillard de fer et d'acier qui sont disposés selon le dessin que l'on veut obtenir.
Après un passage au four afin de souder ensemble les différents éléments, la masse était expédiée dans un laminoir, soit à la S.A. des Laminoirs de Grivegnée, soit aux Laminoirs de La-Rochette à Chaudfontaine. Là, la masse est transformée en un long ruban. C'est celui-ci que le canonnier travaillera longuement, dans sa forge, où il lui faisait subir une torsion particulièrement soignée. Ensuite, le canonnier assemblait 2 à 6 barres tordues puis les cousait en ruban. Ce dernier, après avoir été réchauffé, était entouré en spirale sur un mandrin. Le canon ainsi ébauché devait encore être forgé avec un soin extrême, puis foré, de nouveau calibré, dressé, meulé décapé, poli, et fini. Chaque canon damas subissaient en moyenne 150 chauffes au cours de sa fabrication et aucune d'elle ne pouvait rater sous peine d'envoyer la pièce au rebut! Cette technique exigeait donc des armuriers particulièrement habiles et ingénieux, chez qui le savoir-faire se doublait d'un sens de l'esthétique particulièrement aigu. Cette industrie si particulière s'est curieusement cantonnée dans un nombre restreint de villages de la vallée de la Vesdre : Olne, Nessonvaux, Fraipont, Forêt, Trooz, Chaudfontaine et Vaux-sous-Chèvremont.
Un canonnier olnois, Eugène-Nicolas Leclère, fut l'un de ces habiles fabricants de damas. Il a même attaché son nom à un modèle de damas moucheté de son invention : le damas Leclère qui figure dans un catalogue d'échantillons de la fabrique liégeoise N. J. Higny, aux côtés d'autres variétés telles que le damas anglais, turc, Bernard, etc. Leclère a déposé deux brevets d'invention, en 1842 et en 1844, en vue d'améliorer la qualité du mélange du fer et d'acier, qui est à la base de la fabrication.
Parallèlement au développement de l'armurerie, d'autres activités métallurgiques donnèrent de l'ouvrage aux forgerons olnois : serrurerie, chaudronnerie, horlogerie, fonderie de plomb, ferblanterie, etc. En 1880, le village possédait même un établissement de construction de machines industrielles et un autre spécialisé dans la production de machines agricoles.
Le travail des métaux a donc fait vivre la population pendant au moins trois siècles. Activités dépendant de l'extérieur tant pour son approvisionnement et matières premières que pour ses débouchés, elle a évidemment subi les contrecoups de la conjoncture économique : essor puis crise de la clouterie à la main d'abord, de l'armurerie ensuite. Artisanat qui repose sur l'habileté manuelle, la routine, le travail à domicile, la clouterie et l'armurerie sont restées réfractaires à la mécanisation et à la longue, c'est ce qui a entraîné leur perte.
Le textile
Tributaire des marchands-fabricants liégeois en matière de clouterie et d'armurerie, les Olnois vivaient dans l'orbite de Verviers en ce qui concerne le textile. Au XVIIIe siècle et au début du siècle suivant, le village fournissait seulement des bras capables de filer la laine, distribuée par les marchotès travaillant pour les fabricants liégeois. Le sort de ces fileurs n'était alors guère plus enviable que celui des cloutiers !
Toutefois, au cours du XIXe siècle, la localité a eu ses propres filatures et manufactures de draps, comme d'autres villages de la vallée de la Vesdre et du Pays de Herve.
Entre 1800 et 1830, le travail de la laine a subi de profonds changements qui transformèrent la vie quotidienne: de l'artisanat, on est passé à l'industrie, du travail au rouet à la machine mue par une chaudière à vapeur. À Olne, en 1800, l'activité textile se limitait au filage de la laine au rouet, une occupation essentiellement féminine et au tissage réservé aux hommes. À cette époque, le travail de la laine à domicile faisait vivre un quart de la population active.
Liste des propriétaires dans les métiers du textile au cadastre primitif vers 1800.
Dès 1812, les premiers assortiments de mécanique à filer sont apparus dans une modeste filature de Mont-Saint-Hadelin qui employait 9 ouvriers. Timide début de mécanisation puisqu'en 1820 les trois fouleries de draps, qui existaient à Olne, ne possédaient encore aucune machine moderne. Elles occupaient seulement 9 ouvriers et travaillaient pour le compte de fabricant verviertois.
En 1825, deux filateurs figurent au recensement tandis que les fileurs à la main sont en voie de disparition: 275 en 1800, 330 en 1825 ! En 1830, la mécanisation du textile est une réalité: Olne compte alors 4 fouleries, 1 teinturerie, 1 filature et 1 fabrique de draps. Avec ces fabriques, de nouveaux métiers s'implantent: fileurs « aux mécaniques », mécaniciens, machinistes, etc. Quant aux femmes, de fileuses elles sont devenues ouvrières de fabriques ou couturières à domicile.
Trois entrepreneurs sont à la base de l'industrialisation de la draperie olnoise: Vanderstraeten, Halleux et Frédérichi. En 1848, la veuve Vanderstraeten fit placer une machine à vapeur dans sa fabrique de laine. Dix ans plus tard, Xavier Halleux fit de même dans son établissement. En 1863, Antoine Vanderstraeten installa une seconde chaudière afin d'alimenter une machine à vapeur de 10 chevaux fournissant la force motrice nécessaire aux machines à échardonner la laine. Une autre machine, d'une égale puissance, était destinée à chauffer des bains de lavage et un séchoir. Deux ans plus tard, cet industriel entreprenant aménageait à Vaux-sous-Olne, un lavoir complet : 3 machines à laver, 6 à rincer, 3 essoreuses, 6 machines à échardonner. L'énergie nécessaire était produite par deux machines à vapeur. Pendant ce temps, les frères Frédérichi installaient deux machines à vapeur et deux chaudières à vapeurs dans leur filature. Deux ans après, ils firent même construire une petite fabrique de gaz d'éclairage afin d'accroître le temps de travail dans leur filature (possibilité de travailler jour et nuit). Le gazomètre avait 4,5 mètre de hauteur et 7 de diamètre. En 1872 encore, Armand Jamme, successeur de Xavier Halleux, installa dans sa filature de Saint-Hadelin, une nouvelle machine à vapeur de 15CV afin d'activer 2.100 broches à filer. Bref, l'ère du rouet était bien révolue !
Vers 1865, l'atlas cadastral mentionne deux établissements : la filature Halleux à Saint-Hadelin et surtout, la fabrique de drap à Gomélèvai, le long de la Vesdre. En 1896, Olne possédait toujours une filature mécanique de laine cardée qui donnait de l'ouvrage à 7 employés, 26 ouvriers et 69 ouvrières.
Ainsi, depuis le XIXe siècle, la localité possédait un ensemble cohérent qui permettait de traiter la laine depuis les ballots de laine jusqu'aux draps prêts à la vente. Dans la filature, la laine brute (qui provenait généralement d'Angleterre ou d'Espagne) était lavée et dégraissée. Ensuite elle était cardée, c'est-à-dire qu'elle était peignée à l'aide de cardes ou plaques munies de dents. Le but de cette opération est de démêler les fibres et de les ranger en parallèle pour former un long ruban régulier. Après ces indispensables préliminaires, le filage consiste à former un fil en étirant la matière première et en la tordant régulièrement pour accroître sa solidité. Le filage au rouet, qui date du XIIIe siècle sans doute, fut remplacé par une machine à filer la mule jenny, inventée par Samuel Coupton en 1779. C'est elle que l'on utilisa abondamment en Europe au siècle dernier et qui équipa la filature olnoise. Le fil et la laine sont ensuite tissés. La mécanisation du métier à tisser est plus récente (seconde moitié du XIXe siècle) de sorte qu'à Olne, comme dans les villages environnants, le métier à tisser à la main était toujours à l'honneur.
Une fois tissé, le drap est foulé, c'est-à-dire lavé et battu, d'où le nom de foulage, dans de l'eau contenant un corps gras et de la terre à foulon à laquelle on ajoutait de l'urine. À la sortie du foulage, le drap offre un aspect peu présentable: il semble tout froissé et sans relief. Aussi doit-on le brosser vigoureusement afin de lui rendre son duvet : c'est le lainage. Cette opération se faisait encore au XIXe siècle à l'aide de cadre de bois, munis de chardons, que l'on frottait sur le drap. On verra tour à l'heure qu'Olne était connu pour ses cultures de chardons. Afin d'égaliser le duvet ainsi obtenu, le drap est tondu à la main à l'aide de forces. Enfin il subit un dernier apprêt: le pressage ou catissage.
Dans ses Recherches sur la statistique physique, agricole et médicale de la Province de Liège, Richard Courtois considère que la cardère, li cherdon, était une culture fort répandue dans les environs d'Olne et qu'elle a enrichi plus d'un particulier. Il rappelle les travaux d'un Olnois bien connu: le citoyen Desaga.
La cardère (Dipsacus sativus) quasi disparue aujourd'hui, était intensément cultivée au XIXe siècle. Ses capitules secs étaient enfilés sur des sortes de peignes et utilisés pour carder les draps de laine et feutres servant à confectionner manteaux de luxe et uniformes. Sa disparition est liée à celle des machines à lainer sur lesquelles étaient délicatement brossés tapis de billard ou couvertures de mohair.
En 1804, en effet, celui-ci prit la plume afin de proposer l'établissement dans le département de l'Ourthe d'une Société pratique d'agriculture qui se donnerait notamment comme objectif, d'améliorer la culture du chardon, une plante qui n'a plus de secret pour l'agronome du Froidhé !
C'est un Français nommé Burgain qui aurait introduit la culture de cette plante à Olne vraisemblablement peu après l'année de stérilité et de disette qui succéda à la terrible gelée de l'hiver de 1739 à 1740. Comme la culture plus importante encore de la pomme de terre s'était introduite dans cette contrée de l'Ardenne peu de temps après l'année de la gelée et de stérilité non moins désastreuse de l'an 1708 à 1709.
Les chardons olnois étaient au XVIIIe siècle d'une qualité supérieure à ceux cultivés dans les régions voisines, mais comme le déplore Deasaga en 1804, « le chardon diminue et s'abâtardit, on ne voit plus cette plante avec la vigueur qu'elle avait il y a cinquante ans ».
Selon lui, c'est la faute aux cultivateurs qui ne laissent jamais mûrir la graine, coupe souvent le chardon avant la chute totale de la fleur; cette graine toujours reproduite, sans avoir acquis une parfaite maturité, doit s'acheminer infailliblement à une détérioration totale. En outre qu'ils permettent trop d'expansion à la sève, par là, leurs graines ne sont jamais assez nourries.
Afin de régénérer le chardon olnois, Desaga s'est donc décidé, quatre ans plus tôt, à devenir cultivateur, « dans la seule et unique idée d'être encore de quelqu'utilité à mon pays pendant le peu de temps qu'il me reste à vivre. Je louai un bien où je trouvai une pièce de terre plantée en chardons, où je commençait à mettre mes idées en pratique sur cette plante par une culture soignée; j'eus un produit étonnant, mais la qualité était inférieure à celle de mes voisins. Je fis choix de mes plus belles et meilleures pour en retirer ma graine; j'eus la satisfaction de voir que le reproduit de cette graine me donna une grande supériorité sur mes voisins, tant pour la force élastique de ses crochets que pour la forme cylindrique allongée. La supériorité déjà acquise se fera infiniment mieux sentir par la reproduction de la graine que j'ai récoltée cette année, l'ayant pu laisser mûrir à ma volonté, et n'ayant laissé qu'autant de taille qu'il convenait à la force de la plante ».
La future société d'agriculture devrait pense-t-il diffuser les résultats de ses expériences. « Bien sûr, elle devra faire face aux préjugés et à la routine. Aussi, afin de stimuler les plus novateurs, les fabricants de draps de Verviers, d'Eupen et d'Ensival seraient bien avisés en ouvrant une souscription destinée à offrir un prix de quatre à cinq louis d'or au cultivateur de la société qui aurait obtenu les meilleurs résultats sur une pièce de terre couverte de 10 000 plantes ».
Sur sa lancée l'agronome olnois, qui a lu l'Élément d'agriculture de Manuel Dumonceau, un classique dans la lignée des physiocrates et des Encyclopédistes, propose également à ses concitoyens d'entreprendre la culture de la garance, plante tinctoriale. « Et que les futurs sociétaires ne se mettent pas en peine d'un local de réunion! Le point central de cette société devrait être chez moi; j'aurais l'occasion de faire observer plusieurs choses aux cultivateurs inscrits, principalement mon travail sur l'amélioration des pâturages et de la pomme de terre, leur prouver par le fait que nous pourrions remplacer les chardons que l'on tire de Nuremberg ».
Les métiers du bâtiment
Au cours du siècle dernier, les métiers du bâtiment ont connu un essor étonnant que ne justifie pas l'accroissement extrêmement modeste de la population olnoise.
En 1800, ce secteur faisait vivre 2 % de la population active, alors qu'en 1880, il en faisait vivre 20 % ! Le XIXe siècle fut une époque faste pour la construction : la révolution industrielle a favorisé la construction de vastes bâtiments et entrepôts durant la première moitié du siècle tandis qu'à partir des années 1860-1880, l'amélioration du niveau de vie, consécutive au développement des industries, a encouragé la population, même la plus modeste à acquérir des maisonnettes.
Le dernier quart du XIXe siècle a vu se multiplier ces maisons que nous connaissons encore aujourd'hui : maisons d'ouvriers à un étage et où la porte d'entrée donne directement accès à la cuisine ; maison d'employé avec corridor et petit salon ; maison de maître ou de directeur qui se donne des airs de petit château. Le XIXe siècle est aussi l'époque du remplacement des modestes chaumières à murs d'argile, par des maisons en briques, pierres et tuiles.
Dans la vallée de la Vesdre, les fabriques et ateliers se multiplient ; sur le plateau de Herve, les charbonnages se développent ; autant de gros consommateurs en matériaux de construction. En 1820, Olne comptait quatre ateliers de tailleurs de pierres qui occupaient sept ouvriers seulement. Cinq ans plus tard, on en comptait 15 tailleurs de pierres et 34 maçons.
En 1866, le secteur de la construction faisait vivre 10 % de la population active: 4 maîtres-maçons, 121 ouvriers-maçons, cinq maîtres-tailleurs de pierres et 29 ouvriers, plus quelques ardoisiers couvreurs en chaume, vitriers etc. En 1880, 6 maîtres-maçons donnaient de l'ouvrage à 215 ouvriers et il existait, en plus, deux entreprises de travaux publics.
La tannerie
Le travail du cuir, la cordonnerie surtout, était jadis bien représentée à Olne : entre 1800 et 1866, le village comptait une quinzaine de cordonniers. Ce nombre élevé, parmi la population active au XIXe siècle, ne doit pas surprendre dans une région d'élevage.
Il existe d'ailleurs une tannerie à Olne qui fut installée à Olne en 1860 dans un bâtiment surnommé La distillerie (bien que l'on n'y ait jamais distillé une goutte d'alcool!). En 1880, elle occupait sept personnes.
On y fabriquait une Liqueur : La Liqueur d'Olne. De plus, les gens usaient beaucoup de soulier au siècle dernier car la marche constituait souvent le seul moyen de locomotion économique et les chemins étaient raboteux ! Comme la paire de soulier n'était pas à portée de toutes les bourses, la plupart des gens modestes se chaussaient de sabots.

### L'alimentation des olnois duXVIIIeauXIXesiècle
Aujourd'hui l'alimentation est devenue une véritable industrie dans la société moderne, au même titre que la sidérurgie, la production de voitures ou l'industrie chimique. Et pourtant, l'industrie de l'alimentation est sans doute la plus ancienne activité qui soit et aussi la plus répandue: chaque village ou presque avait une petite entreprise « agro-alimentaire » qu'il s'agisse d'un moulin à farine (le plus souvent un moulin banal), d'une brasserie, d'une distillerie, d'une tuerie (abattoir privé) etc.
Grâce à la présence de plusieurs ruisseaux propres à l'établissement de moulins, Olne a connu depuis des siècles, plusieurs unités agro-alimentaires : les moulins à farine. En 1776, l'un d'eux tournait au hameau de Saint-Hadelin et son propriétaire devait verser une redevance fixée à un florin et sept chapons au Receveur des domaines du gouvernement hollandais. Ce moulin avait d'ailleurs quelques problèmes liés à l'emploi de l'énergie hydraulique : il chômait régulièrement car l'eau se tarit en été et s'engèle fortement en hiver (1797).
En 1813, en plus du moulin de Saint-Hadelin, deux autres fonctionnaient sur le Ri-de-Vaux. En 1820, ils étaient au nombre de quatre dans la commune et ils donnaient de l'ouvrage à huit personnes. Celui de Gilles Heuse fils, à Bazowai, et celui de la veuve Vanderstraeten à Vaux-sous-Olne.
En 1880, Olne comptait quatre maîtres-minotiers et cinq ouvriers-meuniers. Quant aux brasseries, il y en avait cinq en 1776 et trois sous le régime français. En 1820, il n'en demeurait plus qu'une qui occupait deux ouvriers. En 1865, une seule y est signalée par l'atlas cadastral : celle d'Olivier Rensonnet, à la limite de Saint-Hadelin et d'Ayeneux.

### Autres ateliers desXVIIIeetXIXesièclesà Olne
En outre, Olne a compté d'autres ateliers :
- en 1797, une petite savonnerie fonctionnait à Riessonsart;
- en 1808, une cartonnerie qui occupait deux ouvriers, est signalée;
- en 1820, existaient 5 moulins à râper le tabac;
- en 1880, le recensement indique une fabrique de tabac à priser.

Commerce et services à Olne au XIXe siècle
Avec un négociant pour 41 habitants, Olne jouait au début du siècle dernier le rôle de petit centre commercial. À une époque où la plupart des gens circulaient à pied, les gros villages tels qu'Olne offraient à la population les denrées de consommation courante ainsi que quelques services indispensables: sage-femme, médecin, instituteur, notaire, garde-champêtre.
Durant tout le XIXe siècle, le petit commerce s'est maintenu dans le village, sans connaître toutefois de réel essor. En 1880, on ne comptait plus qu'un négociant pour 155 habitants.
La concurrence des villages de la vallée, très proches et beaucoup mieux desservis par la route et le chemin de fer, explique ce manque de dynamisme du commerce olnois.
Quant aux autres branches du secteur tertiaire, seuls les messagers et les charretiers étaient bien représentés au siècle dernier (une vingtaine environ): leur activité était étroitement liée à l'armurerie, à la clouterie et au textile.
En 1800, les professions libérales se limitaient au curé, au notaire et à la sage-femme. Vingt ans plus tard, de nouvelles professions sont apparues: instituteur, médecin, chirurgien. Jusqu'en 1880 cependant, les professions libérales groupaient moins de 2 % de la population active. Il faut attendre le XXe siècle pour voir se développer ce secteur.
Les services publics, au XIXe siècle, avaient des effectifs plus réduits encore puisqu'ils représentaient moins de 1 % de la population active. En fait, on n'y compte plus que le bourgmestre, le garde-champêtre, et l'un ou l'autre fonctionnaire. En définitive, ce qui importe, ce n'est pas l'importance numérique du secteur tertiaire, mais plutôt sa diversité. À Olne, au XIXe siècle, on trouvait sur place de quoi satisfaire les besoins quotidiens et c'est ce qui comptait.

## La Commune d'Olne auXXesiècle

### Les Transformations économiques
Du début du XIXe siècle à nos jours
Vers 1800, les cultivateurs les cloutiers et les armuriers, les fileurs et les tisserands formaient les trois quarts de la population active (Tableau I[Lequel ?]). Cette répartition socioprofessionnelle n'offre rien d'exceptionnel dans la région à cette époque: elle se rencontre dans les autres villages de l'Est de la Belgique. Les habitants avaient d'ailleurs plusieurs professions: les cultivateurs étaient aussi cloutiers ou tisserands. Chacun partageait son temps de travail entre l'atelier à domicile, le jardin potager et le lopin de terre. En 1825, les groupes des cultivateurs et des travailleurs de la laine ont « fondu » : ils ne représentent plus que 11 % de la population active chacun. Cette réduction n'est qu'apparente : elle résulte d'un transfert d'effectifs dans la catégorie des journaliers. Toutefois, en ce qui concerne le textile, la diminution du nombre des fileurs et des tisserands traduit la transformation de ce secteur à la suite de l'adoption de mécaniques à filer. Au début du XIXe siècle, une machine à filer exécutait le travail de 24 fileuses travaillant au rouet, durant toute une journée.
De 1825 à 1866, la structure des professions et leur importance relative ont peu changé, à l'exception de l'essor remarquable des métiers du bâtiment. Cette stabilité des effectifs cache pourtant un changement en profondeur : mécanisation accrue du textile, développement de l'armurerie et spécialement du canon damas, lente décrépitude de la clouterie. En 1880, l'essor des métiers du bâtiment se confirme, ainsi qu'un regain d'importance du textile. Par contre les effets de la disparition de la clouterie se font sentir: le travail des métaux est moins bien représenté dans l'ensemble de la population active (Tableau IV[Lequel ?]).
Ces quatre graphiques sont autant de « radiographie » de la vie économique du village. Ils détruisent toute idée préconçue d'une société villageoise homogène, immobile, sans problème. Bref, ils dissipent le mythe du bon vieux temps. Le XIXe siècle à Olne a, au contraire, été un siècle de changement, d'adaptation à des conditions économiques nouvelles: et qui dit changement, adaptation, dit aussi difficultés, drames et réussites pour leurs auteurs!
Depuis 1880, l'évolution fondamentale de la structure socioprofessionnelle réside dans l'émergence du secteur tertiaire. Si, en 1970, les cultivateurs forment encore un peu plus de 10 % de la population active, (contre un quart en 1880), c'est surtout le développement des professions libérales des indépendants et des fonctionnaires qui retient l'attention : ils représentent 6 % de la population active en 1880 et 42 % en 1970 ! Autrement dit, les « cols blancs » ont remplacé les « cols bleus ». 
À vrai dire, la mutation est bien plus profonde encore: il suffit de parcourir le village un jour de semaine pour se rendre compte que les rues sont peu fréquentée et que les habitants sont partis. Bref, ces « cols blancs » logent à Olne et y passent leurs fins de semaine mais ils travaillent ailleurs. Olne n'est plus aujourd'hui une commune où l'on travaille comme c'était le cas au siècle dernier quand les canonniers martelaient le fer sur l'enclume ou quand passaient les ouvriers de la filature. Aujourd'hui le village est devenu ce que les géographes appellent une commune rurale de résidence.
En effet, si Olne comptait, en 1970, 799 personnes actives occupées, 213 seulement demeuraient dans la localité pour y travailler (26,7 %) et 525 Olnois devaient quitter la commune chaque matin pour se rendre sur leur lieu de travail. Enfin 52 personnes seulement venaient à Olne pour y travailler mais résidaient ailleurs. Bref, Olne faisait vivre 265 personnes en tout en 1970. Le taux d'emploi y était le plus faible de l'arrondissement de Verviers (31,2 %). La carte I montre qu'Olne forme avec d'autres communes voisines (Soiron, Xhendelesse, Soumagne, Ayeneux, etc.) une zone de résidences. Ces localités sont encadrées par deux pôles attractifs de mains-d'œuvre, tels que Liège et Verviers, mais aussi Ensival, Forêt, Chaudfontaine, Cheratte, etc. Parmi les 265 personnes qui travaillent à Olne, 41 % étaient agriculteurs, 15 % commerçant et restaurateurs, et 15 % fonctionnaires. Aujourd'hui la commune a donc entièrement perdu son caractère industriel : même l'armurerie, encore présente à l'heure actuelle à Nessonvaux, a déserté la commune.
L'émigration journalière des Olnois ne date pas des années 1970 cependant. En 1910 déjà, sur une population totale de 2 828 habitants, 491 (17,3 %) quittaient le village pour aller travailler. En 1970, ils constituaient 26 %) de l'ensemble de la population. Suivant la carte II, les Olnois se rendaient en 1910 dans les communes industrielles limitrophes: celles de la vallée de la Vesdre et celles de la zone charbonnière du Pays-de-Herve. Bien entendu Liège et Verviers attiraient les travailleurs. En 1970, sur la carte III, on peut observer que la répartition géographique de ces travailleurs-migrants a changé.
Les communes limitrophes ne fournissaient plus guère d'emploi, les Olnois préféraient se rendre à Liège ou à Verviers. Seules, Trooz et Nessonvaux attiraient encore quelques travailleurs. Autrement dit, en 1970, parmi les Olnois obligés de quitter le village pour travailler, 35 % faisaient un trajet d'une distance inférieure à 10 km et 61 % de 10 à 30 km.
Les obligations militaires (1914-1918)
Au début du XIXe siècle, et cela jusqu'à la guerre de 1914-1918, l'administration a instauré le tirage au sort pour désigner les jeunes recrues des contingents astreints au service militaire. C'était une épreuve angoissante pour les jeunes gens et leurs parents : la durée du service était en moyenne de quatre ans et la solde était bien maigre !
Les appelés devaient se rendre à Verviers au couvent des Carmes et se présenter devant le conseil de la milice. Plus tard, ce fut à Pepinster, accompagné du bourgmestre qui devait tirer au sort pour les malades empêchés de s'y rendre personnellement.
Au comble de l'émotion, ils devaient plonger la main dans un tambour contenant les billets et en retirer, autant que possible un « bon » numéro. On devine la joie de ceux qui étaient dans le cas. On lâchait aussitôt, de Pepinster, des pigeons voyageurs qui s'envolaient en direction d'Olne porteur de la bonne nouvelle.
Mais tout n'était pas perdu pour les malchanceux. Il était en effet, possible de payer un remplaçant, mais fallait-il encore faire partie d'une famille aisée. Il existait à Liège une société dite « Pour le remplacement militaire sous toutes garanties J. Vrindts et Cie » qui fournissait un remplaçant sous contrat, payable en plusieurs années.
Gagner sa vie entre deux guerres
Autrefois, se marque la différence entre les fermiers propriétaires et les fermiers locataires qu'il s'agisse d'Olne ou de ses hameaux. Ainsi, le propriétaire ne manquait pas de le signaler sur sa carte de visite. De nos jours, les fermiers ne sont plus qu'une minorité, mais ceux qui restent se sentiront toujours mieux intégrés que les nouveaux Olnois qui viennent s'installer au village pour échapper à la ville et ses contraintes. Les fermiers sont conscients des changements et s'en expliquent, au contraire des citadins, dont le travail est volontairement étranger à Olne. Les fermiers parvenaient encore il y a peu, à vivre quasiment en autarcie, et si le travail de la fenaison était parfois éreintant, ils pouvaient encore faire appel aux voisins qui venaient volontiers donner un coup de main.
La ménagère du début du siècle n'a connu ni halte, ni vacances, ni aide familiale quel que soit le nombre de ses enfants, une Olnoise eut 18 enfants, tous mis au monde à domicile, et s'en allaient traire les vaches dès le lendemain de l'accouchement.
Avant 1940, un « gros fermier » tenait de 25 à 30 vaches, engraissaient des porcs et veillait à l'entretien de ses vergers. Au moment de la fenaison, ils faisaient venir des saisonniers ; ceux-ci étaient logés et copieusement nourris à la ferme. Le fermier dispose d'une maison spacieuse que l'ouvrier d'usine qui à côté de son minuscule corti, parvient à élever une vache, parfois deux en les faisant paître le long des chemins, ce qui remplaçait avantageusement les herbicides. Les différences de classes n'empêchaient pas que tout le monde s'entraide.
Au retour de la paix, dès 1946, les fermiers parviennent à nourrir jusqu'à deux fois plus de bétail sur un même terrain en s’approvisionnant de fourrage importé. Vers 1958, apparaissent les premières machines à traire, et vers 1960, l'usage du tracteur se généralise. Olne, pourtant, n'était guère à l'avant garde du progrès agricole : un frein a dû jouer comme le vieux réflexe de se suffire à soi-même. Grâce aux ressources du poulailler, du potager et du verger, on approchait de l'autarcie. Au fur et à mesure de l'amélioration des conditions de vie, le jardin apporte des fleurs et les plantes ornementales prennent une place de plus en plus prépondérante. Ici, comme en tant de campagnes d'Europe occidentale, les paysans s'étaient accrochés aux recettes de l'individualisme : pourvoir à tous ses besoins et acheter le minimum au-dehors.
Les petits commerces ont eu leurs heures de prospérité avant la Seconde Guerre mondiale : 2 salons de coiffure, 2 boulangeries, 3 boucheries, 2 marchands de vélo, 1 charron, 2 cordonniers et 3 ou 4 cafés. Chaque année, à la mi-avril et le quatrième lundi d'octobre, une foire aux bestiaux installée sous le grand teutê contre le mur de l’église, apportait beaucoup d'animation au centre du village. Tous les lundis, s’y tenait le marché au beurre et au fromage : on pouvait passer toute une vie sans quitter le village et sans manquer de rien. On s'entraide entre voisins et les matins ensoleillés de printemps favorisent les bavardages d'un seuil à l'autre. Par-dessus les haies, on échange légumes persil, thym, et quelques fleurs…
Pendant la dernière guerre, les ménagères stérilisaient en wecks tous les trésors du potager et se les échangeaient volontiers, selon les besoins.
Dans un pays aussi bien pourvu de sources, en puits et en pluies, chacun a l'eau à sa portée sinon chez soi. Avant la canalisation de 1957, les quatre « bacs » sont entretenus une fois par semaine par le cantonnier communal. Chaque lundi, les ménagères y rinçaient le linge et, en période de sécheresse, les fermiers y remplissaient leurs tonneaux pour abreuver le bétail. On y voyait défiler les villageois équipés d'un hårkê, porte-seaux, venus s'approvisionner en eau qu'ils déversaient à la maison dans des pots en grès - les moudeûx -, couverts d'une assiette contenant une pinte installés au gré - les premières marches - de la cave.
Immédiatement après la Seconde Guerre mondiale, les petits commerces vont s'étioler, puis fermer leurs portes les uns après les autres. On dirait qu'à cette époque, le village veut s'assoupir. On ne se rencontre plus à la fontaine ou au magasin, les industries locales disparaissent et les jeunes qui n'ont plus de raisons de rester vont chercher ailleurs leurs activités, les occasions de rencontres, l’imprévu.
Le chapitre qui développe l’histoire industrielle a montré qu'au XIXe siècle, Olne faisait figure de ruche industrielle. Un souvenir reste : à « la fabrique » à Saint-Hadelin, il y avait un peignage de laine actionné par la Magne. Il était la propriété de la famille Jamme. L'étroitesse du chemin d'accès a empêché l'usine de s'équiper de machines modernes.
Les femmes des cloutiers s'activaient pour assurer la bonne marche des forges: en plein hiver, elles partaient en sabots jusqu'à Micheroux avec une brouette pour chercher du charbon.
Deux pôles d'attraction ont mis les travailleurs olnois au contact d'un univers sans commune mesure avec le microcosme villageois. Pour les hommes, ce sont les charbonnages de Fléron, de Wérister et du Hasard, les ateliers de canons de fusils Delcourt à Nessonvaux et les laminoirs de Fraipont, tandis que pour les femmes, c'est la vallée de la Vesdre, avec les usines textiles et les filatures Peeters à Nessonvaux. Les trajets se faisaient à pied et prenaient souvent plusieurs heures été comme hiver.
Avant 1914, un mineur de fonds [sic] gagne 3 francs par jour et reçoit une copieuse provision de charbon. Si sa femme élève une vache, 3 ou 4 porcs, quelques poules, et s'il plante son cortil de pommes de terre, le voilà pourvu de son minimum vital.
Moins qualifiée, la main d'œuvre féminine est ballottée d'un travail à l'autre. Suivons l'itinéraire d'une Olnoise: tout d'abord en service dans une ferme où l'avarice de son patron ne donnait qu'un œuf pour trois personnes, ensuite c'est le travail non moins rude dans une usine de caoutchouc, « Le club Liégeois », rue de Jupille à Liège, qui fabrique des imperméables. Par après, elle trouve une place dans une usine de jouets, avant de devenir, après six mois d'apprentissage, cardeuse-fileuse à la filature Peltzer à Verviers; elle y restera de 1925 à 1963.
Pendant la guerre 1940-1945, l'usine où elle travaille produit du gros drap pour l'armée allemande et instaure le travail par équipe. Il s'agit pour elle d'être à son poste, à Verviers, dès 6 h 30, en dépit du couvre-feu et des retards de trains de plus en plus fréquents à la fin de la guerre. Les fatigues des interminables trajets font oublier celles de l'atelier…. Cela n'implique pas une résignation générale, et ce n'est pas par hasard que les rarissimes traces de passions politiques soient le fait d'Olnois qui ont travaillé dans de grosses entreprises en dehors de la commune.
Citons le cas d'un brave mineur, Léopold Servais, qui tenté par la politique, se vit conduit à la charge d'échevin, puis de bourgmestre d'Olne pendant 11 ans. Il avait la passion des taxes. C'est lui qui avait eu l'idée d'établir une nouvelle taxe sur les balcons : il n'y avait de balcons à l'époque qu'à la maison communale et à la maison du peuple...  
Un autre, J. Trillet, fils de socialiste militant, au retour de trois ans de camp disciplinaire pendant la guerre 1914-1918, devient à son retour délégué syndical, conseillé communal et secrétaire de la coopérative socialiste. Il pousse même la conscience jusqu'à se rendre à nouveau en Union Soviétique en 1932.
L'usine bouleverse le mode de production et, en généralisant le salariat, elle altère les habitudes de consommation. La presse, puis la radio, propagent de nouvelles idéologies. Argent, mœurs, vision du monde, tout cela investit puis envahit les villages de l'Europe entière et Olne ne fait pas exception à la règle. Toutefois, dans un premier temps, il s'est trouvé sur place quelques habitants qui ne se sont pas contentés de subir passivement les métamorphoses imposées de l'extérieur.
Dès l'entre-deux-guerres, des jeunes filles ont entrepris des études au lieu de se mettre au travail aussitôt leur scolarité achevée, soit dans la boutique d'une parente, soit dans la ferme de grands-parents trop âgés pour suffire à la besogne. Au début, les qualifications sont modestes: couture, dactylographie…, il faut avouer que les emplois sur place sont rares. Ce n'est donc pas du jour au lendemain que la condition des femmes s'est rapprochée de celle des hommes même si c’est en 1948 qu’elles obtiennent le droit de vote. Pas plus d'ailleurs que l'action d'une poignée de militants n'a aboli la différence entre les pauvres et les riches. Il n'en reste pas moins que la société a changé imperceptiblement, silencieusement. Quelques petites usines et commerces sont nés à Olne, y ont prospéré et puis se sont éteints. Pourtant, le village n'est pas devenu agreste. Demandons-nous si cette métamorphose n'a pas été accélérée par d'autres épisodes que ceux des cycles économiques, à commencer par ces impitoyables rouleaux compresseurs des singularités locales que furent les deux guerres mondiales.

### Les épidémies à Olne auXXesiècle
En fait de calamités, on ne peut guère passer sous silence les quelques terribles épidémies qui décimèrent la population : en 1894, le choléra (venu des Indes) s'est propagé, entre autres, le long de la Vesdre.
En 1918-1919, la grippe dite espagnole, bien qu'elle nous vînt des États-Unis, fit, comme ailleurs, de sérieux ravages à Olne. Enfin, plusieurs épidémies de typhus se sont déclarées à Saint-Hadelin, l'eau y étant plus souvent contaminée qu'ailleurs en raison de la nature et surtout de la déclivité du sol. Dans beaucoup de ménages, on puisait l’eau dans un puits situé au milieu de la cave ! Il faut enfin ajouter que la diphtérie, souvent grave, était assez fréquente, et que, en 1945, il y eut bon nombre de cas de jaunisse infectieuse introduite par les soldats américains.

### La guerre de 1914-1918 à Olne
Ce qui nous amène à évoquer les tristes événements des deux guerres mondiales. Ils commencent par les deux journées tragiques des 5 et 6 août 1914. À Saint-Hadelin, les Allemands, exaspérés par la résistance du fort de Fléron, fusillent 59 personnes dont 45 habitants de l'endroit. Vingt-quatre d'entre eux le furent à l'endroit où s'élève le monument du Vieux-Sart à Riessonsart. De nos jours, un comité se charge d'en commémorer le souvenir. À Olne, les événements évoluent de manière différente, le village étant situé à l'arrière du front.
Les habitants se souviennent du massacre atroce du vicaire et du secrétaire communal, ainsi que la prise en otage à plusieurs reprises du bourgmestre Félix Dahmen et de ses fils. Le village est épargné de la destruction totale grâce à l'intervention du bourgmestre et du curé. Ceux-ci sont arrivés à convaincre les Allemands d'installer un hôpital à l'arrière du front, dans le couvent des Sœurs de la Providence, et dans la salle des fêtes du château. Les occupants n'ayant pas ressenti l'hostilité active qu'ils craignent de la part des habitants, épargnent le village pour des raisons purement tactiques.
Les Allemands ne manifestent leur présence à Olne que par une patrouille deux fois par semaine. Après la guerre, le château d'Olne devient un lazaret où l'on accueille les invalides évacués et démunis.

### La guerre de1940-1945à Olne
La plupart des habitants du centre d'Olne ne quittent pas leur maison et voient défiler les réfugiés verviétois les 10 et 12 mai 1940. À partir de l'hiver 1940-1941, le système de réquisition s'implante et les fermiers doivent céder deux à quatre bêtes par an, livrer leur beurre et leur lait. Mais avec le surplus, le marché noir s'organise beaucoup plus vite qu'en 1914 et la pénurie se fait moins sentir. Le troc s'instaure : par exemple, un médecin venu de Liège demande pour un accouchement difficile 25 kg de pommes de terre en guise d'honoraires, et une couturière est payée en partie en argent et l'autre en nourriture. Les Olnois glanent après la moisson et ils réapprennent à faire des conserves. Des œuvres bénévoles mobilisent à nouveau les générosités individuelles ; le « Secours d'Hivers », le « Colis du Prisonnier », l'assistance aux femmes des prisonniers retenus en Allemagne. Certains cachent des résistants, d'autres doivent verser de l'argent à une « armée blanche », dont ils se demandent après coup s'il ne s'agit pas d'une bande d'escrocs. Un fermier, au contraire, réserve ses provisions aux résistants, mais les gens du village le soupçonnent de faire du marché noir. Bien qu'il y ait un dépôt de munitions allemand au Rafhai, les combats de 1944 épargnent la région.
Dès la libération, le 7 septembre 1944, s'installe un dépôt américain à La-Neuville. Mais le souvenir le plus poignant est celui d'une grande prairie proche de Gelivau (au Sart) jonchée de cadavres de soldats américains ramenés du front pour identification.

## Monaies et Mesures

### Mesure de capacité et de longueur à Olne
Dans les registres de la Cour de Justice, on cite les reis stiers, setier à ras bord (huitième partie du muid) et les hoppès, c'est-à-dire avec un petit monticule dépassant le bord, les muids d'épeautre (225 litres), la quarte de bière, l'aune de drap, etc.

### Monnaies
La diversité des monnaies ayant cours sous l'Ancien Régime est assurément prodigieuse, et on peut se demander comment les paysans pouvaient s'y retrouver dans une telle multitude de systèmes monétaires concurrents, les frontières étant proches.
Voici quelques monnaies utilisées dans les transactions de vente et de rentes :
- Le XVe siècle montre surtout des griffons, des besans, des livres et des sous.
- Au XVIe siècle, on trouve le florin, qui est de 20 aidans en 1503 et de 52 aidans en 1520, le florin d'or vaut 3 florins. On trouve aussi le denierbone, le postulat de Hornes, qui vaut 25 aidans en 1518, le philippus de Hornes, qui vaut 24 aidans en 1518, le noble d'Angleterre, l'angelot, le lion d'or, le carolus, le noble henricus, le florin de Clèves, le postulat de Juliers, le petit ducas, le gros denier de Milan, le grand florin d'argent appelé daller, le real, le pistolet, le philippus daller, le ducat allé longue croix, le double ducat, le noble à la rose, l'ernestus, le chevachée, le scrickenberg de Saxe, et en 1593, le franc de France, la pistolle d'Espagne, le teston de France et le noble de Castille.
- Au XVIIe siècle apparaissent le souverain d'or, l'écu de France et de Portugal, le patacon, etc.

Voici un exemple de paiement pour illustrer la simplicité de paiement de l'époque : la rente d'un bonnier est vendu pour la valeur de 85 florins liégeois et payé de la manière suivante :
- 4 angelots d'Angleterre valant 12 florins 10 aidants
- 1 lion pour 9 florins 10 aidants
- un petit ducat alle croix pour 8 florins 4 aidants
- ces cinq pièces en or, plus 2 grands florins d'argent appelé Jouxhenne daller valant quatre florins 16 aidants
- le reste en commune monnaie.

Voici le rendage d'une terre de quatre verges grandes du 3 juillet 1648 pour la somme de 1740 florins liégeois : L'acquéreur paie comme suit :
- 9 souverains d'or pour 25 florins pièce
- 5 nouveau jacobus pour 20 florins pièce
- un vieux jacobus pour 25 florins
- un demi nouveau jacobus pour 10 florins
- 2 pistoles d'Espagne pour 30 florins pièce
- 2 polonis à 10 florins 10 patars pièce
- 4 souverains d'argent à 5 florins 7 1/2 patars
- 1 philippe daller pour 4 florins 15 patar
- 1 daller ferdinand pour 44 patars
- 3 florins 11 patars en blanchemonnaie.

## Cartes anciennes
- Carte de Cassini - Carte manuscrite de la rive droite de la Vallée de la Vesdre par les ingénieurs géographes français avec la collaboration de Cassini, 1745-1748. Vincennes, Archives de la Guerre. 4.6. B 36 à  42, feuille F. in Étienne Helin, Lemoine Isabeau Claire, Bruxelles, Crédit communal, 1980
- Carte de Ferraris - Carte manuscrite de la rive droite de la Vallée de la Vesdre, Carte de Cabinet des Pays-Bas autrichiens levée à  l'initiative du conte de Ferraris 1771  - 1778 Bibliothèque Royale de Belgique 192, B 15, 2 et 4, Bruxelles, Pro Civitate, Credit Communal, 1965.